# Плей-офф Кубка Стэнли 2017
Плей-офф Кубка Стэнли 2017 стартовал 12 апреля 2017 года среди 16 команд лиги (по 8 от каждой конференции) и состоит из четырёх раундов.
«Вашингтон Кэпиталз» стал первым клубом в сезоне 2016/17 обеспечившим своё участие в плей-офф. «Детройт Ред Уингз» впервые с сезона 1989/90 не смог пробиться в плей-офф и прервал свою 25-летнюю серию, а «Эдмонтон Ойлерз» впервые с 2006 года принимал участие в борьбе за Кубок Стэнли.
В нынешнем плей-офф был установлен новый рекорд по количеству овертаймов в первом раунде. В сорока двух проведённых матчах было сыграно 18 овертаймов, что на один больше чем в 2013 году. Также впервые с 2001 года в первом раунде не было сыграно ни одного 7-го матча серии.

## Формат плей-офф
Всего в плей-офф участвуют 16 команд, по 8 от каждой конференции. Команды, занявшие первые три места в каждом из дивизионов, автоматически проходят в плей-офф. Оставшиеся четыре команды, по две из каждой конференции, добираются по очкам, получая уайлд-кард. В первом раунде победители дивизионов играют с обладателями уайлд-кард, а команды, занявшие в своих дивизионах вторые и третьи места, играют между собой. В первых двух раундах преимущество домашнего льда имеет команда, занявшая более высокое место в регулярном чемпионате. На стадии финалов конференций и финала Кубка Стэнли преимущество льда у команды, набравшей большее количество очков (или лучшей по дополнительным показателям при равенстве очков). Во втором раунде не проводится процедура перепосева команд. Каждая серия состоит максимум из семи игр и ведётся до четырёх побед, в формате Д-Д-Г-Г-Д-Г-Д.

## Посев команд в плей-офф

### Восточная конференция

#### Атлантический дивизион
1. «Монреаль Канадиенс»[7] — чемпион Атлантического дивизиона[8] — 103 очка;
2. «Оттава Сенаторз»[9] — 2-е место в Атлантическом дивизионе — 98 очков;
3. «Бостон Брюинз»[10] — 3-е место в Атлантическом дивизионе — 95 очков (42 ВОО).

#### Столичный дивизион
1. «Вашингтон Кэпиталз»[1] — чемпион Столичного дивизиона, победитель Восточной конференции, обладатель Президентского кубка[11] — 118 очков;
2. «Питтсбург Пингвинз»[12] — 2-е место в Столичном дивизионе — 111 очков;
3. «Коламбус Блю Джекетс»[13] — 3-е место в Столичном дивизионе — 108 очков.

#### Уайлд-кард
1. «Нью-Йорк Рейнджерс»[14] — 4-е место в Столичном дивизионе — 102 очка;
2. «Торонто Мейпл Лифс»[15] — 4-е место в Атлантическом дивизионе — 95 очков (39 ВОО).

### Западная конференция

#### Центральный дивизион
1. «Чикаго Блэкхокс»[16] — чемпион Центрального дивизиона, победитель Западной конференции[17] — 109 очков;
2. «Миннесота Уайлд»[18] — 2-е место в Центральном дивизионе — 106 очков;
3. «Сент-Луис Блюз»[19] — 3-е место в Центральном дивизионе — 99 очков.

#### Тихоокеанский дивизион
1. «Анахайм Дакс»[14] — чемпион Тихоокеанского дивизиона[20] — 105 очков;
2. «Эдмонтон Ойлерз»[21] — 2-е место в Тихоокеанском дивизионе — 103 очка;
3. «Сан-Хосе Шаркс»[14] — 3-е место в Тихоокеанском дивизионе — 99 очков.

#### Уайлд-кард
1. «Калгари Флэймз»[22] — 4-е место в Тихоокеанском дивизионе — 94 очка (41 ВОО);
2. «Нэшвилл Предаторз»[23] — 4-е место в Центральном дивизионе — 94 очка (39 ВОО).

## Сетка плей-офф
|  | Первый раунд          | Первый раунд | Первый раунд | Первый раунд | Первый раунд | Первый раунд | Первый раунд | Первый раунд | Первый раунд | Первый раунд |           |           | Второй раунд | Второй раунд | Второй раунд | Второй раунд | Второй раунд | Второй раунд | Второй раунд | Второй раунд | Второй раунд | Второй раунд |    |         | Финалы конференций | Финалы конференций | Финалы конференций | Финалы конференций | Финалы конференций | Финалы конференций | Финалы конференций | Финалы конференций | Финалы конференций | Финалы конференций |    |           | Финал Кубка Стэнли | Финал Кубка Стэнли | Финал Кубка Стэнли | Финал Кубка Стэнли | Финал Кубка Стэнли | Финал Кубка Стэнли | Финал Кубка Стэнли | Финал Кубка Стэнли | Финал Кубка Стэнли | Финал Кубка Стэнли |
|  |                       |              |              |              |              |              |              |              |              |              |           |           |              |              |              |              |              |              |              |              |              |              |    |         |                    |                    |                    |                    |                    |                    |                    |                    |                    |                    |    |           |                    |                    |                    |                    |                    |                    |                    |                    |                    |                    |
|  | А1                    | Монреаль     | Монреаль     | Монреаль     | Монреаль     | Монреаль     | Монреаль     | Монреаль     | Монреаль     | 2            |           |           |              |              |              |              |              |              |              |              |              |              |    |         |                    |                    |                    |                    |                    |                    |                    |                    |                    |                    |    |           |                    |                    |                    |                    |                    |                    |                    |                    |                    |                    |
|  | А1                    | Монреаль     | Монреаль     | Монреаль     | Монреаль     | Монреаль     | Монреаль     | Монреаль     | Монреаль     | 2            |           |           |              |              |              |              |              |              |              |              |              |              |    |         |                    |                    |                    |                    |                    |                    |                    |                    |                    |                    |    |           |                    |                    |                    |                    |                    |                    |                    |                    |                    |                    |
|  | УК                    | Рейнджерс    | Рейнджерс    | Рейнджерс    | Рейнджерс    | Рейнджерс    | Рейнджерс    | Рейнджерс    | Рейнджерс    | 4            |           |           |              |              |              |              |              |              |              |              |              |              |    |         |                    |                    |                    |                    |                    |                    |                    |                    |                    |                    |    |           |                    |                    |                    |                    |                    |                    |                    |                    |                    |                    |
|  | УК                    | Рейнджерс    | Рейнджерс    | Рейнджерс    | Рейнджерс    | Рейнджерс    | Рейнджерс    | Рейнджерс    | Рейнджерс    | 4            | УК        | Рейнджерс | Рейнджерс    | Рейнджерс    | Рейнджерс    | Рейнджерс    | Рейнджерс    | Рейнджерс    | Рейнджерс    | 2            |              |              |    |         |                    |                    |                    |                    |                    |                    |                    |                    |                    |                    |    |           |                    |                    |                    |                    |                    |                    |                    |                    |                    |                    |
|  |                       |              |              |              |              |              |              |              |              |              | УК        | Рейнджерс | Рейнджерс    | Рейнджерс    | Рейнджерс    | Рейнджерс    | Рейнджерс    | Рейнджерс    | Рейнджерс    | 2            |              |              |    |         |                    |                    |                    |                    |                    |                    |                    |                    |                    |                    |    |           |                    |                    |                    |                    |                    |                    |                    |                    |                    |                    |
|  |                       |              | А2           | Оттава       | Оттава       | Оттава       | Оттава       | Оттава       | Оттава       | Оттава       | Оттава    | 4         |              |              |              |              |              |              |              |              |              |              |    |         |                    |                    |                    |                    |                    |                    |                    |                    |                    |                    |    |           |                    |                    |                    |                    |                    |                    |                    |                    |                    |                    |
|  | А2                    | Оттава       | Оттава       | Оттава       | Оттава       | Оттава       | Оттава       | Оттава       | Оттава       | Оттава       | Оттава    | 4         | 4            |              |              |              |              |              |              |              |              |              |    |         |                    |                    |                    |                    |                    |                    |                    |                    |                    |                    |    |           |                    |                    |                    |                    |                    |                    |                    |                    |                    |                    |
|  | А2                    | Оттава       | Оттава       | Оттава       | Оттава       | Оттава       | Оттава       | Оттава       | Оттава       |              |           |           | 4            |              |              |              |              |              |              |              |              |              |    |         |                    |                    |                    |                    |                    |                    |                    |                    |                    |                    |    |           |                    |                    |                    |                    |                    |                    |                    |                    |                    |                    |
|  | А3                    | Бостон       | Бостон       | Бостон       | Бостон       | Бостон       | Бостон       | Бостон       | Бостон       | 2            |           |           |              |              |              |              |              |              |              |              |              |              |    |         |                    |                    |                    |                    |                    |                    |                    |                    |                    |                    |    |           |                    |                    |                    |                    |                    |                    |                    |                    |                    |                    |
|  | А3                    | Бостон       | Бостон       | Бостон       | Бостон       | Бостон       | Бостон       | Бостон       | Бостон       | 2            |           |           |              |              |              |              |              |              |              |              |              |              | А2 | Оттава  | Оттава             | Оттава             | Оттава             | Оттава             | Оттава             | Оттава             | Оттава             | 3                  |                    |                    |    |           |                    |                    |                    |                    |                    |                    |                    |                    |                    |                    |
|  | Восточная конференция |              |              |              |              |              |              |              |              |              |           |           |              |              |              |              |              |              |              |              |              |              | А2 | Оттава  | Оттава             | Оттава             | Оттава             | Оттава             | Оттава             | Оттава             | Оттава             | 3                  |                    |                    |    |           |                    |                    |                    |                    |                    |                    |                    |                    |                    |                    |
|  |                       |              | С2           | Питтсбург    | Питтсбург    | Питтсбург    | Питтсбург    | Питтсбург    | Питтсбург    | Питтсбург    | Питтсбург | 4         |              |              |              |              |              |              |              |              |              |              |    |         |                    |                    |                    |                    |                    |                    |                    |                    |                    |                    |    |           |                    |                    |                    |                    |                    |                    |                    |                    |                    |                    |
|  | С1                    | Вашингтон    | Вашингтон    | Вашингтон    | Вашингтон    | Вашингтон    | Вашингтон    | Вашингтон    | Вашингтон    | Питтсбург    | Питтсбург | 4         | 4            |              |              |              |              |              |              |              |              |              |    |         |                    |                    |                    |                    |                    |                    |                    |                    |                    |                    |    |           |                    |                    |                    |                    |                    |                    |                    |                    |                    |                    |
|  | С1                    | Вашингтон    | Вашингтон    | Вашингтон    | Вашингтон    | Вашингтон    | Вашингтон    | Вашингтон    | Вашингтон    |              |           |           | 4            |              |              |              |              |              |              |              |              |              |    |         |                    |                    |                    |                    |                    |                    |                    |                    |                    |                    |    |           |                    |                    |                    |                    |                    |                    |                    |                    |                    |                    |
|  | УК                    | Торонто      | Торонто      | Торонто      | Торонто      | Торонто      | Торонто      | Торонто      | Торонто      | 2            |           |           |              |              |              |              |              |              |              |              |              |              |    |         |                    |                    |                    |                    |                    |                    |                    |                    |                    |                    |    |           |                    |                    |                    |                    |                    |                    |                    |                    |                    |                    |
|  | УК                    | Торонто      | Торонто      | Торонто      | Торонто      | Торонто      | Торонто      | Торонто      | Торонто      | 2            | С1        | Вашингтон | Вашингтон    | Вашингтон    | Вашингтон    | Вашингтон    | Вашингтон    | Вашингтон    | Вашингтон    | 3            |              |              |    |         |                    |                    |                    |                    |                    |                    |                    |                    |                    |                    |    |           |                    |                    |                    |                    |                    |                    |                    |                    |                    |                    |
|  |                       |              |              |              |              |              |              |              |              |              | С1        | Вашингтон | Вашингтон    | Вашингтон    | Вашингтон    | Вашингтон    | Вашингтон    | Вашингтон    | Вашингтон    | 3            |              |              |    |         |                    |                    |                    |                    |                    |                    |                    |                    |                    |                    |    |           |                    |                    |                    |                    |                    |                    |                    |                    |                    |                    |
|  |                       |              | С2           | Питтсбург    | Питтсбург    | Питтсбург    | Питтсбург    | Питтсбург    | Питтсбург    | Питтсбург    | Питтсбург | 4         |              |              |              |              |              |              |              |              |              |              |    |         |                    |                    |                    |                    |                    |                    |                    |                    |                    |                    |    |           |                    |                    |                    |                    |                    |                    |                    |                    |                    |                    |
|  | С2                    | Питтсбург    | Питтсбург    | Питтсбург    | Питтсбург    | Питтсбург    | Питтсбург    | Питтсбург    | Питтсбург    | Питтсбург    | Питтсбург | 4         | 4            |              |              |              |              |              |              |              |              |              |    |         |                    |                    |                    |                    |                    |                    |                    |                    |                    |                    |    |           |                    |                    |                    |                    |                    |                    |                    |                    |                    |                    |
|  | С2                    | Питтсбург    | Питтсбург    | Питтсбург    | Питтсбург    | Питтсбург    | Питтсбург    | Питтсбург    | Питтсбург    |              |           |           | 4            |              |              |              |              |              |              |              |              |              |    |         |                    |                    |                    |                    |                    |                    |                    |                    |                    |                    |    |           |                    |                    |                    |                    |                    |                    |                    |                    |                    |                    |
|  | С3                    | Коламбус     | Коламбус     | Коламбус     | Коламбус     | Коламбус     | Коламбус     | Коламбус     | Коламбус     | 1            |           |           |              |              |              |              |              |              |              |              |              |              |    |         |                    |                    |                    |                    |                    |                    |                    |                    |                    |                    |    |           |                    |                    |                    |                    |                    |                    |                    |                    |                    |                    |
|  | С3                    | Коламбус     | Коламбус     | Коламбус     | Коламбус     | Коламбус     | Коламбус     | Коламбус     | Коламбус     | 1            |           |           |              |              |              |              |              |              |              |              |              |              |    |         |                    |                    |                    |                    |                    |                    |                    |                    |                    |                    | С2 | Питтсбург | Питтсбург          | Питтсбург          | Питтсбург          | Питтсбург          | Питтсбург          | Питтсбург          | Питтсбург          | 4                  |                    |                    |
|  |                       |              |              |              |              |              |              |              |              |              |           |           |              |              |              |              |              |              |              |              |              |              |    |         |                    |                    |                    |                    |                    |                    |                    |                    |                    |                    | С2 | Питтсбург | Питтсбург          | Питтсбург          | Питтсбург          | Питтсбург          | Питтсбург          | Питтсбург          | Питтсбург          | 4                  |                    |                    |
|  |                       |              | УК           | Нэшвилл      | Нэшвилл      | Нэшвилл      | Нэшвилл      | Нэшвилл      | Нэшвилл      | Нэшвилл      | Нэшвилл   | 2         |              |              |              |              |              |              |              |              |              |              |    |         |                    |                    |                    |                    |                    |                    |                    |                    |                    |                    |    |           |                    |                    |                    |                    |                    |                    |                    |                    |                    |                    |
|  | Ц1                    | Чикаго       | Чикаго       | Чикаго       | Чикаго       | Чикаго       | Чикаго       | Чикаго       | Чикаго       | Нэшвилл      | Нэшвилл   | 2         | 0            |              |              |              |              |              |              |              |              |              |    |         |                    |                    |                    |                    |                    |                    |                    |                    |                    |                    |    |           |                    |                    |                    |                    |                    |                    |                    |                    |                    |                    |
|  | Ц1                    | Чикаго       | Чикаго       | Чикаго       | Чикаго       | Чикаго       | Чикаго       | Чикаго       | Чикаго       |              |           |           | 0            |              |              |              |              |              |              |              |              |              |    |         |                    |                    |                    |                    |                    |                    |                    |                    |                    |                    |    |           |                    |                    |                    |                    |                    |                    |                    |                    |                    |                    |
|  | УК                    | Нэшвилл      | Нэшвилл      | Нэшвилл      | Нэшвилл      | Нэшвилл      | Нэшвилл      | Нэшвилл      | Нэшвилл      | 4            |           |           |              |              |              |              |              |              |              |              |              |              |    |         |                    |                    |                    |                    |                    |                    |                    |                    |                    |                    |    |           |                    |                    |                    |                    |                    |                    |                    |                    |                    |                    |
|  | УК                    | Нэшвилл      | Нэшвилл      | Нэшвилл      | Нэшвилл      | Нэшвилл      | Нэшвилл      | Нэшвилл      | Нэшвилл      | 4            | УК        | Нэшвилл   | Нэшвилл      | Нэшвилл      | Нэшвилл      | Нэшвилл      | Нэшвилл      | Нэшвилл      | Нэшвилл      | 4            |              |              |    |         |                    |                    |                    |                    |                    |                    |                    |                    |                    |                    |    |           |                    |                    |                    |                    |                    |                    |                    |                    |                    |                    |
|  |                       |              |              |              |              |              |              |              |              |              | УК        | Нэшвилл   | Нэшвилл      | Нэшвилл      | Нэшвилл      | Нэшвилл      | Нэшвилл      | Нэшвилл      | Нэшвилл      | 4            |              |              |    |         |                    |                    |                    |                    |                    |                    |                    |                    |                    |                    |    |           |                    |                    |                    |                    |                    |                    |                    |                    |                    |                    |
|  |                       |              | Ц3           | Сент-Луис    | Сент-Луис    | Сент-Луис    | Сент-Луис    | Сент-Луис    | Сент-Луис    | Сент-Луис    | Сент-Луис | 2         |              |              |              |              |              |              |              |              |              |              |    |         |                    |                    |                    |                    |                    |                    |                    |                    |                    |                    |    |           |                    |                    |                    |                    |                    |                    |                    |                    |                    |                    |
|  | Ц2                    | Миннесота    | Миннесота    | Миннесота    | Миннесота    | Миннесота    | Миннесота    | Миннесота    | Миннесота    | Сент-Луис    | Сент-Луис | 2         | 1            |              |              |              |              |              |              |              |              |              |    |         |                    |                    |                    |                    |                    |                    |                    |                    |                    |                    |    |           |                    |                    |                    |                    |                    |                    |                    |                    |                    |                    |
|  | Ц2                    | Миннесота    | Миннесота    | Миннесота    | Миннесота    | Миннесота    | Миннесота    | Миннесота    | Миннесота    |              |           |           | 1            |              |              |              |              |              |              |              |              |              |    |         |                    |                    |                    |                    |                    |                    |                    |                    |                    |                    |    |           |                    |                    |                    |                    |                    |                    |                    |                    |                    |                    |
|  | Ц3                    | Сент-Луис    | Сент-Луис    | Сент-Луис    | Сент-Луис    | Сент-Луис    | Сент-Луис    | Сент-Луис    | Сент-Луис    | 4            |           |           |              |              |              |              |              |              |              |              |              |              |    |         |                    |                    |                    |                    |                    |                    |                    |                    |                    |                    |    |           |                    |                    |                    |                    |                    |                    |                    |                    |                    |                    |
|  | Ц3                    | Сент-Луис    | Сент-Луис    | Сент-Луис    | Сент-Луис    | Сент-Луис    | Сент-Луис    | Сент-Луис    | Сент-Луис    | 4            |           |           |              |              |              |              |              |              |              |              |              |              | УК | Нэшвилл | Нэшвилл            | Нэшвилл            | Нэшвилл            | Нэшвилл            | Нэшвилл            | Нэшвилл            | Нэшвилл            | 4                  |                    |                    |    |           |                    |                    |                    |                    |                    |                    |                    |                    |                    |                    |
|  | Западная конференция  |              |              |              |              |              |              |              |              |              |           |           |              |              |              |              |              |              |              |              |              |              | УК | Нэшвилл | Нэшвилл            | Нэшвилл            | Нэшвилл            | Нэшвилл            | Нэшвилл            | Нэшвилл            | Нэшвилл            | 4                  |                    |                    |    |           |                    |                    |                    |                    |                    |                    |                    |                    |                    |                    |
|  |                       |              | Т1           | Анахайм      | Анахайм      | Анахайм      | Анахайм      | Анахайм      | Анахайм      | Анахайм      | Анахайм   | 2         |              |              |              |              |              |              |              |              |              |              |    |         |                    |                    |                    |                    |                    |                    |                    |                    |                    |                    |    |           |                    |                    |                    |                    |                    |                    |                    |                    |                    |                    |
|  | Т1                    | Анахайм      | Анахайм      | Анахайм      | Анахайм      | Анахайм      | Анахайм      | Анахайм      | Анахайм      | Анахайм      | Анахайм   | 2         | 4            |              |              |              |              |              |              |              |              |              |    |         |                    |                    |                    |                    |                    |                    |                    |                    |                    |                    |    |           |                    |                    |                    |                    |                    |                    |                    |                    |                    |                    |
|  | Т1                    | Анахайм      | Анахайм      | Анахайм      | Анахайм      | Анахайм      | Анахайм      | Анахайм      | Анахайм      |              |           |           | 4            |              |              |              |              |              |              |              |              |              |    |         |                    |                    |                    |                    |                    |                    |                    |                    |                    |                    |    |           |                    |                    |                    |                    |                    |                    |                    |                    |                    |                    |
|  | УК                    | Калгари      | Калгари      | Калгари      | Калгари      | Калгари      | Калгари      | Калгари      | Калгари      | 0            |           |           |              |              |              |              |              |              |              |              |              |              |    |         |                    |                    |                    |                    |                    |                    |                    |                    |                    |                    |    |           |                    |                    |                    |                    |                    |                    |                    |                    |                    |                    |
|  | УК                    | Калгари      | Калгари      | Калгари      | Калгари      | Калгари      | Калгари      | Калгари      | Калгари      | 0            | Т1        | Анахайм   | Анахайм      | Анахайм      | Анахайм      | Анахайм      | Анахайм      | Анахайм      | Анахайм      | 4            |              |              |    |         |                    |                    |                    |                    |                    |                    |                    |                    |                    |                    |    |           |                    |                    |                    |                    |                    |                    |                    |                    |                    |                    |
|  |                       |              |              |              |              |              |              |              |              |              | Т1        | Анахайм   | Анахайм      | Анахайм      | Анахайм      | Анахайм      | Анахайм      | Анахайм      | Анахайм      | 4            |              |              |    |         |                    |                    |                    |                    |                    |                    |                    |                    |                    |                    |    |           |                    |                    |                    |                    |                    |                    |                    |                    |                    |                    |
|  |                       |              | Т2           | Эдмонтон     | Эдмонтон     | Эдмонтон     | Эдмонтон     | Эдмонтон     | Эдмонтон     | Эдмонтон     | Эдмонтон  | 3         |              |              |              |              |              |              |              |              |              |              |    |         |                    |                    |                    |                    |                    |                    |                    |                    |                    |                    |    |           |                    |                    |                    |                    |                    |                    |                    |                    |                    |                    |
|  | Т2                    | Эдмонтон     | Эдмонтон     | Эдмонтон     | Эдмонтон     | Эдмонтон     | Эдмонтон     | Эдмонтон     | Эдмонтон     | Эдмонтон     | Эдмонтон  | 3         | 4            |              |              |              |              |              |              |              |              |              |    |         |                    |                    |                    |                    |                    |                    |                    |                    |                    |                    |    |           |                    |                    |                    |                    |                    |                    |                    |                    |                    |                    |
|  | Т2                    | Эдмонтон     | Эдмонтон     | Эдмонтон     | Эдмонтон     | Эдмонтон     | Эдмонтон     | Эдмонтон     | Эдмонтон     |              |           |           | 4            |              |              |              |              |              |              |              |              |              |    |         |                    |                    |                    |                    |                    |                    |                    |                    |                    |                    |    |           |                    |                    |                    |                    |                    |                    |                    |                    |                    |                    |
|  | Т3                    | Сан-Хосе     | Сан-Хосе     | Сан-Хосе     | Сан-Хосе     | Сан-Хосе     | Сан-Хосе     | Сан-Хосе     | Сан-Хосе     | 2            |           |           |              |              |              |              |              |              |              |              |              |              |    |         |                    |                    |                    |                    |                    |                    |                    |                    |                    |                    |    |           |                    |                    |                    |                    |                    |                    |                    |                    |                    |                    |

## Первый раунд
Начало матчей указано по Североамериканскому восточному времени (UTC-4).

### Восточная конференция

#### «Монреаль Канадиенс» (А1) — «Нью-Йорк Рейнджерс» (УК1)
Шестнадцатая встреча этих двух команд «Оригинальной шестёрки» в плей-офф. Из предыдущих пятнадцати, ньюйоркцы выиграли восемь. Последний раз «Канадиенс» и «Рейнджерс» встречались в плей-офф в финале Восточной конференции 2014, в котором «Рейнджерс» оказались сильнее в шести матчах. В регулярном чемпионате 2016/17 «Монреаль» выиграл все три очные встречи.
«Нью-Йорк Рейнджерс» одержал победу в серии в шести матчах. Первая игра завершилась «сухой» победой «Рейнджерс». Следующие два матча выиграл «Монреаль» и повёл в серии со счётом 2—1, однако потом последовали три поражения подряд. Самым результативным игроком серии стал нападающий «Канадиенс» Александр Радулов, который в шести матчах набрал 7 (2+5) очков.
| 12 апреля 2017 19:00 | Монреаль Канадиенс | 0 : 2 (0:1, 0:0, 0:1) | Нью-Йорк Рейнджерс | Белл-центр Зрителей: 21 288 |

| Отчёт  | Отчёт       | Отчёт                                                         | Отчёт            | Отчёт                                                                 |
| ------ | ----------- | ------------------------------------------------------------- | ---------------- | --------------------------------------------------------------------- |
|        |             |                                                               |                  |                                                                       |
|        | Кэри Прайс  | Вратари                                                       | Хенрик Лундквист | Судьи: Иэн Уолш Дэн О’Хэллоран Линейные судьи: Дерек Аммел Трент Норр |
|        | Голы:       |                                                               |                  | Судьи: Иэн Уолш Дэн О’Хэллоран Линейные судьи: Дерек Аммел Трент Норр |
|        | 0 : 1 0 : 2 | 09:50 — Таннер Гласс 58:50 — Михаэль Грабнер (п.в.) (Й. Фаст) |                  | Судьи: Иэн Уолш Дэн О’Хэллоран Линейные судьи: Дерек Аммел Трент Норр |
|        |             |                                                               |                  | Судьи: Иэн Уолш Дэн О’Хэллоран Линейные судьи: Дерек Аммел Трент Норр |
|        |             |                                                               |                  | Судьи: Иэн Уолш Дэн О’Хэллоран Линейные судьи: Дерек Аммел Трент Норр |
|        |             |                                                               |                  | Судьи: Иэн Уолш Дэн О’Хэллоран Линейные судьи: Дерек Аммел Трент Норр |
| 20 мин | Штраф       | 8 мин                                                         |                  | Судьи: Иэн Уолш Дэн О’Хэллоран Линейные судьи: Дерек Аммел Трент Норр |
|        |             |                                                               |                  |                                                                       |
|        | 31          | Броски                                                        | 31               |                                                                       |

| 14 апреля 2017 19:00 | Монреаль Канадиенс | 4 : 3 (ОТ) (2:1, 0:2, 1:0, 1:0) | Нью-Йорк Рейнджерс | Белл-центр Зрителей: 21 288 |

| Отчёт | Отчёт                                 | Отчёт | Отчёт            | Отчёт                                                                     |
| --- | ------------------------------------- | --- | ---------------- | ------------------------------------------------------------------------- |
| |                                       | |                  |                                                                           |
| | Кэри Прайс                            | Вратари | Хенрик Лундквист | Судьи: Брэд Уотсон Тревор Хэнсон Линейные судьи: Брайан Мёрфи Марк Шевчик |
| | Голы:                                 | |                  | Судьи: Брэд Уотсон Тревор Хэнсон Линейные судьи: Брайан Мёрфи Марк Шевчик |
| Джефф Питри — 04:05 (Ф. Дано, А. Радулов) Пол Байрон — 15:42 (Б. Галлахер, Т. Плеканец) Томаш Плеканец — 59:42 (А. Радулов, А. Гальченюк) Александр Радулов — 78:34 (М. Пачиоретти, Ш. Уэбер) | 1 : 0 1 : 1 2 : 1 2 : 2 : 3 : 3 4 : 3 | 13:48 — Михаэль Грабнер 29:58 — Рик Нэш (Дж. Виси, Н. Холден) 34:47 — Матс Цуккарелло (Б. Смит, Д. Степан) |                  | Судьи: Брэд Уотсон Тревор Хэнсон Линейные судьи: Брайан Мёрфи Марк Шевчик |
| |                                       | |                  | Судьи: Брэд Уотсон Тревор Хэнсон Линейные судьи: Брайан Мёрфи Марк Шевчик |
| |                                       | |                  | Судьи: Брэд Уотсон Тревор Хэнсон Линейные судьи: Брайан Мёрфи Марк Шевчик |
| |                                       | |                  | Судьи: Брэд Уотсон Тревор Хэнсон Линейные судьи: Брайан Мёрфи Марк Шевчик |
| 13 мин | Штраф                                 | 15 мин |                  | Судьи: Брэд Уотсон Тревор Хэнсон Линейные судьи: Брайан Мёрфи Марк Шевчик |
| |                                       | |                  |                                                                           |
| | 58                                    | Броски | 38               |                                                                           |

| 16 апреля 2017 19:00 | Нью-Йорк Рейнджерс | 1 : 3 (0:0, 0:1, 1:2) | Монреаль Канадиенс | Мэдисон-сквер-гарден Зрителей: 18 006 |

| Отчёт                                      | Отчёт                   | Отчёт | Отчёт      | Отчёт                                                                    |
| ------------------------------------------ | ----------------------- | --- | ---------- | ------------------------------------------------------------------------ |
|                                            |                         | |            |                                                                          |
|                                            | Хенрик Лундквист        | Вратари | Кэри Прайс | Судьи: Жан Эбер Дэн О’Рурк Линейные судьи: Скотт Дрисколл Мэтт Макферсон |
|                                            | Голы:                   | |            | Судьи: Жан Эбер Дэн О’Рурк Линейные судьи: Скотт Дрисколл Мэтт Макферсон |
| Брэди Шей — 57:04 (К. Клейн, М. Зибанежад) | 0 : 1 0 : 2 0 : 3 1 : 3 | 37:37 — Арттури Лехконен (бол.) (Б. Галлахер, Т. Плеканец) 47:42 — Ши Уэбер (бол.) (А. Гальченюк, А. Радулов) 55:35 — Александр Радулов (Ф. Дано) |            | Судьи: Жан Эбер Дэн О’Рурк Линейные судьи: Скотт Дрисколл Мэтт Макферсон |
|                                            |                         | |            | Судьи: Жан Эбер Дэн О’Рурк Линейные судьи: Скотт Дрисколл Мэтт Макферсон |
|                                            |                         | |            | Судьи: Жан Эбер Дэн О’Рурк Линейные судьи: Скотт Дрисколл Мэтт Макферсон |
|                                            |                         | |            | Судьи: Жан Эбер Дэн О’Рурк Линейные судьи: Скотт Дрисколл Мэтт Макферсон |
| 6 мин                                      | Штраф                   | 6 мин |            | Судьи: Жан Эбер Дэн О’Рурк Линейные судьи: Скотт Дрисколл Мэтт Макферсон |
|                                            |                         | |            |                                                                          |
|                                            | 21                      | Броски | 29         |                                                                          |

| 18 апреля 2017 19:00 | Нью-Йорк Рейнджерс | 2 : 1 (1:1, 1:0, 0:0) | Монреаль Канадиенс | Мэдисон-сквер-гарден Зрителей: 18 006 |

| Отчёт                                             | Отчёт             | Отчёт                                        | Отчёт      | Отчёт                                                                       |
| ------------------------------------------------- | ----------------- | -------------------------------------------- | ---------- | --------------------------------------------------------------------------- |
|                                                   |                   |                                              |            |                                                                             |
|                                                   | Хенрик Лундквист  | Вратари                                      | Кэри Прайс | Судьи: Фрэнсис Шаррон Стив Козари Линейные судьи: Стив Миллер Мишель Кормье |
|                                                   | Голы:             |                                              |            | Судьи: Фрэнсис Шаррон Стив Козари Линейные судьи: Стив Миллер Мишель Кормье |
| Йерспер Фаст — 11:39 Рик Нэш — 24:28 (Р. Макдона) | 1 : 0 1 : 1 2 : 1 | 18:37 — Торри Митчелл (Ш. Уэбер, А. Радулов) |            | Судьи: Фрэнсис Шаррон Стив Козари Линейные судьи: Стив Миллер Мишель Кормье |
|                                                   |                   |                                              |            | Судьи: Фрэнсис Шаррон Стив Козари Линейные судьи: Стив Миллер Мишель Кормье |
|                                                   |                   |                                              |            | Судьи: Фрэнсис Шаррон Стив Козари Линейные судьи: Стив Миллер Мишель Кормье |
|                                                   |                   |                                              |            | Судьи: Фрэнсис Шаррон Стив Козари Линейные судьи: Стив Миллер Мишель Кормье |
| 6 мин                                             | Штраф             | 4 мин                                        |            | Судьи: Фрэнсис Шаррон Стив Козари Линейные судьи: Стив Миллер Мишель Кормье |
|                                                   |                   |                                              |            |                                                                             |
|                                                   | 32                | Броски                                       | 24         |                                                                             |

| 20 апреля 2017 19:00 | Монреаль Канадиенс | 2 : 3 (ОТ) (2:1, 0:1, 0:0, 0:1) | Нью-Йорк Рейнджерс | Белл-центр Зрителей: 21 288 |

| Отчёт | Отчёт                       | Отчёт | Отчёт            | Отчёт                                                                      |
| --- | --------------------------- | --- | ---------------- | -------------------------------------------------------------------------- |
| |                             | |                  |                                                                            |
| | Кэри Прайс                  | Вратари | Хенрик Лундквист | Судьи: Горд Дуайер Марк Жоаннетт Линейные судьи: Дэвид Брисбуа Пьер Расико |
| | Голы:                       | |                  | Судьи: Горд Дуайер Марк Жоаннетт Линейные судьи: Дэвид Брисбуа Пьер Расико |
| Арттури Лехконен — 12:07 (Н. Больё, А. Гальченюк) Брендан Галлахер (бол.) — 16:20 (А. Марков, А. Лехконен) | 1 : 0 1 : 1 2 : 1 2 : 2 : 3 | 15:56 (мен.) — Йеспер Фаст (М. Зибанежад) 38:28 — Брэди Шей (Р. Нэш, Дж. Виси) 74:22 — Мика Зибанежад (К. Крайдер) |                  | Судьи: Горд Дуайер Марк Жоаннетт Линейные судьи: Дэвид Брисбуа Пьер Расико |
| |                             | |                  | Судьи: Горд Дуайер Марк Жоаннетт Линейные судьи: Дэвид Брисбуа Пьер Расико |
| |                             | |                  | Судьи: Горд Дуайер Марк Жоаннетт Линейные судьи: Дэвид Брисбуа Пьер Расико |
| |                             | |                  | Судьи: Горд Дуайер Марк Жоаннетт Линейные судьи: Дэвид Брисбуа Пьер Расико |
| 9 мин | Штраф                       | 13 мин |                  | Судьи: Горд Дуайер Марк Жоаннетт Линейные судьи: Дэвид Брисбуа Пьер Расико |
| |                             | |                  |                                                                            |
| | 36                          | Броски | 36               |                                                                            |

| 22 апреля 2017 20:00 | Нью-Йорк Рейнджерс | 3 : 1 (0:1, 2:0, 1:0) | Монреаль Канадиенс | Мэдисон-сквер-гарден Зрителей: 18 006 |

| Отчёт | Отчёт                 | Отчёт                                            | Отчёт      | Отчёт                                                                          |
| --- | --------------------- | ------------------------------------------------ | ---------- | ------------------------------------------------------------------------------ |
| |                       |                                                  |            |                                                                                |
| | Хенрик Лундквист      | Вратари                                          | Кэри Прайс | Судьи: Крис Руни Франсуа Сан-Лоран Линейные судьи: Райан Гэллоуэй Брэд Ковачик |
| | Голы:                 |                                                  |            | Судьи: Крис Руни Франсуа Сан-Лоран Линейные судьи: Райан Гэллоуэй Брэд Ковачик |
| Матс Цуккарелло (бол.) — 22:26 (М. Зибанежад, Р. Макдона) Матс Цуккарелло — 33:31 (К. Хэйз, Джей Ти Миллер) Дерек Степан (п.в.) — 59:42 (Д. Жирарди) | 0 : 1 : 1 2 : 1 3 : 1 | 06:19 — Алексей Емелин (А. Радулов, А. Лехконен) |            | Судьи: Крис Руни Франсуа Сан-Лоран Линейные судьи: Райан Гэллоуэй Брэд Ковачик |
| |                       |                                                  |            | Судьи: Крис Руни Франсуа Сан-Лоран Линейные судьи: Райан Гэллоуэй Брэд Ковачик |
| |                       |                                                  |            | Судьи: Крис Руни Франсуа Сан-Лоран Линейные судьи: Райан Гэллоуэй Брэд Ковачик |
| |                       |                                                  |            | Судьи: Крис Руни Франсуа Сан-Лоран Линейные судьи: Райан Гэллоуэй Брэд Ковачик |
| 13 мин | Штраф                 | 9 мин                                            |            | Судьи: Крис Руни Франсуа Сан-Лоран Линейные судьи: Райан Гэллоуэй Брэд Ковачик |
| |                       |                                                  |            |                                                                                |
| | 23                    | Броски                                           | 28         |                                                                                |

#### «Оттава Сенаторз» (А2) — «Бостон Брюинз» (A3)
Первая встреча в плей-офф между «Оттавой» и «Бостоном». В четырёх матчах регулярного чемпионата 2016/17 между этими соперниками, «Сенаторз» одержали четыре победы.
Со счётом 4—2 «Оттава» выиграла серию, все матчи которой закончились с разницей в одну шайбу. Самым результативным игроком серии стал форвард «Сенаторз» Дерик Брассар, который в шести матчах набрал 8 (2+6) очков.
| 12 апреля 2017 19:00 | Оттава Сенаторз | 1 : 2 (0:0, 1:0, 0:2) | Бостон Брюинз | Канадиен Тайер-центр Зрителей: 18 702 |

| Отчёт                             | Отчёт           | Отчёт                                                                                      | Отчёт       | Отчёт                                                                      |
| --------------------------------- | --------------- | ------------------------------------------------------------------------------------------ | ----------- | -------------------------------------------------------------------------- |
|                                   |                 |                                                                                            |             |                                                                            |
|                                   | Крэйг Андерсон  | Вратари                                                                                    | Туукка Раск | Судьи: Тревор Хансон Брэд Уотсон Линейные судьи: Скотт Черри Брайан Панкич |
|                                   | Голы:           |                                                                                            |             | Судьи: Тревор Хансон Брэд Уотсон Линейные судьи: Скотт Черри Брайан Панкич |
| Бобби Райан — 30:28 (Э. Карлссон) | 1 : 0 1 : 1 : 2 | 44:55 — Фрэнк Ватрано (Р. Нэш, А. Маккуэйд) 57:27 — Брэд Маршан (П. Бержерон, Д. Пастрняк) |             | Судьи: Тревор Хансон Брэд Уотсон Линейные судьи: Скотт Черри Брайан Панкич |
|                                   |                 |                                                                                            |             | Судьи: Тревор Хансон Брэд Уотсон Линейные судьи: Скотт Черри Брайан Панкич |
|                                   |                 |                                                                                            |             | Судьи: Тревор Хансон Брэд Уотсон Линейные судьи: Скотт Черри Брайан Панкич |
|                                   |                 |                                                                                            |             | Судьи: Тревор Хансон Брэд Уотсон Линейные судьи: Скотт Черри Брайан Панкич |
| 8 мин                             | Штраф           | 4 мин                                                                                      |             | Судьи: Тревор Хансон Брэд Уотсон Линейные судьи: Скотт Черри Брайан Панкич |
|                                   |                 |                                                                                            |             |                                                                            |
|                                   | 27              | Броски                                                                                     | 25          |                                                                            |

| 15 апреля 2017 15:00 | Оттава Сенаторз | 4 : 3 (ОТ) (0:0, 1:3, 2:0,1:0) | Бостон Брюинз | Канадиен Тайер-центр Зрителей: 18 629 |

| Отчёт | Отчёт                                   | Отчёт | Отчёт       | Отчёт                                                                      |
| --- | --------------------------------------- | --- | ----------- | -------------------------------------------------------------------------- |
| |                                         | |             |                                                                            |
| | Крэйг Андерсон                          | Вратари | Туукка Раск | Судьи: Горд Дуайер Марк Жоаннетт Линейные судьи: Стив Бартон Джонни Мюррей |
| | Голы:                                   | |             | Судьи: Горд Дуайер Марк Жоаннетт Линейные судьи: Стив Бартон Джонни Мюррей |
| Кларк Макартур (бол.) — 30:57 (Б. Райан, Д. Брассар) Крис Уайдман — 45:28 (Д. Фанёф) Дерик Брассар — 47:48 (Э. Карлссон, Д. Фанёф) Дион Фанёф — 61:59 (М. Стоун) | 0 : 1 : 1 1 : 2 1 : 3 2 : 3 3 : 3 4 : 3 | 29:47 — Дрю Стэффорд (Д. Бэкес, З. Хара) 32:39 — Тим Шаллер (мен.) (Д. Мур) 36:01 — Патрис Бержерон (бол.) (Д. Пастрняк, Р. Спунер) |             | Судьи: Горд Дуайер Марк Жоаннетт Линейные судьи: Стив Бартон Джонни Мюррей |
| |                                         | |             | Судьи: Горд Дуайер Марк Жоаннетт Линейные судьи: Стив Бартон Джонни Мюррей |
| |                                         | |             | Судьи: Горд Дуайер Марк Жоаннетт Линейные судьи: Стив Бартон Джонни Мюррей |
| |                                         | |             | Судьи: Горд Дуайер Марк Жоаннетт Линейные судьи: Стив Бартон Джонни Мюррей |
| 8 мин | Штраф                                   | 10 мин |             | Судьи: Горд Дуайер Марк Жоаннетт Линейные судьи: Стив Бартон Джонни Мюррей |
| |                                         | |             |                                                                            |
| | 29                                      | Броски | 29          |                                                                            |

| 17 апреля 2017 19:00 | Бостон Брюинз | 3 : 4 (ОТ) (2:0, 1:3, 0:0, 0:1) | Оттава Сенаторз | ТД-гарден Зрителей: 17 565 |

| Отчёт | Отчёт                                     | Отчёт | Отчёт          | Отчёт                                                                   |
| --- | ----------------------------------------- | --- | -------------- | ----------------------------------------------------------------------- |
| |                                           | |                |                                                                         |
| | Туукка Раск                               | Вратари | Крэйг Андерсон | Судьи: Эрик Фурлатт Тим Пил Линейные судьи: Райан Гэллоуэй Брэд Ковачик |
| | Голы:                                     | |                | Судьи: Эрик Фурлатт Тим Пил Линейные судьи: Райан Гэллоуэй Брэд Ковачик |
| Ноэль Аччари — 26:05 (Дж.-М. Лайлз, Р. Нэш) Дэвид Бэкес — 26:47 (Дж.-М. Лайлз, Т. Кросс) Давид Пастряк (бол.) — 33:51 (Ч. Макэвой, Р. Спунер) | 0 : 1 0 : 2 0 : 3 1 : 3 2 : 3 3 : 3 3 : 4 | 07:15 — Майк Хоффман (Э. Карлссон, З. Смит) 07:40 — Дерик Брассар (Б. Райан, В. Стольберг) 23:42 — Майк Хоффман (бол.) (К. Уайдман, Д. Брассар) 65:43 — Бобби Райан (бол.) (К. Террис, Э. Карлссон) |                | Судьи: Эрик Фурлатт Тим Пил Линейные судьи: Райан Гэллоуэй Брэд Ковачик |
| |                                           | |                | Судьи: Эрик Фурлатт Тим Пил Линейные судьи: Райан Гэллоуэй Брэд Ковачик |
| |                                           | |                | Судьи: Эрик Фурлатт Тим Пил Линейные судьи: Райан Гэллоуэй Брэд Ковачик |
| |                                           | |                | Судьи: Эрик Фурлатт Тим Пил Линейные судьи: Райан Гэллоуэй Брэд Ковачик |
| 12 мин | Штраф                                     | 10 мин |                | Судьи: Эрик Фурлатт Тим Пил Линейные судьи: Райан Гэллоуэй Брэд Ковачик |
| |                                           | |                |                                                                         |
| | 20                                        | Броски | 32             |                                                                         |

| 19 апреля 2017 19:30 | Бостон Брюинз | 0 : 1 (0:0, 0:0, 0:1) | Оттава Сенаторз | ТД-гарден Зрителей: 17 565 |

| Отчёт | Отчёт       | Отчёт                                         | Отчёт          | Отчёт                                                                     |
| ----- | ----------- | --------------------------------------------- | -------------- | ------------------------------------------------------------------------- |
|       |             |                                               |                |                                                                           |
|       | Туукка Раск | Вратари                                       | Крэйг Андерсон | Судьи: Брэд Майер Кевин Поллок Линейные судьи: Кил Марчисон Грег Деворски |
|       | Голы:       |                                               |                | Судьи: Брэд Майер Кевин Поллок Линейные судьи: Кил Марчисон Грег Деворски |
|       | 0 : 1       | 55:49 — Бобби Райан (Э. Карлссон, Д. Брассар) |                | Судьи: Брэд Майер Кевин Поллок Линейные судьи: Кил Марчисон Грег Деворски |
|       |             |                                               |                | Судьи: Брэд Майер Кевин Поллок Линейные судьи: Кил Марчисон Грег Деворски |
|       |             |                                               |                | Судьи: Брэд Майер Кевин Поллок Линейные судьи: Кил Марчисон Грег Деворски |
|       |             |                                               |                | Судьи: Брэд Майер Кевин Поллок Линейные судьи: Кил Марчисон Грег Деворски |
| 6 мин | Штраф       | 2 мин                                         |                | Судьи: Брэд Майер Кевин Поллок Линейные судьи: Кил Марчисон Грег Деворски |
|       |             |                                               |                |                                                                           |
|       | 22          | Броски                                        | 27             |                                                                           |

| 21 апреля 2017 19:30 | Оттава Сенаторз | 2 : 3 (2ОТ) (1:0, 1:2, 0:0, 0:0, 0:1) | Бостон Брюинз | Канадиен Тайер-центр Зрителей: 19 209 |

| Отчёт                                                                                            | Отчёт                       | Отчёт | Отчёт       | Отчёт                                                                   |
| ------------------------------------------------------------------------------------------------ | --------------------------- | --- | ----------- | ----------------------------------------------------------------------- |
|                                                                                                  |                             | |             |                                                                         |
|                                                                                                  | Крэйг Андерсон              | Вратари | Туукка Раск | Судьи: Крис Ли Келли Сазерленд Линейные судьи: Шейн Хейер Райан Гиббонс |
|                                                                                                  | Голы:                       | |             | Судьи: Крис Ли Келли Сазерленд Линейные судьи: Шейн Хейер Райан Гиббонс |
| Марк Стоун — 11:19 (М. Хоффман, Д. Брассар) Жан-Габриэль Пажо — 20:30 (В. Стольберг, А. Барроуз) | 1 : 0 2 : 0 2 : 1 2 : 2 : 3 | 28:40 — Давид Пастрняк (Б. Маршан, П. Бержерон) 37:05 — Шон Курали (Д. Бэкес, Дж. Морроу) 90:19 — Шон Курали (Д. Бэкес, Ч. Макэвой) |             | Судьи: Крис Ли Келли Сазерленд Линейные судьи: Шейн Хейер Райан Гиббонс |
|                                                                                                  |                             | |             | Судьи: Крис Ли Келли Сазерленд Линейные судьи: Шейн Хейер Райан Гиббонс |
|                                                                                                  |                             | |             | Судьи: Крис Ли Келли Сазерленд Линейные судьи: Шейн Хейер Райан Гиббонс |
|                                                                                                  |                             | |             | Судьи: Крис Ли Келли Сазерленд Линейные судьи: Шейн Хейер Райан Гиббонс |
| 8 мин                                                                                            | Штраф                       | 12 мин |             | Судьи: Крис Ли Келли Сазерленд Линейные судьи: Шейн Хейер Райан Гиббонс |
|                                                                                                  |                             | |             |                                                                         |
|                                                                                                  | 43                          | Броски | 39          |                                                                         |

| 23 апреля 2017 15:00 | Бостон Брюинз | 2 : 3 (ОТ) (1:0, 0:2, 1:0, 0:1) | Оттава Сенаторз | ТД-гарден Зрителей: 17 565 |

| Отчёт                                                                                              | Отчёт                     | Отчёт | Отчёт          | Отчёт                                                                    |
| -------------------------------------------------------------------------------------------------- | ------------------------- | --- | -------------- | ------------------------------------------------------------------------ |
| |                           | |                |                                                                          |
| | Туукка Раск               | Вратари | Крэйг Андерсон | Судьи: Дэн О’Хэллоран Иэн Уолш Линейные судьи: Стив Миллер Мишель Кормье |
| | Голы:                     | |                | Судьи: Дэн О’Хэллоран Иэн Уолш Линейные судьи: Стив Миллер Мишель Кормье |
| Дрю Стэффорд (бол.) — 18:13 (Б. Маршан, Ч. Макэвой) Патрис Бержерон — 41:57 (Б. Маршан, К. Миллер) | 1 : 0 1 : 1 : 2 : 2 2 : 3 | 23:26 — Бобби Райан (бол.) (Д. Брассар, Э. Карлссон) 28:32 — Кайл Террис (Р. Дзингел) 66:30 — Кларк Макартур (бол.) (Б. Райан, Д. Брассар) |                | Судьи: Дэн О’Хэллоран Иэн Уолш Линейные судьи: Стив Миллер Мишель Кормье |
| |                           | |                | Судьи: Дэн О’Хэллоран Иэн Уолш Линейные судьи: Стив Миллер Мишель Кормье |
| |                           | |                | Судьи: Дэн О’Хэллоран Иэн Уолш Линейные судьи: Стив Миллер Мишель Кормье |
| |                           | |                | Судьи: Дэн О’Хэллоран Иэн Уолш Линейные судьи: Стив Миллер Мишель Кормье |
| 12 мин                                                                                             | Штраф                     | 6 мин |                | Судьи: Дэн О’Хэллоран Иэн Уолш Линейные судьи: Стив Миллер Мишель Кормье |
| |                           | |                |                                                                          |
| | 30                        | Броски | 29             |                                                                          |

#### «Вашингтон Кэпиталз» (С1) — «Торонто Мейпл Лифс» (УК2)
Ранее «Вашингтон» и «Торонто» никогда не встречались в плей-офф. В регулярном чемпионате 2016/17 «Кэпиталз» выиграли два из трёх матчей у «Мейпл Лифс».
«Вашингтон» выиграл серию в шести матчах. Все игры серии закончились с разницей в одну шайбу, причём пять из шести матчей завершились в дополнительное время. Самым результативным игроком серии стал нападающий «Кэпиталз» Ти Джей Оши, который в шести матчах набрал 7 (3+4) очков.
| 13 апреля 2017 19:00 | Вашингтон Кэпиталз | 3 : 2 (ОТ) (1:2, 1:0, 0:0, 1:0) | Торонто Мейпл Лифс | Верайзон-центр Зрителей: 18 506 |

| Отчёт | Отчёт                         | Отчёт                                                                   | Отчёт             | Отчёт                                                                      |
| --- | ----------------------------- | ----------------------------------------------------------------------- | ----------------- | -------------------------------------------------------------------------- |
| |                               |                                                                         |                   |                                                                            |
| | Брэйден Холтби                | Вратари                                                                 | Фредерик Андерсен | Судьи: Горд Дуайер Марк Жоаннетт Линейные судьи: Дэвид Брисбуа Пьер Расико |
| | Голы:                         |                                                                         |                   | Судьи: Горд Дуайер Марк Жоаннетт Линейные судьи: Дэвид Брисбуа Пьер Расико |
| Джастин Уильямс (бол.) — 12:24 (Ти Джей Оши, К. Шаттенкирк) Джастин Уильямс — 36:00 (М. Нисканен, Е. Кузнецов) Том Уилсон — 65:15 | 0 : 1 0 : 2 1 : 2 2 : 2 3 : 2 | 01:35 — Митч Марнер (Дж. Ван Римсдайк, Т. Бозак) 09:44 — Джейк Гардинер |                   | Судьи: Горд Дуайер Марк Жоаннетт Линейные судьи: Дэвид Брисбуа Пьер Расико |
| |                               |                                                                         |                   | Судьи: Горд Дуайер Марк Жоаннетт Линейные судьи: Дэвид Брисбуа Пьер Расико |
| |                               |                                                                         |                   | Судьи: Горд Дуайер Марк Жоаннетт Линейные судьи: Дэвид Брисбуа Пьер Расико |
| |                               |                                                                         |                   | Судьи: Горд Дуайер Марк Жоаннетт Линейные судьи: Дэвид Брисбуа Пьер Расико |
| 2 мин | Штраф                         | 6 мин                                                                   |                   | Судьи: Горд Дуайер Марк Жоаннетт Линейные судьи: Дэвид Брисбуа Пьер Расико |
| |                               |                                                                         |                   |                                                                            |
| | 44                            | Броски                                                                  | 37                |                                                                            |

| 15 апреля 2017 19:00 | Вашингтон Кэпиталз | 3 : 4 (2ОТ) (0:1, 2:2, 1:0, 0:0, 0:1) | Торонто Мейпл Лифс | Верайзон-центр Зрителей: 18 506 |

| Отчёт | Отчёт                               | Отчёт | Отчёт             | Отчёт                                                                   |
| --- | ----------------------------------- | --- | ----------------- | ----------------------------------------------------------------------- |
| |                                     | |                   |                                                                         |
| | Брэйден Холтби                      | Вратари | Фредерик Андерсен | Судьи: Эрик Фурлатт Тим Пил Линейные судьи: Райан Гэллоуэй Брэд Ковачик |
| | Голы:                               | |                   | Судьи: Эрик Фурлатт Тим Пил Линейные судьи: Райан Гэллоуэй Брэд Ковачик |
| Александр Овечкин (бол.) — 23:47 (Ти Джей Оши, М. Юханссон) Джон Карлсон (бол.) — 31:06 (Дж. Уильямс, А. Бураковски) Никлас Бекстрём — 52:39 (Д. Орлов) | 0 : 1 : 1 2 : 1 2 : 2 : 3 : 3 3 : 4 | 17:34 — Джеймс Ван Римсдайк (Дж. Гардинер, Н. Кадри) 34:25 — Каспери Капанен (М. Мартин, Б. Бойл) 39:49 — Морган Райлли (М. Марнер) 91:53 — Каспери Капанен (Б. Бойл, М. Мартин) |                   | Судьи: Эрик Фурлатт Тим Пил Линейные судьи: Райан Гэллоуэй Брэд Ковачик |
| |                                     | |                   | Судьи: Эрик Фурлатт Тим Пил Линейные судьи: Райан Гэллоуэй Брэд Ковачик |
| |                                     | |                   | Судьи: Эрик Фурлатт Тим Пил Линейные судьи: Райан Гэллоуэй Брэд Ковачик |
| |                                     | |                   | Судьи: Эрик Фурлатт Тим Пил Линейные судьи: Райан Гэллоуэй Брэд Ковачик |
| 6 мин | Штраф                               | 12 мин |                   | Судьи: Эрик Фурлатт Тим Пил Линейные судьи: Райан Гэллоуэй Брэд Ковачик |
| |                                     | |                   |                                                                         |
| | 50                                  | Броски | 51                |                                                                         |

| 17 апреля 2017 19:00 | Торонто Мейпл Лифс | 4 : 3 (ОТ) (1:2, 2:1, 0:0, 1:0) | Вашингтон Кэпиталз | Эйр Канада-центр Зрителей: 19 861 |

| Отчёт | Отчёт                                     | Отчёт | Отчёт          | Отчёт                                                                    |
| --- | ----------------------------------------- | --- | -------------- | ------------------------------------------------------------------------ |
| |                                           | |                |                                                                          |
| | Фредерик Андерсен                         | Вратари | Брэйден Холтби | Судьи: Дэн О’Хэллоран Иэн Уолш Линейные судьи: Стив Бартон Джонни Мюррей |
| | Голы:                                     | |                | Судьи: Дэн О’Хэллоран Иэн Уолш Линейные судьи: Стив Бартон Джонни Мюррей |
| Остон Мэттьюс — 14:08 (М. Райлли) Назем Кадри — 35:13 (Л. Комаров) Вильям Нюландер — 39:20 (О. Мэттьюс, З. Хайман) Тайлер Бозак (бол.) — 61:37 (Н. Кадри, М. Райлли) | 0 : 1 0 : 2 1 : 2 1 : 3 2 : 3 3 : 3 4 : 3 | 02:43 — Никлас Бекстрём (Н. Шмидт, Ти Джей Оши) 04:49 — Александр Овечкин (Н. Бекстрём, Ти Джей Оши) 25:39 — Евгений Кузнецов (М. Юханссон, Дж. Уильямс) |                | Судьи: Дэн О’Хэллоран Иэн Уолш Линейные судьи: Стив Бартон Джонни Мюррей |
| |                                           | |                | Судьи: Дэн О’Хэллоран Иэн Уолш Линейные судьи: Стив Бартон Джонни Мюррей |
| |                                           | |                | Судьи: Дэн О’Хэллоран Иэн Уолш Линейные судьи: Стив Бартон Джонни Мюррей |
| |                                           | |                | Судьи: Дэн О’Хэллоран Иэн Уолш Линейные судьи: Стив Бартон Джонни Мюррей |
| 12 мин | Штраф                                     | 12 мин |                | Судьи: Дэн О’Хэллоран Иэн Уолш Линейные судьи: Стив Бартон Джонни Мюррей |
| |                                           | |                |                                                                          |
| | 28                                        | Броски | 26             |                                                                          |

| 19 апреля 2017 19:00 | Торонто Мейпл Лифс | 4 : 5 (1:2, 1:0, 2:1) | Вашингтон Кэпиталз | Эйр Канада-центр Зрителей: 19 838 |

| Отчёт | Отчёт                                                 | Отчёт | Отчёт          | Отчёт                                                                   |
| --- | ----------------------------------------------------- | --- | -------------- | ----------------------------------------------------------------------- |
| |                                                       | |                |                                                                         |
| | Фредерик Андерсен                                     | Вратари | Брэйден Холтби | Судьи: Крис Ли Келли Сазерленд Линейные судьи: Райан Гиббонс Шейн Хейер |
| | Голы:                                                 | |                | Судьи: Крис Ли Келли Сазерленд Линейные судьи: Райан Гиббонс Шейн Хейер |
| Зак Хайман — 05:16 (Дж. Гардинер, В. Нюландер) Джеймс Ван Римсдайк (бол.) — 25:39 (М. Райлли, М. Марнер) Остон Мэттьюс — 32:00 (М. Ханвик, К. Браун) Тайлер Бозак — 59:33 (М. Маренр, В. Нюландер) | 0 : 1 0 : 2 1 : 2 1 : 3 1 : 4 2 : 4 3 : 4 3 : 5 4 : 5 | 02:58 — Ти Джей Оши (Н. Бекстрём, Н. Шмидт) 04:34 — Александр Овечкин (бол.) (К. Шаттенкирк) 13:41 — Том Уилсон (Л. Эллер, Д. Орлов) 16:04 — Том Уилсон (А. Бураковски, Б. Орпик) 52:59 — Ти Джей Оши (Н. Бекстрём) |                | Судьи: Крис Ли Келли Сазерленд Линейные судьи: Райан Гиббонс Шейн Хейер |
| |                                                       | |                | Судьи: Крис Ли Келли Сазерленд Линейные судьи: Райан Гиббонс Шейн Хейер |
| |                                                       | |                | Судьи: Крис Ли Келли Сазерленд Линейные судьи: Райан Гиббонс Шейн Хейер |
| |                                                       | |                | Судьи: Крис Ли Келли Сазерленд Линейные судьи: Райан Гиббонс Шейн Хейер |
| 2 мин | Штраф                                                 | 8 мин |                | Судьи: Крис Ли Келли Сазерленд Линейные судьи: Райан Гиббонс Шейн Хейер |
| |                                                       | |                |                                                                         |
| | 34                                                    | Броски | 27             |                                                                         |

| 21 апреля 2017 19:00 | Вашингтон Кэпиталз | 2 : 1 (ОТ) (1:0, 0:1, 0:0, 1:0) | Торонто Мейпл Лифс | Верайзон-центр Зрителей: 18 506 |

| Отчёт | Отчёт             | Отчёт                                          | Отчёт             | Отчёт                                                                       |
| --- | ----------------- | ---------------------------------------------- | ----------------- | --------------------------------------------------------------------------- |
| |                   |                                                |                   |                                                                             |
| | Брэйден Холтби    | Вратари                                        | Фредерик Андерсен | Судьи: Уэс Макколи Брайан Покмара Линейные судьи: Скотт Черри Брайан Панкич |
| | Голы:             |                                                |                   | Судьи: Уэс Макколи Брайан Покмара Линейные судьи: Скотт Черри Брайан Панкич |
| Ти Джей Оши (бол.) — 18:15 (Н. Бекстрём, К. Шаттенкирк) Джастин Уильямс — 61:04 (Е. Кузнецов, М. Юханссон) | 1 : 0 1 : 1 2 : 1 | 26:00 — Остон Мэттьюс (В. Нюландер, З. Хайман) |                   | Судьи: Уэс Макколи Брайан Покмара Линейные судьи: Скотт Черри Брайан Панкич |
| |                   |                                                |                   | Судьи: Уэс Макколи Брайан Покмара Линейные судьи: Скотт Черри Брайан Панкич |
| |                   |                                                |                   | Судьи: Уэс Макколи Брайан Покмара Линейные судьи: Скотт Черри Брайан Панкич |
| |                   |                                                |                   | Судьи: Уэс Макколи Брайан Покмара Линейные судьи: Скотт Черри Брайан Панкич |
| 12 мин | Штраф             | 10 мин                                         |                   | Судьи: Уэс Макколи Брайан Покмара Линейные судьи: Скотт Черри Брайан Панкич |
| |                   |                                                |                   |                                                                             |
| | 28                | Броски                                         | 25                |                                                                             |

| 23 апреля 2017 19:00 | Торонто Мейпл Лифс | 1 : 2 (ОТ) (0:0, 0:0, 1:1, 0:1) | Вашингтон Кэпиталз | Эйр Канада-центр Зрителей: 19 740 |

| Отчёт                                        | Отчёт             | Отчёт                                                                                           | Отчёт          | Отчёт                                                                    |
| -------------------------------------------- | ----------------- | ----------------------------------------------------------------------------------------------- | -------------- | ------------------------------------------------------------------------ |
|                                              |                   |                                                                                                 |                |                                                                          |
|                                              | Фредерик Андерсен | Вратари                                                                                         | Брэйден Холтби | Судьи: Брэд Майер Кевин Поллок Линейные судьи: Марк Шевчик Брайан Мёрффи |
|                                              | Голы:             |                                                                                                 |                | Судьи: Брэд Майер Кевин Поллок Линейные судьи: Марк Шевчик Брайан Мёрффи |
| Остон Мэттьюс — 47:45 (М. Райлли, З. Хайман) | 1 : 0 1 : 1 : 2   | 52:51 — Маркус Юханссон (Л. Эллер, Б. Орпик) 66:31 — Маркус Юханссон (Дж. Уильямс, Дж. Карлсон) |                | Судьи: Брэд Майер Кевин Поллок Линейные судьи: Марк Шевчик Брайан Мёрффи |
|                                              |                   |                                                                                                 |                | Судьи: Брэд Майер Кевин Поллок Линейные судьи: Марк Шевчик Брайан Мёрффи |
|                                              |                   |                                                                                                 |                | Судьи: Брэд Майер Кевин Поллок Линейные судьи: Марк Шевчик Брайан Мёрффи |
|                                              |                   |                                                                                                 |                | Судьи: Брэд Майер Кевин Поллок Линейные судьи: Марк Шевчик Брайан Мёрффи |
| 6 мин                                        | Штраф             | 4 мин                                                                                           |                | Судьи: Брэд Майер Кевин Поллок Линейные судьи: Марк Шевчик Брайан Мёрффи |
|                                              |                   |                                                                                                 |                |                                                                          |
|                                              | 38                | Броски                                                                                          | 36             |                                                                          |

#### «Питтсбург Пингвинз» (С2) — «Коламбус Блю Джекетс» (С3)
«Питтсбург» и «Коламбус» во второй раз встречаются в плей-офф. В первом раунде плей-офф 2014, «Пингвинз» обыграли «Блю Джекетс» в шести матчах. В регулярном чемпионате команды провели между собой четыре матча и одержали по две победы.
«Питтсбург Пингвинз» одержал победу над «Коламбусом» в пяти матчах. На разминке перед стартом первого матча травму получил голкипер «Питтсбурга» Мэтт Мюррей, его место в воротах занял Марк-Андре Флёри. В итоге «Питтсбург» одержал победу со счётом 3:1, а сам Флёри отразил 31 бросок по свои воротам. Во второй игре победа также досталась хоккеистам из Питтсбурга. Матч № 3 завершился победой «Пингвинз» в овертайме, отыграв у соперника по ходу матча преимущество в две шайбы. Нападающий «Питтсбурга» Джейк Генцел, стал первым новичком в истории клуба оформившим хет-трик в матче плей-офф. Единственную свою победу в плей-офф 2017 «Блю Джекетс» одержали в четвёртом матче со счётом 5:4. Следующий матч стал последним в серии и завершился уверенной победой «Питтсбург Пингвинз» — 5:2. Самым результативным игроком серии стал нападающий «Питтсбурга» Евгений Малкин заработавший 11 (2+9) очков в пяти матчах.
| 12 апреля 2017 19:30 | Питтсбург Пингвинз | 3 : 1 (0:0, 3:0, 1:0) | Коламбус Блю Джекетс | PPG Paints-арена Зрителей: 18 563 |

| Отчёт | Отчёт                   | Отчёт                               | Отчёт             | Отчёт                                                                        |
| --- | ----------------------- | ----------------------------------- | ----------------- | ---------------------------------------------------------------------------- |
| |                         |                                     |                   |                                                                              |
| | Марк-Андре Флёри        | Вратари                             | Сергей Бобровский | Судьи: Крис Руни Франсуа Сан-Лоран Линейные судьи: Стив Бартон Джонни Мюррей |
| | Голы:                   |                                     |                   | Судьи: Крис Руни Франсуа Сан-Лоран Линейные судьи: Стив Бартон Джонни Мюррей |
| Брайан Раст — 21:15 (Ф. Кессел, Е. Малкин) Фил Кессел (бол.) — 23:45 (Дж. Шульц, Е. Малкин) Ник Бонино — 36:25 (П. Хёрнквист, О. Мяяття) | 1 : 0 2 : 0 3 : 0 3 : 1 | 52:41 — Мэтт Калверт (Дж. Андерсон) |                   | Судьи: Крис Руни Франсуа Сан-Лоран Линейные судьи: Стив Бартон Джонни Мюррей |
| |                         |                                     |                   | Судьи: Крис Руни Франсуа Сан-Лоран Линейные судьи: Стив Бартон Джонни Мюррей |
| |                         |                                     |                   | Судьи: Крис Руни Франсуа Сан-Лоран Линейные судьи: Стив Бартон Джонни Мюррей |
| |                         |                                     |                   | Судьи: Крис Руни Франсуа Сан-Лоран Линейные судьи: Стив Бартон Джонни Мюррей |
| 4 мин | Штраф                   | 6 мин                               |                   | Судьи: Крис Руни Франсуа Сан-Лоран Линейные судьи: Стив Бартон Джонни Мюррей |
| |                         |                                     |                   |                                                                              |
| | 29                      | Броски                              | 32                |                                                                              |

| 14 апреля 2017 19:00 | Питтсбург Пингвинз | 4 : 1 (1:0, 1:1, 2:0) | Коламбус Блю Джекетс | PPG Paints-арена Зрителей: 18 622 |

| Отчёт | Отчёт                         | Отчёт                                        | Отчёт             | Отчёт                                                                        |
| --- | ----------------------------- | -------------------------------------------- | ----------------- | ---------------------------------------------------------------------------- |
| |                               |                                              |                   |                                                                              |
| | Марк-Андре Флёри              | Вратари                                      | Сергей Бобровский | Судьи: Дэн О’Хэллоран Иэн Уолш Линейные судьи: Мэтт Макферсон Скотт Дрисколл |
| | Голы:                         |                                              |                   | Судьи: Дэн О’Хэллоран Иэн Уолш Линейные судьи: Мэтт Макферсон Скотт Дрисколл |
| Сидни Кросби — 08:31 (Дж. Генцел, К. Шири) Джейк Генцел — 27:51 (С. Кросби, И. Коул) Евгений Малкин — 42:01 (С. Кросби, И. Коул) Патрик Хёрнквист (п.в.) — 59:14 (М. Каллен, Т. Кюнхакль) | 1 : 0 1 : 1 2 : 1 3 : 1 4 : 1 | 27:00 — Брэндон Саад (А. Веннберг, С. Джонс) |                   | Судьи: Дэн О’Хэллоран Иэн Уолш Линейные судьи: Мэтт Макферсон Скотт Дрисколл |
| |                               |                                              |                   | Судьи: Дэн О’Хэллоран Иэн Уолш Линейные судьи: Мэтт Макферсон Скотт Дрисколл |
| |                               |                                              |                   | Судьи: Дэн О’Хэллоран Иэн Уолш Линейные судьи: Мэтт Макферсон Скотт Дрисколл |
| |                               |                                              |                   | Судьи: Дэн О’Хэллоран Иэн Уолш Линейные судьи: Мэтт Макферсон Скотт Дрисколл |
| 6 мин | Штраф                         | 28 мин                                       |                   | Судьи: Дэн О’Хэллоран Иэн Уолш Линейные судьи: Мэтт Макферсон Скотт Дрисколл |
| |                               |                                              |                   |                                                                              |
| | 32                            | Броски                                       | 40                |                                                                              |

| 16 апреля 2017 18:00 | Коламбус Блю Джекетс | 4 : 5 (ОТ) (3:1, 0:2, 1:1, 0:1) | Питтсбург Пингвинз | Нэшнуайд-арена Зрителей: 19 092 |

| Отчёт | Отчёт                                             | Отчёт | Отчёт            | Отчёт                                                                      |
| --- | ------------------------------------------------- | --- | ---------------- | -------------------------------------------------------------------------- |
| |                                                   | |                  |                                                                            |
| | Сергей Бобровский                                 | Вратари | Марк-Андре Флёри | Судьи: Фрэнсис Шаррон Стив Козари Линейные судьи: Брайан Мёрфи Марк Шевчик |
| | Голы:                                             | |                  | Судьи: Фрэнсис Шаррон Стив Козари Линейные судьи: Брайан Мёрфи Марк Шевчик |
| Кэм Аткинсон — 00:11 (Б. Дубински, Н. Фолиньо) Кэм Аткинсон — 05:02 Зак Веренски (бол.) — 06:10 (С. Ганье, Н. Фолиньо) Брэндон Дубински — 55:11 (Дж. Джонсон, О. Бьоркстранд) | 1 : 0 1 : 1 2 : 1 3 : 1 3 : 2 3 : 3 : 4 : 4 4 : 5 | 03:17 — Джейк Генцел (Р. Хэйнси, С. Кросби) 25:21 — Брайан Раст (Б. Дюмулин, Е. Малкин) 33:25 — Евгений Малкин 51:48 — Джейк Генцел (бол.) (Е. Малкин, Ф. Кессел) 73:10 — Джейк Генцел (С. Кросби) |                  | Судьи: Фрэнсис Шаррон Стив Козари Линейные судьи: Брайан Мёрфи Марк Шевчик |
| |                                                   | |                  | Судьи: Фрэнсис Шаррон Стив Козари Линейные судьи: Брайан Мёрфи Марк Шевчик |
| |                                                   | |                  | Судьи: Фрэнсис Шаррон Стив Козари Линейные судьи: Брайан Мёрфи Марк Шевчик |
| |                                                   | |                  | Судьи: Фрэнсис Шаррон Стив Козари Линейные судьи: Брайан Мёрфи Марк Шевчик |
| 6 мин | Штраф                                             | 4 мин |                  | Судьи: Фрэнсис Шаррон Стив Козари Линейные судьи: Брайан Мёрфи Марк Шевчик |
| |                                                   | |                  |                                                                            |
| | 37                                                | Броски | 47               |                                                                            |

| 18 апреля 2017 19:30 | Коламбус Блю Джекетс | 5 : 4 (2:0, 1:2, 2:2) | Питтсбург Пингвинз | Нэшнуайд-арена Зрителей: 19 093 |

| Отчёт | Отчёт                                                 | Отчёт | Отчёт            | Отчёт                                                             |
| --- | ----------------------------------------------------- | --- | ---------------- | ----------------------------------------------------------------- |
| |                                                       | |                  |                                                                   |
| | Сергей Бобровский                                     | Вратари | Марк-Андре Флёри | Судьи: Жан Эбер Дэн О’Рурк Линейные судьи: Дерек Амелл Трент Норр |
| | Голы:                                                 | |                  | Судьи: Жан Эбер Дэн О’Рурк Линейные судьи: Дерек Амелл Трент Норр |
| Джек Джонсон — 11:46 (Д. Савар) Джош Андерсон — 18:56 (В. Карлссон, К. Куинси) Маркус Нутиваара — 24:48 (Б. Дженер, Б. Саад) Вильям Карлссон — 40:27 (М. Калверт) Бун Дженер — 45:37 (Б. Саад, М. Нутиваара) | 1 : 0 2 : 0 3 : 0 3 : 1 3 : 2 4 : 2 4 : 3 5 : 3 5 : 4 | 26:43 — Патрик Хёрнквист (бол.) (Дж. Шульц, Ф. Кессел) 36:24 — Рон Хэйнси (Ф. Кессел, Е. Малкин) 42:10 — Том Кюнхакль (М. Каллен, И. Коул) 59:32 — Джейк Генцел (мен.) (Ф. Кессел, Е. Малкин) |                  | Судьи: Жан Эбер Дэн О’Рурк Линейные судьи: Дерек Амелл Трент Норр |
| |                                                       | |                  | Судьи: Жан Эбер Дэн О’Рурк Линейные судьи: Дерек Амелл Трент Норр |
| |                                                       | |                  | Судьи: Жан Эбер Дэн О’Рурк Линейные судьи: Дерек Амелл Трент Норр |
| |                                                       | |                  | Судьи: Жан Эбер Дэн О’Рурк Линейные судьи: Дерек Амелл Трент Норр |
| 6 мин | Штраф                                                 | 6 мин |                  | Судьи: Жан Эбер Дэн О’Рурк Линейные судьи: Дерек Амелл Трент Норр |
| |                                                       | |                  |                                                                   |
| | 34                                                    | Броски | 31               |                                                                   |

| 20 апреля 2017 19:00 | Питтсбург Пингвинз | 5 : 2 (1:0, 2:2, 2:0) | Коламбус Блю Джекетс | PPG Paints-арена Зрителей: 18 585 |

| Отчёт | Отчёт                                     | Отчёт                                                                                 | Отчёт             | Отчёт                                                                 |
| --- | ----------------------------------------- | ------------------------------------------------------------------------------------- | ----------------- | --------------------------------------------------------------------- |
| |                                           |                                                                                       |                   |                                                                       |
| | Марк-Андре Флёри                          | Вратари                                                                               | Сергей Бобровский | Судьи: Эрик Фурлатт Тим Пил Линейные судьи: Мишель Кормье Стив Миллер |
| | Голы:                                     |                                                                                       |                   | Судьи: Эрик Фурлатт Тим Пил Линейные судьи: Мишель Кормье Стив Миллер |
| Фил Кессел (бол.) — 09:07 (Дж. Шульц, Е. Малкин) Брайан Раст — 21:07 (Ф. Кессел, Е. Малкин) Брайан Раст — 23:50 (Р. Хэйнси) Сидни Кросби (бол.) — 45:31 (Е. Малкин, Ф. Кессел) Скотт Уилсон — 46:22 (Т. Дэйли, К. Шири) | 1 : 0 2 : 0 3 : 0 3 : 1 3 : 2 4 : 2 5 : 2 | 29:30 — Вильям Карлссон (С. Ганье) 32:24 — Бун Дженнер (бол.) (С. Джонс, К. Аткинсон) |                   | Судьи: Эрик Фурлатт Тим Пил Линейные судьи: Мишель Кормье Стив Миллер |
| |                                           |                                                                                       |                   | Судьи: Эрик Фурлатт Тим Пил Линейные судьи: Мишель Кормье Стив Миллер |
| |                                           |                                                                                       |                   | Судьи: Эрик Фурлатт Тим Пил Линейные судьи: Мишель Кормье Стив Миллер |
| |                                           |                                                                                       |                   | Судьи: Эрик Фурлатт Тим Пил Линейные судьи: Мишель Кормье Стив Миллер |
| 8 мин | Штраф                                     | 6 мин                                                                                 |                   | Судьи: Эрик Фурлатт Тим Пил Линейные судьи: Мишель Кормье Стив Миллер |
| |                                           |                                                                                       |                   |                                                                       |
| | 32                                        | Броски                                                                                | 51                |                                                                       |

### Западная конференция

#### «Чикаго Блэкхокс» (Ц1) — «Нэшвилл Предаторз» (УК2)
Третья встреча «Блэкхокс» и «Предаторз» в плей-офф. «Чикаго» выиграл обе предыдущие встречи, последняя из которых состоялась в первом раунде плей-офф 2015 года и завершилась в шести матчах. «Блэкхокс» выиграли у «Нэшвилла» четыре из пяти матчей регулярного чемпионата 2016/17.
«Нэшвилл Предаторз» выиграл серию в четырёх матчах, что произошло впервые в истории клуба, а «Чикаго Блэкхокс» впервые с 1993 года проиграл серию «всухую». Самым результативным игроком серии стал нападающий «Нэшвилла» Райан Джохансен, который в четырёх матчах набрал 6 (1+5) очков.
| 13 апреля 2017 20:00 | Чикаго Блэкхокс | 0 : 1 (0:1, 0:0, 0:0) | Нэшвилл Предаторз | Юнайтед-центр Зрителей: 22 075 |

| Отчёт | Отчёт         | Отчёт                                                | Отчёт       | Отчёт                                                                         |
| ----- | ------------- | ---------------------------------------------------- | ----------- | ----------------------------------------------------------------------------- |
|       |               |                                                      |             |                                                                               |
|       | Кори Кроуфорд | Вратари                                              | Пекка Ринне | Судьи: Уэс Макколи Брайан Покмара Линейные судьи: Райан Гэллоуэй Брэд Ковачик |
|       | Голы:         |                                                      |             | Судьи: Уэс Макколи Брайан Покмара Линейные судьи: Райан Гэллоуэй Брэд Ковачик |
|       | 0 : 1         | 07:52 — Виктор Арвидссон (Ф. Форсберг, Р. Джохансен) |             | Судьи: Уэс Макколи Брайан Покмара Линейные судьи: Райан Гэллоуэй Брэд Ковачик |
|       |               |                                                      |             | Судьи: Уэс Макколи Брайан Покмара Линейные судьи: Райан Гэллоуэй Брэд Ковачик |
|       |               |                                                      |             | Судьи: Уэс Макколи Брайан Покмара Линейные судьи: Райан Гэллоуэй Брэд Ковачик |
|       |               |                                                      |             | Судьи: Уэс Макколи Брайан Покмара Линейные судьи: Райан Гэллоуэй Брэд Ковачик |
| 2 мин | Штраф         | 4 мин                                                |             | Судьи: Уэс Макколи Брайан Покмара Линейные судьи: Райан Гэллоуэй Брэд Ковачик |
|       |               |                                                      |             |                                                                               |
|       | 29            | Броски                                               | 20          |                                                                               |

| 15 апреля 2017 20:00 | Чикаго Блэкхокс | 0 : 5 (0:1, 0:2, 0:2) | Нэшвилл Предаторз | Юнайтед-центр Зрителей: 22 175 |

| Отчёт  | Отчёт                         | Отчёт | Отчёт       | Отчёт                                                                        |
| ------ | ----------------------------- | --- | ----------- | ---------------------------------------------------------------------------- |
|        |                               | |             |                                                                              |
|        | Кори Кроуфорд                 | Вратари | Пекка Ринне | Судьи: Крис Руни Франсуа Сан-Лоран Линейные судьи: Дэвид Брисбуа Пьер Расико |
|        | Голы:                         | |             | Судьи: Крис Руни Франсуа Сан-Лоран Линейные судьи: Дэвид Брисбуа Пьер Расико |
|        | 0 : 1 0 : 2 0 : 3 0 : 4 0 : 5 | 03:44 — Райан Эллис (Р. Джохансен, Р. Йоси) 22:51 — Гарри Золнерчик (М. Экхольм, П. Ринне) 33:00 — Колтон Сиссонс (П. Оберг, К. Смит) 53:49 — Райан Джохансен (Ф. Форсберг, П. Ринне) 58:13 — Кевин Фиала (бол.) (Р. Джохансен, Пи-Кей Суббан) |             | Судьи: Крис Руни Франсуа Сан-Лоран Линейные судьи: Дэвид Брисбуа Пьер Расико |
|        |                               | |             | Судьи: Крис Руни Франсуа Сан-Лоран Линейные судьи: Дэвид Брисбуа Пьер Расико |
|        |                               | |             | Судьи: Крис Руни Франсуа Сан-Лоран Линейные судьи: Дэвид Брисбуа Пьер Расико |
|        |                               | |             | Судьи: Крис Руни Франсуа Сан-Лоран Линейные судьи: Дэвид Брисбуа Пьер Расико |
| 16 мин | Штраф                         | 4 мин |             | Судьи: Крис Руни Франсуа Сан-Лоран Линейные судьи: Дэвид Брисбуа Пьер Расико |
|        |                               | |             |                                                                              |
|        | 30                            | Броски | 29          |                                                                              |

| 17 апреля 2017 21:30 | Нэшвилл Предаторз | 3 : 2 (ОТ) (0:0, 0:2, 2:0, 1:0) | Чикаго Блэкхокс | Бриджстоун-арена Зрителей: 17 204 |

| Отчёт | Отчёт                         | Отчёт                                                                                         | Отчёт         | Отчёт                                                                       |
| --- | ----------------------------- | --------------------------------------------------------------------------------------------- | ------------- | --------------------------------------------------------------------------- |
| |                               |                                                                                               |               |                                                                             |
| | Пекка Ринне                   | Вратари                                                                                       | Кори Кроуфорд | Судьи: Брэд Уотсон Тревор Хансон Линейные судьи: Грег Деворски Кил Марчисон |
| | Голы:                         |                                                                                               |               | Судьи: Брэд Уотсон Тревор Хансон Линейные судьи: Грег Деворски Кил Марчисон |
| Филип Форсберг — 44:24 (В. Арвидссон) Филип Форсберг — 54:08 (Р. Эллис, Р. Джохансен) Кевин Фиала — 76:44 (Дж. Нил, К. Йернкрук) | 0 : 1 0 : 2 1 : 2 2 : 2 3 : 2 | 21:05 — Деннис Расмуссен (М. Крюгер, Р. Паник) 31:15 — Патрик Кейн (бол.) (Д. Кит, Дж. Тэйвз) |               | Судьи: Брэд Уотсон Тревор Хансон Линейные судьи: Грег Деворски Кил Марчисон |
| |                               |                                                                                               |               | Судьи: Брэд Уотсон Тревор Хансон Линейные судьи: Грег Деворски Кил Марчисон |
| |                               |                                                                                               |               | Судьи: Брэд Уотсон Тревор Хансон Линейные судьи: Грег Деворски Кил Марчисон |
| |                               |                                                                                               |               | Судьи: Брэд Уотсон Тревор Хансон Линейные судьи: Грег Деворски Кил Марчисон |
| 10 мин | Штраф                         | 6 мин                                                                                         |               | Судьи: Брэд Уотсон Тревор Хансон Линейные судьи: Грег Деворски Кил Марчисон |
| |                               |                                                                                               |               |                                                                             |
| | 49                            | Броски                                                                                        | 36            |                                                                             |

| 20 апреля 2017 20:00 | Нэшвилл Предаторз | 4 : 1 (0:0, 1:0 ,3:1) | Чикаго Блэкхокс | Бриджстоун-арена Зрителей: 17 376 |

| Отчёт | Отчёт                         | Отчёт                                               | Отчёт         | Отчёт                                                             |
| --- | ----------------------------- | --------------------------------------------------- | ------------- | ----------------------------------------------------------------- |
| |                               |                                                     |               |                                                                   |
| | Пекка Ринне                   | Вратари                                             | Кори Кроуфорд | Судьи: Дэн О’Рурк Жан Эбер Линейные судьи: Дерек Амелл Трент Норр |
| | Голы:                         |                                                     |               | Судьи: Дэн О’Рурк Жан Эбер Линейные судьи: Дерек Амелл Трент Норр |
| Роман Йоси — 29:41 (Р. Эллис, Р. Джохансен) Колтон Сиссонс — 48:52 (В. Арвидссон, Р. Эллис) Роман Йоси — 50:21 (К. Сиссонс, О. Уотсон) Виктор Арвидссон (п.в.) — 58:12 (Ф. Форсберг, Пи-Кей Суббан) | 1 : 0 2 : 0 3 : 0 3 : 1 4 : 1 | 54:42 — Джонатан Тэйвз (бол.) (А. Панарин, П. Кейн) |               | Судьи: Дэн О’Рурк Жан Эбер Линейные судьи: Дерек Амелл Трент Норр |
| |                               |                                                     |               | Судьи: Дэн О’Рурк Жан Эбер Линейные судьи: Дерек Амелл Трент Норр |
| |                               |                                                     |               | Судьи: Дэн О’Рурк Жан Эбер Линейные судьи: Дерек Амелл Трент Норр |
| |                               |                                                     |               | Судьи: Дэн О’Рурк Жан Эбер Линейные судьи: Дерек Амелл Трент Норр |
| 4 мин | Штраф                         | 6 мин                                               |               | Судьи: Дэн О’Рурк Жан Эбер Линейные судьи: Дерек Амелл Трент Норр |
| |                               |                                                     |               |                                                                   |
| | 26                            | Броски                                              | 31            |                                                                   |

#### «Миннесота Уайлд» (Ц2) — «Сент-Луис Блюз» (Ц3)
Вторая встреча этих двух команд в розыгрыше Кубка Стэнли. Предыдущая состоялась в первом раунде плей-офф 2015 и завершилась победой «Уайлд» в шести матчах. В регулярном чемпионате 2016/17 «Сент-Луис» одержал три победы в пяти матчах против «Миннесоты».
«Сент-Луис» обыграл своего соперника в пяти матчах. Самым результативным игроком серии стал нападающий «Блюз» Джейден Шварц, набравший в пяти матчах 5 (2+3) очков.
| 12 апреля 2017 21:30 | Миннесота Уайлд | 1 : 2 (ОТ) (0:0, 0:1, 1:0, 0:1) | Сент-Луис Блюз | Эксел Энерджи-центр Зрителей: 19 168 |

| Отчёт                                      | Отчёт           | Отчёт                                                                                 | Отчёт       | Отчёт                                                                |
| ------------------------------------------ | --------------- | ------------------------------------------------------------------------------------- | ----------- | -------------------------------------------------------------------- |
|                                            |                 |                                                                                       |             |                                                                      |
|                                            | Деван Дубник    | Вратари                                                                               | Джейк Аллен | Судьи: Жан Эбер Дэн О’Рурк Линейные судьи: Мишель Кормье Стив Миллер |
|                                            | Голы:           |                                                                                       |             | Судьи: Жан Эбер Дэн О’Рурк Линейные судьи: Мишель Кормье Стив Миллер |
| Зак Паризе — 59:27 (М. Койву, М. Гранлунд) | 0 : 1 : 1 1 : 2 | 26:21 — Владимир Соботка (А. Стин) 77:48 — Джоэль Эдмундсон (В. Тарасенко, Дж. Шварц) |             | Судьи: Жан Эбер Дэн О’Рурк Линейные судьи: Мишель Кормье Стив Миллер |
|                                            |                 |                                                                                       |             | Судьи: Жан Эбер Дэн О’Рурк Линейные судьи: Мишель Кормье Стив Миллер |
|                                            |                 |                                                                                       |             | Судьи: Жан Эбер Дэн О’Рурк Линейные судьи: Мишель Кормье Стив Миллер |
|                                            |                 |                                                                                       |             | Судьи: Жан Эбер Дэн О’Рурк Линейные судьи: Мишель Кормье Стив Миллер |
| 8 мин                                      | Штраф           | 6 мин                                                                                 |             | Судьи: Жан Эбер Дэн О’Рурк Линейные судьи: Мишель Кормье Стив Миллер |
|                                            |                 |                                                                                       |             |                                                                      |
|                                            | 52              | Броски                                                                                | 26          |                                                                      |

| 14 апреля 2017 20:00 | Миннесота Уайлд | 1 : 2 (0:0, 1:1, 0:1) | Сент-Луис Блюз | Эксел Энерджи-центр Зрителей: 19 404 |

| Отчёт                                          | Отчёт           | Отчёт                                                                                                   | Отчёт       | Отчёт                                                                    |
| ---------------------------------------------- | --------------- | --- | ----------- | ------------------------------------------------------------------------ |
|                                                |                 | |             |                                                                          |
|                                                | Деван Дубник    | Вратари                                                                                                 | Джейк Аллен | Судьи: Кевин Поллок Брэд Майер Линейные судьи: Стив Миллер Мишель Кормье |
|                                                | Голы:           | |             | Судьи: Кевин Поллок Брэд Майер Линейные судьи: Стив Миллер Мишель Кормье |
| Зак Паризе (бол.) — 37:44 (Э. Стаал, Р. Сутер) | 0 : 1 : 1 1 : 2 | 23:51 — Джоэль Эдмундсон (П. Берглунд, М. Пяяйарви) 57:33 — Джейден Шварц (А. Пьетранджело, К. Бродзяк) |             | Судьи: Кевин Поллок Брэд Майер Линейные судьи: Стив Миллер Мишель Кормье |
|                                                |                 | |             | Судьи: Кевин Поллок Брэд Майер Линейные судьи: Стив Миллер Мишель Кормье |
|                                                |                 | |             | Судьи: Кевин Поллок Брэд Майер Линейные судьи: Стив Миллер Мишель Кормье |
|                                                |                 | |             | Судьи: Кевин Поллок Брэд Майер Линейные судьи: Стив Миллер Мишель Кормье |
| 6 мин                                          | Штраф           | 8 мин                                                                                                   |             | Судьи: Кевин Поллок Брэд Майер Линейные судьи: Стив Миллер Мишель Кормье |
|                                                |                 | |             |                                                                          |
|                                                | 38              | Броски                                                                                                  | 21          |                                                                          |

| 16 апреля 2017 15:00 | Сент-Луис Блюз | 3 : 1 (1:0, 1:1, 1:0) | Миннесота Уайлд | Скоттрэйд-центр Зрителей: 19 334 |

| Отчёт | Отчёт                   | Отчёт                                    | Отчёт        | Отчёт                                                                 |
| --- | ----------------------- | ---------------------------------------- | ------------ | --------------------------------------------------------------------- |
| |                         |                                          |              |                                                                       |
| | Джейк Аллен             | Вратари                                  | Деван Дубник | Судьи: Крис Ли Келли Сазерленд Линейные судьи: Дерек Амелл Трент Норр |
| | Голы:                   |                                          |              | Судьи: Крис Ли Келли Сазерленд Линейные судьи: Дерек Амелл Трент Норр |
| Колтон Парайко — 03:25 (П. Берглунд, Д. Перрон) Джейден Шварц (бол.) — 35:19 (А. Стин, В. Тарасенко) Александр Стин (п.в.) — 58:49 (П. Берглунд, В. Соботка) | 1 : 0 1 : 1 2 : 1 3 : 1 | 32:59 — Чарли Койл (З. Паризе, Р. Сутер) |              | Судьи: Крис Ли Келли Сазерленд Линейные судьи: Дерек Амелл Трент Норр |
| |                         |                                          |              | Судьи: Крис Ли Келли Сазерленд Линейные судьи: Дерек Амелл Трент Норр |
| |                         |                                          |              | Судьи: Крис Ли Келли Сазерленд Линейные судьи: Дерек Амелл Трент Норр |
| |                         |                                          |              | Судьи: Крис Ли Келли Сазерленд Линейные судьи: Дерек Амелл Трент Норр |
| 10 мин | Штраф                   | 8 мин                                    |              | Судьи: Крис Ли Келли Сазерленд Линейные судьи: Дерек Амелл Трент Норр |
| |                         |                                          |              |                                                                       |
| | 31                      | Броски                                   | 41           |                                                                       |

| 19 апреля 2017 21:30 | Сент-Луис Блюз | 0 : 2 (0:1, 0:1, 0:0) | Миннесота Уайлд | Скоттрэйд-центр Зрителей: 19 791 |

| Отчёт | Отчёт       | Отчёт                                                                 | Отчёт        | Отчёт                                                                      |
| ----- | ----------- | --------------------------------------------------------------------- | ------------ | -------------------------------------------------------------------------- |
|       |             |                                                                       |              |                                                                            |
|       | Джейк Аллен | Вратари                                                               | Деван Дубник | Судьи: Уэс Макколи Брайан Покмара Линейные судьи: Брайан Мёрфи Марк Шевчик |
|       | Голы:       |                                                                       |              | Судьи: Уэс Макколи Брайан Покмара Линейные судьи: Брайан Мёрфи Марк Шевчик |
|       | 0 : 1 0 : 2 | 16:50 — Чарли Койл 36:41 — Мартин Ганзал (Дж. Поминвилль, Н. Проссер) |              | Судьи: Уэс Макколи Брайан Покмара Линейные судьи: Брайан Мёрфи Марк Шевчик |
|       |             |                                                                       |              | Судьи: Уэс Макколи Брайан Покмара Линейные судьи: Брайан Мёрфи Марк Шевчик |
|       |             |                                                                       |              | Судьи: Уэс Макколи Брайан Покмара Линейные судьи: Брайан Мёрфи Марк Шевчик |
|       |             |                                                                       |              | Судьи: Уэс Макколи Брайан Покмара Линейные судьи: Брайан Мёрфи Марк Шевчик |
| 6 мин | Штраф       | 6 мин                                                                 |              | Судьи: Уэс Макколи Брайан Покмара Линейные судьи: Брайан Мёрфи Марк Шевчик |
|       |             |                                                                       |              |                                                                            |
|       | 28          | Броски                                                                | 28           |                                                                            |

| 22 апреля 2017 14:00 | Миннесота Уайлд | 3 : 4 (ОТ) (1:2, 0:0, 2:1, 0:1) | Сент-Луис Блюз | Эксел Энерджи-центр Зрителей: 19 228 |

| Отчёт | Отчёт                                     | Отчёт | Отчёт       | Отчёт                                                                           |
| --- | ----------------------------------------- | --- | ----------- | ------------------------------------------------------------------------------- |
| |                                           | |             |                                                                                 |
| | Деван Дубник                              | Вратари | Джейк Аллен | Судьи: Стив Козари Фрэнсис Шаррон Линейные судьи: Скотт Дрисколл Мэтт Макферсон |
| | Голы:                                     | |             | Судьи: Стив Козари Фрэнсис Шаррон Линейные судьи: Скотт Дрисколл Мэтт Макферсон |
| Райан Сутер (бол.) — 18:31 (Дж. Спёрджон) Микко Койву (бол.) — 50:38 (Н. Нидеррайтер, М. Гранлунд) Джейсон Цукер — 54:59 (Э. Хаула, Ю. Бродин) | 0 : 1 0 : 2 1 : 2 1 : 3 2 : 3 3 : 3 3 : 4 | 07:16 — Владимир Тарасенко (Дж. Шварц) 10:31 — Александр Стин (К. Парайко) 27:23 — Пол Штястны (Дж. Шварц, Й. Лехтеря) 69:42 — Магнус Пяяйарви (В. Соботка, Й. Лехтеря) |             | Судьи: Стив Козари Фрэнсис Шаррон Линейные судьи: Скотт Дрисколл Мэтт Макферсон |
| |                                           | |             | Судьи: Стив Козари Фрэнсис Шаррон Линейные судьи: Скотт Дрисколл Мэтт Макферсон |
| |                                           | |             | Судьи: Стив Козари Фрэнсис Шаррон Линейные судьи: Скотт Дрисколл Мэтт Макферсон |
| |                                           | |             | Судьи: Стив Козари Фрэнсис Шаррон Линейные судьи: Скотт Дрисколл Мэтт Макферсон |
| 10 мин | Штраф                                     | 14 мин |             | Судьи: Стив Козари Фрэнсис Шаррон Линейные судьи: Скотт Дрисколл Мэтт Макферсон |
| |                                           | |             |                                                                                 |
| | 37                                        | Броски | 27          |                                                                                 |

#### «Анахайм Дакс» (Т1) — «Калгари Флэймз» (УК1)
В третий раз «Анахайм» и «Калгари» встречаются в плей-офф. «Дакс» выиграли обе предыдущие встречи, последняя из которых состоялась в первом раунде плей-офф 2015 года и завершилась победой «уток» в пяти матчах. «Анахайм Дакс» выиграл у «Флэймз» четыре из пяти матчей регулярного чемпионата 2016/17.
«Анахайм Дакс» выиграли серию в четырёх матчах. В первом матче серии, капитан «Дакс» Райан Гецлаф набрал своё 100-е очко в матчах плей-офф и стал первым игроком в истории клуба, которому это удалось.
| 13 апреля 2017 22:30 | Анахайм Дакс | 3 : 2 (1:1, 2:1, 0:0) | Калгари Флэймз | Хонда-центр Зрителей: 17 174 |

| Отчёт | Отчёт                     | Отчёт                                                                                                | Отчёт          | Отчёт                                                                        |
| --- | ------------------------- | --- | -------------- | ---------------------------------------------------------------------------- |
| |                           | |                |                                                                              |
| | Джон Гибсон               | Вратари                                                                                              | Брайан Эллиотт | Судьи: Фрэнсис Шаррон Стив Козари Линейные судьи: Грег Деворски Кил Марчисон |
| | Голы:                     | |                | Судьи: Фрэнсис Шаррон Стив Козари Линейные судьи: Грег Деворски Кил Марчисон |
| Райан Гецлаф (бол.) — 00:52 (Я. Сильверберг, Ш. Теодор) Рикард Ракелль — 33:53 (Р. Гецлаф, К. Биекса) Якоб Сильверберг (бол.) — 37:47 (П. Ивз, Ш. Теодор) | 1 : 0 1 : 1 : 2 : 2 3 : 2 | 08:43 — Шон Монахан (бол.) (К. Верстиг, Ти Джей Броди) 29:46 — Сэм Беннетт (К. Верстиг, Д. Хэмилтон) |                | Судьи: Фрэнсис Шаррон Стив Козари Линейные судьи: Грег Деворски Кил Марчисон |
| |                           | |                | Судьи: Фрэнсис Шаррон Стив Козари Линейные судьи: Грег Деворски Кил Марчисон |
| |                           | |                | Судьи: Фрэнсис Шаррон Стив Козари Линейные судьи: Грег Деворски Кил Марчисон |
| |                           | |                | Судьи: Фрэнсис Шаррон Стив Козари Линейные судьи: Грег Деворски Кил Марчисон |
| 10 мин | Штраф                     | 14 мин                                                                                               |                | Судьи: Фрэнсис Шаррон Стив Козари Линейные судьи: Грег Деворски Кил Марчисон |
| |                           | |                |                                                                              |
| | 41                        | Броски                                                                                               | 32             |                                                                              |

| 15 апреля 2017 22:30 | Анахайм Дакс | 3 : 2 (2:1, 0:1, 1:0) | Калгари Флэймз | Хонда-центр Зрителей: 17 271 |

| Отчёт | Отчёт                         | Отчёт                                                                                            | Отчёт          | Отчёт                                                                        |
| --- | ----------------------------- | ------------------------------------------------------------------------------------------------ | -------------- | ---------------------------------------------------------------------------- |
| |                               |                                                                                                  |                |                                                                              |
| | Джон Гибсон                   | Вратари                                                                                          | Брайан Эллиотт | Судьи: Уэс Макколи Брайан Покмара Линейные судьи: Грег Деворски Кил Марчисон |
| | Голы:                         |                                                                                                  |                | Судьи: Уэс Макколи Брайан Покмара Линейные судьи: Грег Деворски Кил Марчисон |
| Якоб Сильверберг — 03:21 (Б. Монтур, Ш. Теодор) Рикард Ракелль — 06:44 (Р. Гецлаф, К. Биекса) Райан Гецлаф (бол.) — 55:14 (Р. Кеслер, П. Ивз) | 1 : 0 2 : 0 2 : 1 2 : 2 3 : 2 | 18:24 — Микаэль Баклунд (мен.) (М. Фролик) 27:01 — Шон Монахан (бол.) (Дж. Годро, Ти Джей Броди) |                | Судьи: Уэс Макколи Брайан Покмара Линейные судьи: Грег Деворски Кил Марчисон |
| |                               |                                                                                                  |                | Судьи: Уэс Макколи Брайан Покмара Линейные судьи: Грег Деворски Кил Марчисон |
| |                               |                                                                                                  |                | Судьи: Уэс Макколи Брайан Покмара Линейные судьи: Грег Деворски Кил Марчисон |
| |                               |                                                                                                  |                | Судьи: Уэс Макколи Брайан Покмара Линейные судьи: Грег Деворски Кил Марчисон |
| 15 мин | Штраф                         | 17 мин                                                                                           |                | Судьи: Уэс Макколи Брайан Покмара Линейные судьи: Грег Деворски Кил Марчисон |
| |                               |                                                                                                  |                |                                                                              |
| | 29                            | Броски                                                                                           | 37             |                                                                              |

| 17 апреля 2017 22:00 | Калгари Флэймз | 4 : 5 (ОТ) (2:1, 2:1, 0:2, 0:1) | Анахайм Дакс | Скоушабэнк-Сэдлдоум Зрителей: 19 289 |

| Отчёт | Отчёт                                               | Отчёт | Отчёт                                                   | Отчёт                                                                      |
| --- | --------------------------------------------------- | --- | ------------------------------------------------------- | -------------------------------------------------------------------------- |
| |                                                     | |                                                         |                                                                            |
| | Брайан Эллиотт                                      | Вратари | 00:00-28:33 — Джон Гибсон 28:33-61:30 — Джонатан Бернье | Судьи: Марк Жоаннетт Горд Дуайер Линейные судьи: Дэвид Брисбуа Пьер Расико |
| | Голы:                                               | |                                                         | Судьи: Марк Жоаннетт Горд Дуайер Линейные судьи: Дэвид Брисбуа Пьер Расико |
| Шон Монахан (бол.) — 02:10 (Т. Брауэр, Дж. Годро) Крис Верстиг (бол.) — 09:18 (Ш. Монахан, Ти Джей Броди) Майкл Стоун — 24:34 (Ти Джей Броди, М. Баклунд) Сэм Беннетт (бол.) — 28:33 (М. Джиордано, М. Баклунд) | 1 : 0 2 : 0 2 : 1 3 : 1 4 : 1 4 : 2 4 : 3 4 : 4 : 5 | 15:33 — Ник Ритчи (А. Верметт, Х. Линдхольм) 39:11 — Ши Теодор (Р. Ракелль, К. Биекса) 51:14 — Нэйт Томпсон (Х. Линдхольм, К. Перри) 55:39 — Ши Теодор (К. Биекса, Н. Томпсон) 61:30 — Кори Перри (Р. Ракелль, Н. Томпсон) |                                                         | Судьи: Марк Жоаннетт Горд Дуайер Линейные судьи: Дэвид Брисбуа Пьер Расико |
| |                                                     | |                                                         | Судьи: Марк Жоаннетт Горд Дуайер Линейные судьи: Дэвид Брисбуа Пьер Расико |
| |                                                     | |                                                         | Судьи: Марк Жоаннетт Горд Дуайер Линейные судьи: Дэвид Брисбуа Пьер Расико |
| |                                                     | |                                                         | Судьи: Марк Жоаннетт Горд Дуайер Линейные судьи: Дэвид Брисбуа Пьер Расико |
| 2 мин | Штраф                                               | 12 мин |                                                         | Судьи: Марк Жоаннетт Горд Дуайер Линейные судьи: Дэвид Брисбуа Пьер Расико |
| |                                                     | |                                                         |                                                                            |
| | 32                                                  | Броски | 27                                                      |                                                                            |

| 19 апреля 2017 22:00 | Калгари Флэймз | 1 : 3 (0:2, 1:0, 0:1) | Анахайм Дакс | Скоушабэнк-Сэдлдоум Зрителей: 19 289 |

| Отчёт                                      | Отчёт                   | Отчёт                                                                                      | Отчёт       | Отчёт                                                                          |
| ------------------------------------------ | ----------------------- | ------------------------------------------------------------------------------------------ | ----------- | ------------------------------------------------------------------------------ |
|                                            |                         |                                                                                            |             |                                                                                |
|                                            | Брайан Эллиотт          | Вратари                                                                                    | Джон Гибсон | Судьи: Брэд Уотсон Тревор Хансон Линейные судьи: Скотт Дрисколл Мэтт Макферсон |
|                                            | Голы:                   |                                                                                            |             | Судьи: Брэд Уотсон Тревор Хансон Линейные судьи: Скотт Дрисколл Мэтт Макферсон |
| Шон Монахан (бол.) (К. Верстиг, Т. Брауэр) | 0 : 1 0 : 2 1 : 2 1 : 3 | 05:38 — Патрик Ивз 06:46 — Нэйт Томпсон (Р. Ракелль, К. Перри) 59:53 — Райан Гецлаф (п.в.) |             | Судьи: Брэд Уотсон Тревор Хансон Линейные судьи: Скотт Дрисколл Мэтт Макферсон |
|                                            |                         |                                                                                            |             | Судьи: Брэд Уотсон Тревор Хансон Линейные судьи: Скотт Дрисколл Мэтт Макферсон |
|                                            |                         |                                                                                            |             | Судьи: Брэд Уотсон Тревор Хансон Линейные судьи: Скотт Дрисколл Мэтт Макферсон |
|                                            |                         |                                                                                            |             | Судьи: Брэд Уотсон Тревор Хансон Линейные судьи: Скотт Дрисколл Мэтт Макферсон |
| 4 мин                                      | Штраф                   | 6 мин                                                                                      |             | Судьи: Брэд Уотсон Тревор Хансон Линейные судьи: Скотт Дрисколл Мэтт Макферсон |
|                                            |                         |                                                                                            |             |                                                                                |
|                                            | 37                      | Броски                                                                                     | 25          |                                                                                |

#### «Эдмонтон Ойлерз» (Т2) — «Сан-Хосе Шаркс» (Т3)
«Эдмонтон» и «Сан-Хосе» во второй раз встречаются в матчах плей-офф. Единственная встреча состоялась полуфинале Западной конференции 2006 года и завершилась победой «Эдмонтона» со счётом 4:2. «Ойлерз» одержали три победы над «Шаркс» в пяти матчах регулярного чемпионата 2016/17.
«Эдмонтон» обыграл «Сан-Хосе» в шести встречах. Первый матч со счётом 3:2 выиграл «Сан-Хосе Шаркс», отыгравшись со счёта 0:2. В следующем матче «сухую» победу одержали «Ойлерз», дважды забив в меньшинстве. Эта победа стала для «Эдмонтона» первой в плей-офф с 17 июня 2006 года. Первый матч на площадке «Шаркс» также закончился «сухой» победой «нефтяников», благодаря единственному голу Зака Кассиана. В матче № 4 «Сан-Хосе» одержали крупную победу со счётом 7:0, дублями отметились Джо Павелски и Логан Кутюр. Далее «Ойлерз» одерживают две победы подряд и выходят в следующий раунд.
| 12 апреля 2017 22:00 | Эдмонтон Ойлерз | 2 : 3 (ОТ) (2:0, 0:1, 0:1, 0:1) | Сан-Хосе Шаркс | Роджерс Плэйс Зрителей: 18 347 |

| Отчёт                                                                                             | Отчёт                       | Отчёт | Отчёт        | Отчёт                                                                |
| ------------------------------------------------------------------------------------------------- | --------------------------- | --- | ------------ | -------------------------------------------------------------------- |
|                                                                                                   |                             | |              |                                                                      |
|                                                                                                   | Кэм Тэлбот                  | Вратари | Мартин Джонс | Судьи: Эрик Фурлатт Тим Пил Линейные судьи: Шейн Хейер Райан Гиббонс |
|                                                                                                   | Голы:                       | |              | Судьи: Эрик Фурлатт Тим Пил Линейные судьи: Шейн Хейер Райан Гиббонс |
| Оскар Клефбом — 06:44 (Дж. Эберле, М. Лучич) Милан Лучич (бол.) — 17:07 (М. Летестю, К. Макдэвид) | 1 : 0 2 : 0 2 : 1 2 : 2 : 3 | 21:43 — Джоэл Уорд (бол.) (Й. Донской, М.-Э. Власик) 45:22 — Пол Мартин (Т. Гертл) 63:22 — Мелкер Карлссон (Дж. Павелски, М.-Э. Власик) |              | Судьи: Эрик Фурлатт Тим Пил Линейные судьи: Шейн Хейер Райан Гиббонс |
|                                                                                                   |                             | |              | Судьи: Эрик Фурлатт Тим Пил Линейные судьи: Шейн Хейер Райан Гиббонс |
|                                                                                                   |                             | |              | Судьи: Эрик Фурлатт Тим Пил Линейные судьи: Шейн Хейер Райан Гиббонс |
|                                                                                                   |                             | |              | Судьи: Эрик Фурлатт Тим Пил Линейные судьи: Шейн Хейер Райан Гиббонс |
| 14 мин                                                                                            | Штраф                       | 8 мин |              | Судьи: Эрик Фурлатт Тим Пил Линейные судьи: Шейн Хейер Райан Гиббонс |
|                                                                                                   |                             | |              |                                                                      |
|                                                                                                   | 19                          | Броски | 44           |                                                                      |

| 14 апреля 2017 22:30 | Эдмонтон Ойлерз | 2 : 0 (0:0, 1:0, 1:0) | Сан-Хосе Шаркс | Роджерс Плэйс Зрителей: 18 347 |

| Отчёт                                                                                       | Отчёт       | Отчёт   | Отчёт        | Отчёт                                                                   |
| ------------------------------------------------------------------------------------------- | ----------- | ------- | ------------ | ----------------------------------------------------------------------- |
|                                                                                             |             |         |              |                                                                         |
|                                                                                             | Кэм Тэлбот  | Вратари | Мартин Джонс | Судьи: Крис Ли Келли Сазерленд Линейные судьи: Райан Гиббонс Шейн Хейер |
|                                                                                             | Голы:       |         |              | Судьи: Крис Ли Келли Сазерленд Линейные судьи: Райан Гиббонс Шейн Хейер |
| Зак Кассиан (мен.) — 20:42 (М. Летестю) Коннор Макдэвид (мен.) — 50:31 (Д. Нерс, К. Тэлбот) | 1 : 0 2 : 0 |         |              | Судьи: Крис Ли Келли Сазерленд Линейные судьи: Райан Гиббонс Шейн Хейер |
|                                                                                             |             |         |              | Судьи: Крис Ли Келли Сазерленд Линейные судьи: Райан Гиббонс Шейн Хейер |
|                                                                                             |             |         |              | Судьи: Крис Ли Келли Сазерленд Линейные судьи: Райан Гиббонс Шейн Хейер |
|                                                                                             |             |         |              | Судьи: Крис Ли Келли Сазерленд Линейные судьи: Райан Гиббонс Шейн Хейер |
| 12 мин                                                                                      | Штраф       | 8 мин   |              | Судьи: Крис Ли Келли Сазерленд Линейные судьи: Райан Гиббонс Шейн Хейер |
|                                                                                             |             |         |              |                                                                         |
|                                                                                             | 36          | Броски  | 16           |                                                                         |

| 16 апреля 2017 22:00 | Сан-Хосе Шаркс | 0 : 1 (0:0, 0:0, 0:1) | Эдмонтон Ойлерз | SAP-центр в Сан-Хосе Зрителей: 17 562 |

| Отчёт | Отчёт        | Отчёт               | Отчёт      | Отчёт                                                                    |
| ----- | ------------ | ------------------- | ---------- | ------------------------------------------------------------------------ |
|       |              |                     |            |                                                                          |
|       | Мартин Джонс | Вратари             | Кэм Тэлбот | Судьи: Брэд Майер Кевин Поллок Линейные судьи: Скотт Черри Брайан Панкич |
|       | Голы:        |                     |            | Судьи: Брэд Майер Кевин Поллок Линейные судьи: Скотт Черри Брайан Панкич |
|       | 0 : 1        | 50:45 — Зак Кассиан |            | Судьи: Брэд Майер Кевин Поллок Линейные судьи: Скотт Черри Брайан Панкич |
|       |              |                     |            | Судьи: Брэд Майер Кевин Поллок Линейные судьи: Скотт Черри Брайан Панкич |
|       |              |                     |            | Судьи: Брэд Майер Кевин Поллок Линейные судьи: Скотт Черри Брайан Панкич |
|       |              |                     |            | Судьи: Брэд Майер Кевин Поллок Линейные судьи: Скотт Черри Брайан Панкич |
| 2 мин | Штраф        | 4 мин               |            | Судьи: Брэд Майер Кевин Поллок Линейные судьи: Скотт Черри Брайан Панкич |
|       |              |                     |            |                                                                          |
|       | 23           | Броски              | 22         |                                                                          |

| 18 апреля 2017 22:00 | Сан-Хосе Шаркс | 7 : 0 (2:0, 4:0, 1:0) | Эдмонтон Ойлерз | SAP-центр в Сан-Хосе Зрителей: 17 562 |

| Отчёт | Отчёт                                     | Отчёт   | Отчёт                                                | Отчёт                                                                        |
| --- | ----------------------------------------- | ------- | ---------------------------------------------------- | ---------------------------------------------------------------------------- |
| |                                           |         |                                                      |                                                                              |
| | Мартин Джонс                              | Вратари | 00:00-32:52 — Кэм Тэлбот 32:52-60:00 — Лоран Броссуа | Судьи: Крис Руни Франсуа Сан-Лоран Линейные судьи: Скотт Черри Брайан Панкич |
| | Голы:                                     |         |                                                      | Судьи: Крис Руни Франсуа Сан-Лоран Линейные судьи: Скотт Черри Брайан Панкич |
| Джо Павелски — 00:15 (Дж. Браун, П. Марло) Логан Кутюр (бол.) — 11:02 (Дж. Павелски, Б. Бёрнс) Патрик Марло (бол.) — 22:02 (Б. Бёрнс) Маркус Сёренсен — 29:46 (Д. Шлемко, Дж. Уорд) Логан Кутюр — 32:52 (Я. Хансен, Дж. Уорд) Джо Павелски (бол.) — 36:46 (Б. Бёрнс, Дж. Торнтон) Дэвид Шлемко (бол.) — 46:45 (Т. Гертл, М.-Э. Власик) | 1 : 0 2 : 0 3 : 0 4 : 0 5 : 0 6 : 0 7 : 0 |         |                                                      | Судьи: Крис Руни Франсуа Сан-Лоран Линейные судьи: Скотт Черри Брайан Панкич |
| |                                           |         |                                                      | Судьи: Крис Руни Франсуа Сан-Лоран Линейные судьи: Скотт Черри Брайан Панкич |
| |                                           |         |                                                      | Судьи: Крис Руни Франсуа Сан-Лоран Линейные судьи: Скотт Черри Брайан Панкич |
| |                                           |         |                                                      | Судьи: Крис Руни Франсуа Сан-Лоран Линейные судьи: Скотт Черри Брайан Панкич |
| 8 мин | Штраф                                     | 27 мин  |                                                      | Судьи: Крис Руни Франсуа Сан-Лоран Линейные судьи: Скотт Черри Брайан Панкич |
| |                                           |         |                                                      |                                                                              |
| | 32                                        | Броски  | 23                                                   |                                                                              |

| 20 апреля 2017 22:30 | Эдмонтон Ойлерз | 4 : 3 (ОТ) (1:2, 1:1, 1:0, 1:0) | Сан-Хосе Шаркс | Роджерс Плэйс Зрителей: 18 347 |

| Отчёт | Отчёт                                   | Отчёт | Отчёт        | Отчёт                                                                    |
| --- | --------------------------------------- | --- | ------------ | ------------------------------------------------------------------------ |
| |                                         | |              |                                                                          |
| | Кэм Тэлбот                              | Вратари | Мартин Джонс | Судьи: Дэн О’Хэллоран Иэн Уолш Линейные судьи: Стив Бартон Джонни Мюррей |
| | Голы:                                   | |              | Судьи: Дэн О’Хэллоран Иэн Уолш Линейные судьи: Стив Бартон Джонни Мюррей |
| Патрик Марун — 05:28 (М. Беннинг) Марк Летестю (бол.) — 38:33 (Л. Драйзайтль, К. Макдэвид) Оскар Клефбом — 57:14 (Д. Деарне, М. Беннинг) Давид Деарне — 78:15 (Л. Драйзайтль, А. Секера) | 1 : 0 1 : 1 : 2 1 : 3 2 : 3 3 : 3 4 : 3 | 10:12 — Миккель Бёдкер (К. Тирни, М. Сёренсен) 15:52 — Патрик Марло (Дж. Торнтон, Б. Диллон) 28:38 — Дэвид Шлемко (М. Бёдкер, Дж. Уорд) |              | Судьи: Дэн О’Хэллоран Иэн Уолш Линейные судьи: Стив Бартон Джонни Мюррей |
| |                                         | |              | Судьи: Дэн О’Хэллоран Иэн Уолш Линейные судьи: Стив Бартон Джонни Мюррей |
| |                                         | |              | Судьи: Дэн О’Хэллоран Иэн Уолш Линейные судьи: Стив Бартон Джонни Мюррей |
| |                                         | |              | Судьи: Дэн О’Хэллоран Иэн Уолш Линейные судьи: Стив Бартон Джонни Мюррей |
| 2 мин | Штраф                                   | 6 мин |              | Судьи: Дэн О’Хэллоран Иэн Уолш Линейные судьи: Стив Бартон Джонни Мюррей |
| |                                         | |              |                                                                          |
| | 48                                      | Броски | 30           |                                                                          |

| 22 апреля 2017 19:30 | Сан-Хосе Шаркс | 1 : 3 (0:0, 0:2, 1:1) | Эдмонтон Ойлерз | SAP-центр в Сан-Хосе Зрителей: 17 562 |

| Отчёт                                       | Отчёт                   | Отчёт | Отчёт      | Отчёт                                                                   |
| ------------------------------------------- | ----------------------- | --- | ---------- | ----------------------------------------------------------------------- |
|                                             |                         | |            |                                                                         |
|                                             | Мартин Джонс            | Вратари | Кэм Тэлбот | Судьи: Брэд Уотсон Тревор Хансон Линейные судьи: Дерек Амелл Трент Норр |
|                                             | Голы:                   | |            | Судьи: Брэд Уотсон Тревор Хансон Линейные судьи: Дерек Амелл Трент Норр |
| Патрик Марло — 52:12 (Л. Кутюр, Й. Донской) | 0 : 1 0 : 2 1 : 2 1 : 3 | 20:54 — Леон Драйзайтль (А. Ларссон, О. Клефбом) 21:50 — Антон Слепышев 59:59 — Коннор Макдэвид (п.в.) (А. Секера) |            | Судьи: Брэд Уотсон Тревор Хансон Линейные судьи: Дерек Амелл Трент Норр |
|                                             |                         | |            | Судьи: Брэд Уотсон Тревор Хансон Линейные судьи: Дерек Амелл Трент Норр |
|                                             |                         | |            | Судьи: Брэд Уотсон Тревор Хансон Линейные судьи: Дерек Амелл Трент Норр |
|                                             |                         | |            | Судьи: Брэд Уотсон Тревор Хансон Линейные судьи: Дерек Амелл Трент Норр |
| 2 мин                                       | Штраф                   | 6 мин |            | Судьи: Брэд Уотсон Тревор Хансон Линейные судьи: Дерек Амелл Трент Норр |
|                                             |                         | |            |                                                                         |
|                                             | 28                      | Броски | 21         |                                                                         |

## Второй раунд
Начало матчей указано по Североамериканскому восточному времени (UTC-4).

### Восточная конференция

#### «Оттава Сенаторз» (А2) — «Нью-Йорк Рейнджерс» (УК)
Вторая встреча этих двух команд в плей-офф. Первая встреча произошла в четвертьфинале Восточной конференции 2012 и закончилась победой «Рейнджерс» в семи матчах. В регулярном чемпионате 2016/17 «Оттава» выиграла у «Нью-Йорка» два матча из трёх.
«Оттава» выиграла серию со счётом 4—2. «Сенаторз» стартовали с двух побед на своей площадке. В игре № 2, «Оттава» обыграла «Рейнджерс» во втором овертайме, трижды по ходу матча уступая в счёте с разницей в две шайбы, а нападающий «Сенаторз» Жан-Габриэль Пажо забил 4 шайбы в матче. Далее ньюйоркцы смогли сравнять счёт в серии, благодаря двум домашним победам на «Мэдисон-сквер-гарден» с одинаковым счётом 4:1. Следующий матч проходил на площадке «Оттавы Сенаторз» и завершился победой хозяев в дополнительное время. Матч № 6 стал единственным в серии где победа досталась гостям, благодаря чему «Оттава Сенаторз» впервые с 2007 года прошла в финал конференции.
| 27 апреля 2017 19:00 | Оттава Сенаторз | 2 : 1 (0:0, 1:1, 1:0) | Нью-Йорк Рейнджерс | Канадиен Тайер-центр Зрителей: 16 744 |

| Отчёт                                                                                            | Отчёт           | Отчёт                                                     | Отчёт            | Отчёт                                                                |
| ------------------------------------------------------------------------------------------------ | --------------- | --------------------------------------------------------- | ---------------- | -------------------------------------------------------------------- |
|                                                                                                  |                 |                                                           |                  |                                                                      |
|                                                                                                  | Крэйг Андерсон  | Вратари                                                   | Хенрик Лундквист | Судьи: Дэн О’Рурк Жан Эбер Линейные судьи: Брайан Панкич Дерек Амелл |
|                                                                                                  | Голы:           |                                                           |                  | Судьи: Дэн О’Рурк Жан Эбер Линейные судьи: Брайан Панкич Дерек Амелл |
| Райан Дзингел (бол.) — 38:39 (А. Барроуз, К. Террис) Эрик Карлссон — 55:49 (М. Хоффман, М. Мето) | 0 : 1 : 1 2 : 1 | 27:10 — Райан Макдона (бол.) (М. Цуккарелло, П. Бучневич) |                  | Судьи: Дэн О’Рурк Жан Эбер Линейные судьи: Брайан Панкич Дерек Амелл |
|                                                                                                  |                 |                                                           |                  | Судьи: Дэн О’Рурк Жан Эбер Линейные судьи: Брайан Панкич Дерек Амелл |
|                                                                                                  |                 |                                                           |                  | Судьи: Дэн О’Рурк Жан Эбер Линейные судьи: Брайан Панкич Дерек Амелл |
|                                                                                                  |                 |                                                           |                  | Судьи: Дэн О’Рурк Жан Эбер Линейные судьи: Брайан Панкич Дерек Амелл |
| 8 мин                                                                                            | Штраф           | 8 мин                                                     |                  | Судьи: Дэн О’Рурк Жан Эбер Линейные судьи: Брайан Панкич Дерек Амелл |
|                                                                                                  |                 |                                                           |                  |                                                                      |
|                                                                                                  | 43              | Броски                                                    | 35               |                                                                      |

| 29 апреля 2017 15:00 | Оттава Сенаторз | 6 : 5 (2ОТ) (1:1, 1:3, 3:1, 0:0, 1:0) | Нью-Йорк Рейнджерс | Канадиен Тайер-центр Зрителей: 18 679 |

| Отчёт | Отчёт                                                           | Отчёт | Отчёт            | Отчёт                                                                      |
| --- | --------------------------------------------------------------- | --- | ---------------- | -------------------------------------------------------------------------- |
| |                                                                 | |                  |                                                                            |
| | Крэйг Андерсон                                                  | Вратари | Хенрик Лундквист | Судьи: Дэн О’Хэллоран Кевин Поллок Линейные судьи: Брэд Ковачик Шейн Хейер |
| | Голы:                                                           | |                  | Судьи: Дэн О’Хэллоран Кевин Поллок Линейные судьи: Брэд Ковачик Шейн Хейер |
| Жан-Габриэль Пажо — 13:59 Марк Мето — 34:00 (М. Хоффман, Б. Харпур) Марк Стоун — 41:28 (Д. Фанёф, Ф. Классон) Жан-Габриэль Пажо — 56:41 (З. Смит, Д. Фанёф) Жан-Габриэль Пажо — 58:58 (К. Террис, Э. Карлссон) Жан-Габриэль Пажо — 82:54 (А. Барроуз) | 0 : 1 : 1 1 : 2 1 : 3 2 : 3 2 : 4 3 : 4 3 : 5 4 : 5 5 : 5 6 : 5 | 04:16 — Михаэль Грабнер (мен.) (Й. Фаст) 30:39 — Крис Крайдер (М. Зибанежад, Р. Макдона) 33:10 — Дерек Степан (мен.) (Р. Нэш) 35:51 — Брэди Шей (Р. Макдона, М. Зибанежад) 45:10 — Брэди Шей (Б. Смит) |                  | Судьи: Дэн О’Хэллоран Кевин Поллок Линейные судьи: Брэд Ковачик Шейн Хейер |
| |                                                                 | |                  | Судьи: Дэн О’Хэллоран Кевин Поллок Линейные судьи: Брэд Ковачик Шейн Хейер |
| |                                                                 | |                  | Судьи: Дэн О’Хэллоран Кевин Поллок Линейные судьи: Брэд Ковачик Шейн Хейер |
| |                                                                 | |                  | Судьи: Дэн О’Хэллоран Кевин Поллок Линейные судьи: Брэд Ковачик Шейн Хейер |
| 10 мин | Штраф                                                           | 10 мин |                  | Судьи: Дэн О’Хэллоран Кевин Поллок Линейные судьи: Брэд Ковачик Шейн Хейер |
| |                                                                 | |                  |                                                                            |
| | 34                                                              | Броски | 48               |                                                                            |

| 2 мая 2017 19:00 | Нью-Йорк Рейнджерс | 4 : 1 (2:0, 2:1, 0:0) | Оттава Сенаторз | Мэдисон-сквер-гарден Зрителей: 18 006 |

| Отчёт | Отчёт                         | Отчёт                                         | Отчёт          | Отчёт                                                                        |
| --- | ----------------------------- | --------------------------------------------- | -------------- | ---------------------------------------------------------------------------- |
| |                               |                                               |                |                                                                              |
| | Хенрик Лундквист              | Вратари                                       | Крэйг Андерсон | Судьи: Крис Руни Франсуа Сан-Лоран Линейные судьи: Джонни Мюррей Стив Бартон |
| | Голы:                         |                                               |                | Судьи: Крис Руни Франсуа Сан-Лоран Линейные судьи: Джонни Мюррей Стив Бартон |
| Матс Цуккарелло — 05:31 (М. Зибанежад, Д. Жирарди) Михаэль Грабнер — 13:24 (М. Цуккарелло) Рик Нэш — 32:21 (Д. Степан, Дж. Виси) Оскар Линдберг — 38:17 (Джей Ти Миллер, Т. Гласс) | 1 : 0 2 : 0 3 : 0 4 : 0 4 : 1 | 38:49 — Жан-Габриэль Пажо (Б. Райан, К. Сиси) |                | Судьи: Крис Руни Франсуа Сан-Лоран Линейные судьи: Джонни Мюррей Стив Бартон |
| |                               |                                               |                | Судьи: Крис Руни Франсуа Сан-Лоран Линейные судьи: Джонни Мюррей Стив Бартон |
| |                               |                                               |                | Судьи: Крис Руни Франсуа Сан-Лоран Линейные судьи: Джонни Мюррей Стив Бартон |
| |                               |                                               |                | Судьи: Крис Руни Франсуа Сан-Лоран Линейные судьи: Джонни Мюррей Стив Бартон |
| 8 мин | Штраф                         | 8 мин                                         |                | Судьи: Крис Руни Франсуа Сан-Лоран Линейные судьи: Джонни Мюррей Стив Бартон |
| |                               |                                               |                |                                                                              |
| | 30                            | Броски                                        | 27             |                                                                              |

| 4 мая 2017 19:30 | Нью-Йорк Рейнджерс | 4 : 1 (1:0, 2:0, 1:1) | Оттава Сенаторз | Мэдисон-сквер-гарден Зрителей: 18 006 |

| Отчёт | Отчёт                         | Отчёт                                    | Отчёт          | Отчёт                                                                     |
| --- | ----------------------------- | ---------------------------------------- | -------------- | ------------------------------------------------------------------------- |
| |                               |                                          |                |                                                                           |
| | Хенрик Лундквист              | Вратари                                  | Крэйг Андерсон | Судьи: Фрэнсис Шаррон Уэс Макколи Линейные судьи: Шейн Хейер Брэд Ковачик |
| | Голы:                         |                                          |                | Судьи: Фрэнсис Шаррон Уэс Макколи Линейные судьи: Шейн Хейер Брэд Ковачик |
| Ник Холден — 14:04 (К. Хэйз) Оскар Линдберг — 22:01 (М. Грабнер, Т. Гласс) Оскар Линдберг — 35:54 (Джей Ти Миллер, Т. Гласс) Крис Крайдер (бол.) — 50:45 (Р. Макдона, Д. Степан) | 1 : 0 2 : 0 3 : 0 4 : 0 4 : 1 | 53:34 — Кайл Террис (З. Смит, Б. Харпур) |                | Судьи: Фрэнсис Шаррон Уэс Макколи Линейные судьи: Шейн Хейер Брэд Ковачик |
| |                               |                                          |                | Судьи: Фрэнсис Шаррон Уэс Макколи Линейные судьи: Шейн Хейер Брэд Ковачик |
| |                               |                                          |                | Судьи: Фрэнсис Шаррон Уэс Макколи Линейные судьи: Шейн Хейер Брэд Ковачик |
| |                               |                                          |                | Судьи: Фрэнсис Шаррон Уэс Макколи Линейные судьи: Шейн Хейер Брэд Ковачик |
| 36 мин | Штраф                         | 56 мин                                   |                | Судьи: Фрэнсис Шаррон Уэс Макколи Линейные судьи: Шейн Хейер Брэд Ковачик |
| |                               |                                          |                |                                                                           |
| | 30                            | Броски                                   | 23             |                                                                           |

| 6 мая 2017 15:00 | Оттава Сенаторз | 5 : 4 (ОТ) (1:2, 2:1, 1:1, 1:0) | Нью-Йорк Рейнджерс | Канадиен Тайер-центр Зрителей: 19 082 |

| Отчёт | Отчёт                                             | Отчёт | Отчёт            | Отчёт                                                                         |
| --- | ------------------------------------------------- | --- | ---------------- | ----------------------------------------------------------------------------- |
| |                                                   | |                  |                                                                               |
| | Крэйг Андерсон                                    | Вратари | Хенрик Лундквист | Судьи: Стив Козари Келли Сазерленд Линейные судьи: Мэтт Макферсон Пьер Расико |
| | Голы:                                             | |                  | Судьи: Стив Козари Келли Сазерленд Линейные судьи: Мэтт Макферсон Пьер Расико |
| Марк Стоун — 06:03 (К. Уайдман, З. Смит) Майк Хоффман — 28:17 (К. Макартур, Э. Карлссон) Том Пайатт — 28:50 (З. Смит) Дерик Брассар — 58:34 (К. Макартур, Э. Карлссон) Кайл Террис — 66:28 (А. Барроуз, Э. Карлссон) | 0 : 1 0 : 2 1 : 2 2 : 2 3 : 2 3 : 3 : 4 : 4 5 : 4 | 04:07 — Йеспер Фаст (Б. Смит, К. Хэйз) 05:13 — Ник Холден (Дж. Виси) 37:49 — Райан Макдона (М. Грабнер, Й. Фаст) 52:48 — Джимми Виси (Б. Шей, Д. Степан) |                  | Судьи: Стив Козари Келли Сазерленд Линейные судьи: Мэтт Макферсон Пьер Расико |
| |                                                   | |                  | Судьи: Стив Козари Келли Сазерленд Линейные судьи: Мэтт Макферсон Пьер Расико |
| |                                                   | |                  | Судьи: Стив Козари Келли Сазерленд Линейные судьи: Мэтт Макферсон Пьер Расико |
| |                                                   | |                  | Судьи: Стив Козари Келли Сазерленд Линейные судьи: Мэтт Макферсон Пьер Расико |
| 20 мин | Штраф                                             | 10 мин |                  | Судьи: Стив Козари Келли Сазерленд Линейные судьи: Мэтт Макферсон Пьер Расико |
| |                                                   | |                  |                                                                               |
| | 37                                                | Броски | 33               |                                                                               |

| 9 мая 2017 19:30 | Нью-Йорк Рейнджерс | 2 : 4 (0:2, 1:1, 1:1) | Оттава Сенаторз | Мэдисон-сквер-гарден Зрителей: 18 006 |

| Отчёт                                                                                          | Отчёт                               | Отчёт | Отчёт          | Отчёт                                                                  |
| ---------------------------------------------------------------------------------------------- | ----------------------------------- | --- | -------------- | ---------------------------------------------------------------------- |
|                                                                                                |                                     | |                |                                                                        |
|                                                                                                | Хенрик Лундквист                    | Вратари | Крэйг Андерсон | Судьи: Брэд Майер Брэд Уотсон Линейные судьи: Скотт Черри Брайан Мёрфи |
|                                                                                                | Голы:                               | |                | Судьи: Брэд Майер Брэд Уотсон Линейные судьи: Скотт Черри Брайан Мёрфи |
| Мика Зибанежад — 33:32 (М. Цуккарелло, Н. Холден) Крис Крайдер — 40:53 (М. Зибанежад, Б. Смит) | 0 : 1 0 : 2 1 : 2 1 : 3 2 : 3 2 : 4 | 04:27 — Майк Хоффман (Э. Карлссон, К. Макартур) 14:44 — Марк Стоун (К. Макартур, К. Уайдман) 35:53 — Эрик Карлссон (Б. Райан, К. Андерсон) 59:53 — Жан-Габриэль Пажо (п.в.) (М. Стоун) |                | Судьи: Брэд Майер Брэд Уотсон Линейные судьи: Скотт Черри Брайан Мёрфи |
|                                                                                                |                                     | |                | Судьи: Брэд Майер Брэд Уотсон Линейные судьи: Скотт Черри Брайан Мёрфи |
|                                                                                                |                                     | |                | Судьи: Брэд Майер Брэд Уотсон Линейные судьи: Скотт Черри Брайан Мёрфи |
|                                                                                                |                                     | |                | Судьи: Брэд Майер Брэд Уотсон Линейные судьи: Скотт Черри Брайан Мёрфи |
| 4 мин                                                                                          | Штраф                               | 8 мин |                | Судьи: Брэд Майер Брэд Уотсон Линейные судьи: Скотт Черри Брайан Мёрфи |
|                                                                                                |                                     | |                |                                                                        |
|                                                                                                | 39                                  | Броски | 26             |                                                                        |

#### «Вашингтон Кэпиталз» (С1) — «Питтсбург Пингвинз» (С2)
Десятая встреча «Кэпиталз» и «Пингвинз» в плей-офф. Из прошлых девяти, «Питтсбург» одержал победы в восьми сериях. Единственная серия которую смогли выиграть хоккеисты «Вашингтона», состоялась в 1994 году и завершилась в шести матчах. Последняя встреча между командами состоялась в прошлом году, также во втором раунде и окончилась победой «Пингвинз» со счётом 4—2. В регулярном чемпионате 2016/17 «Питтсбург» и «Вашингтон» провели между собой четыре матча и одержали по две победы.
«Питтсбург» победил в серии в семи матчах. После первых двух игр на площадке «Вашингтона», «Питтсбург» повёл в серии 2—0. В первом матче в Питтсбурге победу гостям принёс Кевин Шаттенкирк, забивший гол в дополнительное время. Матч № 4 из-за сотрясения мозга был вынужден пропустить капитан «Пингвинз» Сидни Кросби, которое он получил в предыдущем матче после столкновения с защитником «Кэпиталз» Мэттом Нисканеном. Несмотря на это, «Питтсбург» смог одержать победу в матче и повести в серии со счётом 3—1. Далее «Вашингтон» одерживает две победы подряд и сравнивает счёт в серии 3—3. В седьмом матче «Питтсбург», забив два безответных гола, одерживает победу в серии и второй год подряд выходит в финал конференции.
| 27 апреля 2017 19:30 | Вашингтон Кэпиталз | 2 : 3 (0:0, 1:2, 1:1) | Питтсбург Пингвинз | Верайзон-центр Зрителей: 18 506 |

| Отчёт                                                                                    | Отчёт                         | Отчёт | Отчёт            | Отчёт                                                                      |
| ---------------------------------------------------------------------------------------- | ----------------------------- | --- | ---------------- | -------------------------------------------------------------------------- |
|                                                                                          |                               | |                  |                                                                            |
|                                                                                          | Брэйден Холтби                | Вратари | Марк-Андре Флёри | Судьи: Кевин Поллок Дэн О’Хэллоран Линейные судьи: Брэд Ковачик Шейн Хейер |
|                                                                                          | Голы:                         | |                  | Судьи: Кевин Поллок Дэн О’Хэллоран Линейные судьи: Брэд Ковачик Шейн Хейер |
| Александр Овечкин — 38:17 (Л. Эллер, Ти Джей Оши) Евгений Кузнецов — 48:05 (М. Нисканен) | 0 : 1 0 : 2 1 : 2 2 : 2 2 : 3 | 20:12 — Сидни Кросби (Дж. Генцел, П. Хёрнквист) 21:04 — Сидни Кросби (П. Хёрнквист, О. Мяяття) 52:36 — Ник Бонино (С. Уилсон, И. Коул) |                  | Судьи: Кевин Поллок Дэн О’Хэллоран Линейные судьи: Брэд Ковачик Шейн Хейер |
|                                                                                          |                               | |                  | Судьи: Кевин Поллок Дэн О’Хэллоран Линейные судьи: Брэд Ковачик Шейн Хейер |
|                                                                                          |                               | |                  | Судьи: Кевин Поллок Дэн О’Хэллоран Линейные судьи: Брэд Ковачик Шейн Хейер |
|                                                                                          |                               | |                  | Судьи: Кевин Поллок Дэн О’Хэллоран Линейные судьи: Брэд Ковачик Шейн Хейер |
| 6 мин                                                                                    | Штраф                         | 2 мин |                  | Судьи: Кевин Поллок Дэн О’Хэллоран Линейные судьи: Брэд Ковачик Шейн Хейер |
|                                                                                          |                               | |                  |                                                                            |
|                                                                                          | 35                            | Броски | 21               |                                                                            |

| 29 апреля 2017 20:00 | Вашингтон Кэпиталз | 2 : 6 (0:0, 1:3, 1:3) | Питтсбург Пингвинз | Верайзон-центр Зрителей: 18 506 |

| Отчёт | Отчёт                                                      | Отчёт | Отчёт            | Отчёт                                                                |
| --- | ---------------------------------------------------------- | --- | ---------------- | -------------------------------------------------------------------- |
| |                                                            | |                  |                                                                      |
| | Брэйден Холтби — 00:00-40:00 Филипп Грубауэр — 40:00-60:00 | Вратари | Марк-Андре Флёри | Судьи: Дэн О’Рурк Жан Эбер Линейные судьи: Дерек Амелл Брайан Панкич |
| | Голы:                                                      | |                  | Судьи: Дэн О’Рурк Жан Эбер Линейные судьи: Дерек Амелл Брайан Панкич |
| Мэтт Нисканен (бол.) — 22:09 (А. Овечкин, Н. Бекстрём) Никлас Бекстрём — 43:44 (А. Овечкин, Ти Джей Оши) | 0 : 1 : 1 1 : 2 1 : 3 1 : 4 2 : 4 2 : 5 2 : 6              | 21:15 — Мэтт Каллен (мен.) 33:04 — Фил Кессел (С. Кросби, Дж. Генцел) 36:14 — Джейк Генцел (С. Кросби) 42:19 — Фил Кессел (бол.) (Дж. Шульц, Е. Малкин) 45:31 — Евгений Малкин (И. Коул, Ф. Кессел) 59:17 — Джейк Генцел (п.в.) (М. Каллен, О. Мяяття) |                  | Судьи: Дэн О’Рурк Жан Эбер Линейные судьи: Дерек Амелл Брайан Панкич |
| |                                                            | |                  | Судьи: Дэн О’Рурк Жан Эбер Линейные судьи: Дерек Амелл Брайан Панкич |
| |                                                            | |                  | Судьи: Дэн О’Рурк Жан Эбер Линейные судьи: Дерек Амелл Брайан Панкич |
| |                                                            | |                  | Судьи: Дэн О’Рурк Жан Эбер Линейные судьи: Дерек Амелл Брайан Панкич |
| 16 мин                                                                                                   | Штраф                                                      | 10 мин |                  | Судьи: Дэн О’Рурк Жан Эбер Линейные судьи: Дерек Амелл Брайан Панкич |
| |                                                            | |                  |                                                                      |
| | 36                                                         | Броски | 24               |                                                                      |

| 1 мая 2017 19:30 | Питтсбург Пингвинз | 2 : 3 (ОТ) (0:1, 0:0, 2:1, 0:1) | Вашингтон Кэпиталз | PPG Paints-арена Зрителей: 18 625 |

| Отчёт                                                                                     | Отчёт                         | Отчёт | Отчёт          | Отчёт                                                                    |
| ----------------------------------------------------------------------------------------- | ----------------------------- | --- | -------------- | ------------------------------------------------------------------------ |
|                                                                                           |                               | |                |                                                                          |
|                                                                                           | Марк-Андре Флёри              | Вратари | Брэйден Холтби | Судьи: Брэд Майер Брэд Уотсон Линейные судьи: Пьер Расико Мэтт Макферсон |
|                                                                                           | Голы:                         | |                | Судьи: Брэд Майер Брэд Уотсон Линейные судьи: Пьер Расико Мэтт Макферсон |
| Евгений Малкин — 58:07 (Ф. Кессел, Дж. Шульц) Дастин Шульц — 58:55 (Е. Малкин, К. Кунитц) | 0 : 1 0 : 2 1 : 2 2 : 2 2 : 3 | 13:05 — Никлас Бекстрём (бол.) (А. Овечкин, Дж. Уильямс) 49:46 — Евгений Кузнецов (М. Юханссон, Дж. Уильямс) 63:13 — Кевин Шаттенкирк (бол.) (Н. Бекстрём, Е. Кузнецов) |                | Судьи: Брэд Майер Брэд Уотсон Линейные судьи: Пьер Расико Мэтт Макферсон |
|                                                                                           |                               | |                | Судьи: Брэд Майер Брэд Уотсон Линейные судьи: Пьер Расико Мэтт Макферсон |
|                                                                                           |                               | |                | Судьи: Брэд Майер Брэд Уотсон Линейные судьи: Пьер Расико Мэтт Макферсон |
|                                                                                           |                               | |                | Судьи: Брэд Майер Брэд Уотсон Линейные судьи: Пьер Расико Мэтт Макферсон |
| 14 мин                                                                                    | Штраф                         | 23 мин |                | Судьи: Брэд Майер Брэд Уотсон Линейные судьи: Пьер Расико Мэтт Макферсон |
|                                                                                           |                               | |                |                                                                          |
|                                                                                           | 30                            | Броски | 33             |                                                                          |

| 3 мая 2017 19:30 | Питтсбург Пингвинз | 3 : 2 (1:0, 2:2, 0:0) | Вашингтон Кэпиталз | PPG Paints-арена Зрителей: 18 617 |

| Отчёт | Отчёт                         | Отчёт                                                                                               | Отчёт          | Отчёт                                                                        |
| --- | ----------------------------- | --------------------------------------------------------------------------------------------------- | -------------- | ---------------------------------------------------------------------------- |
| |                               | |                |                                                                              |
| | Марк-Андре Флёри              | Вратари                                                                                             | Брэйден Холтби | Судьи: Келли Сазерленд Стив Козари Линейные судьи: Мишель Кормье Стив Миллер |
| | Голы:                         | |                | Судьи: Келли Сазерленд Стив Козари Линейные судьи: Мишель Кормье Стив Миллер |
| Патрик Хёрнквист — 04:39 (О. Мяяття, М. Каллен) Джейк Генцел — 23:51 Джастин Шульц (бол.) — 31:24 (Е. Малкин, Дж. Генцел) | 1 : 0 2 : 0 2 : 1 2 : 2 3 : 2 | 27:21 — Евгений Кузнецов (Дж. Уильямс, М. Юханссон) 28:33 — Нэйт Шмидт (Ти Джей Оши, К. Шаттенкирк) |                | Судьи: Келли Сазерленд Стив Козари Линейные судьи: Мишель Кормье Стив Миллер |
| |                               | |                | Судьи: Келли Сазерленд Стив Козари Линейные судьи: Мишель Кормье Стив Миллер |
| |                               | |                | Судьи: Келли Сазерленд Стив Козари Линейные судьи: Мишель Кормье Стив Миллер |
| |                               | |                | Судьи: Келли Сазерленд Стив Козари Линейные судьи: Мишель Кормье Стив Миллер |
| 12 мин | Штраф                         | 14 мин                                                                                              |                | Судьи: Келли Сазерленд Стив Козари Линейные судьи: Мишель Кормье Стив Миллер |
| |                               | |                |                                                                              |
| | 19                            | Броски                                                                                              | 38             |                                                                              |

| 6 мая 2017 19:15 | Вашингтон Кэпиталз | 4 : 2 (1:1, 0:1, 3:0) | Питтсбург Пингвинз | Верайзон-центр Зрителей: 18 506 |

| Отчёт | Отчёт                           | Отчёт                                                                                        | Отчёт            | Отчёт                                                                       |
| --- | ------------------------------- | -------------------------------------------------------------------------------------------- | ---------------- | --------------------------------------------------------------------------- |
| |                                 |                                                                                              |                  |                                                                             |
| | Брэйден Холтби                  | Вратари                                                                                      | Марк-Андре Флёри | Судьи: Фрэнсис Шаррон Уэс Макколи Линейные судьи: Стив Бартон Джонни Мюррей |
| | Голы:                           |                                                                                              |                  | Судьи: Фрэнсис Шаррон Уэс Макколи Линейные судьи: Стив Бартон Джонни Мюррей |
| Андре Бураковски — 19:30 (К. Шаттенкирк, Л. Эллер) Никлас Бекстрём — 42:49 (А. Бураковски) Евгений Кузнецов — 47:20 (М. Юханссон, Дж. Карлсон) Александр Овечкин — 47:47 (Л. Эллер, Н. Шмидт) | 0 : 1 : 1 1 : 2 : 2 3 : 2 4 : 2 | 10:24 — Карл Хагелин (Н. Бонино, Р. Хэйнси) 24:20 — Фил Кессел (бол.) (Е. Малкин, С. Кросби) |                  | Судьи: Фрэнсис Шаррон Уэс Макколи Линейные судьи: Стив Бартон Джонни Мюррей |
| |                                 |                                                                                              |                  | Судьи: Фрэнсис Шаррон Уэс Макколи Линейные судьи: Стив Бартон Джонни Мюррей |
| |                                 |                                                                                              |                  | Судьи: Фрэнсис Шаррон Уэс Макколи Линейные судьи: Стив Бартон Джонни Мюррей |
| |                                 |                                                                                              |                  | Судьи: Фрэнсис Шаррон Уэс Макколи Линейные судьи: Стив Бартон Джонни Мюррей |
| 4 мин | Штраф                           | 6 мин                                                                                        |                  | Судьи: Фрэнсис Шаррон Уэс Макколи Линейные судьи: Стив Бартон Джонни Мюррей |
| |                                 |                                                                                              |                  |                                                                             |
| | 32                              | Броски                                                                                       | 22               |                                                                             |

| 8 мая 2017 19:30 | Питтсбург Пингвинз | 2 : 5 (0:1, 0:1, 2:3) | Вашингтон Кэпиталз | PPG Paints-арена Зрителей: 18 594 |

| Отчёт                                                                         | Отчёт                                     | Отчёт | Отчёт          | Отчёт                                                                        |
| ----------------------------------------------------------------------------- | ----------------------------------------- | --- | -------------- | ---------------------------------------------------------------------------- |
|                                                                               |                                           | |                |                                                                              |
|                                                                               | Марк-Андре Флёри                          | Вратари | Брэйден Холтби | Судьи: Крис Руни Франсуа Сан-Лоран Линейные судьи: Мишель Кормье Стив Миллер |
|                                                                               | Голы:                                     | |                | Судьи: Крис Руни Франсуа Сан-Лоран Линейные судьи: Мишель Кормье Стив Миллер |
| Джейк Генцел — 56:38 (С. Кросби) Евгений Малкин — 57:30 (К. Шири, Б. Дюмулин) | 0 : 1 0 : 2 0 : 3 0 : 4 0 : 5 1 : 5 2 : 5 | 12:41 — Ти Джей Оши (бол.) (Е. Кузнецов, Н. Бекстрём) 26:36 — Андре Бураковски 40:16 — Никлас Бекстрём (Ти Джей Оши, Д. Орлов) 51:17 — Джон Карлсон (бол.) (М. Нисканен, Е. Кузнецов) 52:29 — Андре Бураковски |                | Судьи: Крис Руни Франсуа Сан-Лоран Линейные судьи: Мишель Кормье Стив Миллер |
|                                                                               |                                           | |                | Судьи: Крис Руни Франсуа Сан-Лоран Линейные судьи: Мишель Кормье Стив Миллер |
|                                                                               |                                           | |                | Судьи: Крис Руни Франсуа Сан-Лоран Линейные судьи: Мишель Кормье Стив Миллер |
|                                                                               |                                           | |                | Судьи: Крис Руни Франсуа Сан-Лоран Линейные судьи: Мишель Кормье Стив Миллер |
| 10 мин                                                                        | Штраф                                     | 8 мин |                | Судьи: Крис Руни Франсуа Сан-Лоран Линейные судьи: Мишель Кормье Стив Миллер |
|                                                                               |                                           | |                |                                                                              |
|                                                                               | 18                                        | Броски | 26             |                                                                              |

| 10 мая 2017 19:30 | Вашингтон Кэпиталз | 0 : 2 (0:0, 0:1, 0:1) | Питтсбург Пингвинз | Верайзон-центр Зрителей: 18 506 |

| Отчёт | Отчёт          | Отчёт                                                                            | Отчёт            | Отчёт                                                                      |
| ----- | -------------- | -------------------------------------------------------------------------------- | ---------------- | -------------------------------------------------------------------------- |
|       |                |                                                                                  |                  |                                                                            |
|       | Брэйден Холтби | Вратари                                                                          | Марк-Андре Флёри | Судьи: Дэн О’Хэллоран Кевин Поллок Линейные судьи: Брэд Ковачик Шейн Хейер |
|       | Голы:          |                                                                                  |                  | Судьи: Дэн О’Хэллоран Кевин Поллок Линейные судьи: Брэд Ковачик Шейн Хейер |
|       | 0 : 1 0 : 2    | 28:49 — Брайан Раст (Дж. Генцел, С. Кросби) 44:14 — Патрик Хёрнквист (Дж. Шульц) |                  | Судьи: Дэн О’Хэллоран Кевин Поллок Линейные судьи: Брэд Ковачик Шейн Хейер |
|       |                |                                                                                  |                  | Судьи: Дэн О’Хэллоран Кевин Поллок Линейные судьи: Брэд Ковачик Шейн Хейер |
|       |                |                                                                                  |                  | Судьи: Дэн О’Хэллоран Кевин Поллок Линейные судьи: Брэд Ковачик Шейн Хейер |
|       |                |                                                                                  |                  | Судьи: Дэн О’Хэллоран Кевин Поллок Линейные судьи: Брэд Ковачик Шейн Хейер |
| 9 мин | Штраф          | 9 мин                                                                            |                  | Судьи: Дэн О’Хэллоран Кевин Поллок Линейные судьи: Брэд Ковачик Шейн Хейер |
|       |                |                                                                                  |                  |                                                                            |
|       | 29             | Броски                                                                           | 28               |                                                                            |

### Западная конференция

#### «Сент-Луис Блюз» (Ц3) — «Нэшвилл Предаторз» (УК)
«Сент-Луис Блюз» и «Нэшвилл Предаторз» ранее никогда не встречались в плей-офф. В регулярном чемпионате 2016/17 команды провели между собой пять матчей, в трёх из которых сильнее оказывался «Нэшвилл».
«Нэшвилл» выиграл серию в шести матчах и впервые в своей истории вышел в финал конференции. За два раунда плей-офф «Предаторз» не проиграли ни одной игры на домашней площадке.
| 26 апреля 2017 20:00 | Сент-Луис Блюз | 3 : 4 (0:1, 1:2, 2:1) | Нэшвилл Предаторз | Скоттрэйд-центр Зрителей: 19 154 |

| Отчёт | Отчёт                                     | Отчёт | Отчёт       | Отчёт                                                                        |
| --- | ----------------------------------------- | --- | ----------- | ---------------------------------------------------------------------------- |
| |                                           | |             |                                                                              |
| | Джейк Аллен                               | Вратари | Пекка Ринне | Судьи: Крис Руни Франсуа Сан-Лоран Линейные судьи: Джонни Мюррей Стив Бартон |
| | Голы:                                     | |             | Судьи: Крис Руни Франсуа Сан-Лоран Линейные судьи: Джонни Мюррей Стив Бартон |
| Колтон Парайко — 28:04 (Дж. Эдмундсон, К. Бродзяк) Джейден Шварц — 46:48 (П. Штястны, Дж. Эдмундсон) Владимир Соботка — 49:22 (М. Пяяйарви) | 0 : 1 0 : 2 1 : 2 1 : 3 2 : 3 3 : 3 3 : 4 | 11:24 — Колин Уилсон (бол.) (Пи-Кей Суббан, Р. Эллис) 22:22 — Пи-Кей Суббан (Р. Джохансен) 32:11 — Филип Форсберг (бол.) (Пи-Кей Суббан, Р. Йоси) 54:55 — Вернон Фиддлер (О. Уотсон) |             | Судьи: Крис Руни Франсуа Сан-Лоран Линейные судьи: Джонни Мюррей Стив Бартон |
| |                                           | |             | Судьи: Крис Руни Франсуа Сан-Лоран Линейные судьи: Джонни Мюррей Стив Бартон |
| |                                           | |             | Судьи: Крис Руни Франсуа Сан-Лоран Линейные судьи: Джонни Мюррей Стив Бартон |
| |                                           | |             | Судьи: Крис Руни Франсуа Сан-Лоран Линейные судьи: Джонни Мюррей Стив Бартон |
| 8 мин | Штраф                                     | 4 мин |             | Судьи: Крис Руни Франсуа Сан-Лоран Линейные судьи: Джонни Мюррей Стив Бартон |
| |                                           | |             |                                                                              |
| | 30                                        | Броски | 32          |                                                                              |

| 28 апреля 2017 20:00 | Сент-Луис Блюз | 3 : 2 (1:1, 0:0, 2:1) | Нэшвилл Предаторз | Скоттрэйд-центр Зрителей: 19 506 |

| Отчёт | Отчёт                     | Отчёт                                                         | Отчёт       | Отчёт                                                                         |
| --- | ------------------------- | ------------------------------------------------------------- | ----------- | ----------------------------------------------------------------------------- |
| |                           |                                                               |             |                                                                               |
| | Джейк Аллен               | Вратари                                                       | Пекка Ринне | Судьи: Келли Сазерленд Стив Козари Линейные судьи: Пьер Расико Мэтт Макферсон |
| | Голы:                     |                                                               |             | Судьи: Келли Сазерленд Стив Козари Линейные судьи: Пьер Расико Мэтт Макферсон |
| Владимир Тарасенко (бол.) — 19:40 (А. Пьетранджело, А. Стин) Йори Лехтеря — 47:39 (П. Берглунд, К. Парайко) Владимир Тарасенко — 56:09 (Дж. Эдмундсон, Дж. Шварц) | 0 : 1 : 1 1 : 2 : 2 3 : 2 | 07:49 — Джеймс Нил (К. Сиссонс, Р. Эллис) 43:07 — Райан Эллис |             | Судьи: Келли Сазерленд Стив Козари Линейные судьи: Пьер Расико Мэтт Макферсон |
| |                           |                                                               |             | Судьи: Келли Сазерленд Стив Козари Линейные судьи: Пьер Расико Мэтт Макферсон |
| |                           |                                                               |             | Судьи: Келли Сазерленд Стив Козари Линейные судьи: Пьер Расико Мэтт Макферсон |
| |                           |                                                               |             | Судьи: Келли Сазерленд Стив Козари Линейные судьи: Пьер Расико Мэтт Макферсон |
| 2 мин | Штраф                     | 23 мин                                                        |             | Судьи: Келли Сазерленд Стив Козари Линейные судьи: Пьер Расико Мэтт Макферсон |
| |                           |                                                               |             |                                                                               |
| | 20                        | Броски                                                        | 24          |                                                                               |

| 30 апреля 2017 15:00 | Нэшвилл Предаторз | 3 : 1 (1:0, 1:1, 1:0) | Сент-Луис Блюз | Бриджстоун-арена Зрителей: 17 220 |

| Отчёт | Отчёт                   | Отчёт                                                | Отчёт       | Отчёт                                                                      |
| --- | ----------------------- | ---------------------------------------------------- | ----------- | -------------------------------------------------------------------------- |
| |                         |                                                      |             |                                                                            |
| | Пекка Ринне             | Вратари                                              | Джейк Аллен | Судьи: Фрэнсис Шаррон Уэс Макколи Линейные судьи: Брайан Мёрфи Скотт Черри |
| | Голы:                   |                                                      |             | Судьи: Фрэнсис Шаррон Уэс Макколи Линейные судьи: Брайан Мёрфи Скотт Черри |
| Райан Эллис — 10:34 (Ф. Форсберг, Пи-Кей Суббан) Коди Маклауд — 22:29 (К. Сиссонс, М. Экхольм) Роман Йоси — 54:11 (К. Сиссонс, Г. Золнерчик) | 1 : 0 2 : 0 2 : 1 3 : 1 | 32:59 — Александр Стин (А. Пьетранджело, В. Соботка) |             | Судьи: Фрэнсис Шаррон Уэс Макколи Линейные судьи: Брайан Мёрфи Скотт Черри |
| |                         |                                                      |             | Судьи: Фрэнсис Шаррон Уэс Макколи Линейные судьи: Брайан Мёрфи Скотт Черри |
| |                         |                                                      |             | Судьи: Фрэнсис Шаррон Уэс Макколи Линейные судьи: Брайан Мёрфи Скотт Черри |
| |                         |                                                      |             | Судьи: Фрэнсис Шаррон Уэс Макколи Линейные судьи: Брайан Мёрфи Скотт Черри |
| 8 мин | Штраф                   | 12 мин                                               |             | Судьи: Фрэнсис Шаррон Уэс Макколи Линейные судьи: Брайан Мёрфи Скотт Черри |
| |                         |                                                      |             |                                                                            |
| | 34                      | Броски                                               | 23          |                                                                            |

| 2 мая 2017 21:30 | Нэшвилл Предаторз | 2 : 1 (0:0, 0:0, 2:1) | Сент-Луис Блюз | Бриджстоун-арена Зрителей: 17 273 |

| Отчёт                                                     | Отчёт             | Отчёт                                          | Отчёт       | Отчёт                                                                |
| --------------------------------------------------------- | ----------------- | ---------------------------------------------- | ----------- | -------------------------------------------------------------------- |
|                                                           |                   |                                                |             |                                                                      |
|                                                           | Пекка Ринне       | Вратари                                        | Джейк Аллен | Судьи: Дэн О’Рурк Жан Эбер Линейные судьи: Дерек Амелл Брайан Панкич |
|                                                           | Голы:             |                                                |             | Судьи: Дэн О’Рурк Жан Эбер Линейные судьи: Дерек Амелл Брайан Панкич |
| Райан Эллис (бол.) — 45:09 (К. Уилсон) Джеймс Нил — 53:03 | 1 : 0 2 : 0 2 : 1 | 56:11 — Джоэль Эдмундсон (А. Стин, Й. Лехтеря) |             | Судьи: Дэн О’Рурк Жан Эбер Линейные судьи: Дерек Амелл Брайан Панкич |
|                                                           |                   |                                                |             | Судьи: Дэн О’Рурк Жан Эбер Линейные судьи: Дерек Амелл Брайан Панкич |
|                                                           |                   |                                                |             | Судьи: Дэн О’Рурк Жан Эбер Линейные судьи: Дерек Амелл Брайан Панкич |
|                                                           |                   |                                                |             | Судьи: Дэн О’Рурк Жан Эбер Линейные судьи: Дерек Амелл Брайан Панкич |
| 10 мин                                                    | Штраф             | 14 мин                                         |             | Судьи: Дэн О’Рурк Жан Эбер Линейные судьи: Дерек Амелл Брайан Панкич |
|                                                           |                   |                                                |             |                                                                      |
|                                                           | 25                | Броски                                         | 33          |                                                                      |

| 5 мая 2017 20:00 | Сент-Луис Блюз | 2 : 1 (0:0, 1:1, 1:0) | Нэшвилл Предаторз | Скоттрэйд-центр Зрителей: 19 168 |

| Отчёт                                                                                  | Отчёт             | Отчёт                                              | Отчёт       | Отчёт                                                                   |
| -------------------------------------------------------------------------------------- | ----------------- | -------------------------------------------------- | ----------- | ----------------------------------------------------------------------- |
|                                                                                        |                   |                                                    |             |                                                                         |
|                                                                                        | Джейк Аллен       | Вратари                                            | Пекка Ринне | Судьи: Брэд Майер Брэд Уотсон Линейные судьи: Мишель Кормье Стив Миллер |
|                                                                                        | Голы:             |                                                    |             | Судьи: Брэд Майер Брэд Уотсон Линейные судьи: Мишель Кормье Стив Миллер |
| Дмитрий Яшкин — 25:43 (А. Пьетранджело, В. Соботка) Джейден Шварц — 40:25 (К. Парайко) | 1 : 0 1 : 1 2 : 1 | 33:50 — Джеймс Нил (бол.) (Пи-Кей Суббан, Р. Йоси) |             | Судьи: Брэд Майер Брэд Уотсон Линейные судьи: Мишель Кормье Стив Миллер |
|                                                                                        |                   |                                                    |             | Судьи: Брэд Майер Брэд Уотсон Линейные судьи: Мишель Кормье Стив Миллер |
|                                                                                        |                   |                                                    |             | Судьи: Брэд Майер Брэд Уотсон Линейные судьи: Мишель Кормье Стив Миллер |
|                                                                                        |                   |                                                    |             | Судьи: Брэд Майер Брэд Уотсон Линейные судьи: Мишель Кормье Стив Миллер |
| 6 мин                                                                                  | Штраф             | 10 мин                                             |             | Судьи: Брэд Майер Брэд Уотсон Линейные судьи: Мишель Кормье Стив Миллер |
|                                                                                        |                   |                                                    |             |                                                                         |
|                                                                                        | 32                | Броски                                             | 22          |                                                                         |

| 7 мая 2017 15:00 | Нэшвилл Предаторз | 3 : 1 (0:1, 1:0, 2:0) | Сент-Луис Блюз | Бриджстоун-арена Зрителей: 17 240 |

| Отчёт | Отчёт                 | Отчёт                                         | Отчёт       | Отчёт                                                                      |
| --- | --------------------- | --------------------------------------------- | ----------- | -------------------------------------------------------------------------- |
| |                       |                                               |             |                                                                            |
| | Пекка Ринне           | Вратари                                       | Джейк Аллен | Судьи: Дэн О’Хэллоран Кевин Поллок Линейные судьи: Брэд Ковачик Шейн Хейер |
| | Голы:                 |                                               |             | Судьи: Дэн О’Хэллоран Кевин Поллок Линейные судьи: Брэд Ковачик Шейн Хейер |
| Роман Йоси — 20:35 (М. Экхольм, Р. Джохансен) Райан Джохансен — 43:15 (В. Арвидссон, Ф. Форсберг) Калле Йернкрук (п.в.) — 59:00 (Р. Йоси, П. Ринне) | 0 : 1 : 1 2 : 1 3 : 1 | 02:04 — Пол Штястны (В. Тарасенко, Дж. Шварц) |             | Судьи: Дэн О’Хэллоран Кевин Поллок Линейные судьи: Брэд Ковачик Шейн Хейер |
| |                       |                                               |             | Судьи: Дэн О’Хэллоран Кевин Поллок Линейные судьи: Брэд Ковачик Шейн Хейер |
| |                       |                                               |             | Судьи: Дэн О’Хэллоран Кевин Поллок Линейные судьи: Брэд Ковачик Шейн Хейер |
| |                       |                                               |             | Судьи: Дэн О’Хэллоран Кевин Поллок Линейные судьи: Брэд Ковачик Шейн Хейер |
| 2 мин | Штраф                 | 8 мин                                         |             | Судьи: Дэн О’Хэллоран Кевин Поллок Линейные судьи: Брэд Ковачик Шейн Хейер |
| |                       |                                               |             |                                                                            |
| | 18                    | Броски                                        | 24          |                                                                            |

#### «Анахайм Дакс» (Т1) — «Эдмонтон Ойлерз» (Т2)
Единственная встреча между «Анахаймом» и «Эдмонтоном» состоялась в финале Западной конференции 2006 года и закончилась победой «Ойлерз» в пяти матчах. В регулярном чемпионате 2016/17 «Эдмонтон» выиграл у «Дакс» три матча из пяти.
«Анахайм» выиграл серию в семи матчах. В первых четырёх матчах серии победы одерживали исключительно гости. Капитан «Дакс» Райан Гецлаф забив дважды в матче № 4, вышел на первое место в клубе по количеству голов в плей-офф, обойдя Теему Селянне. В следующем матче менее чем за 3:16 минуты до финальной сирены, «Эдмонтон» вёл со счётом 3:0, однако «Анахайм», заменив вратаря на шестого полевого игрока, смог трижды поразить ворота Кэма Тэлбота и перевести игру в дополнительное время, где во втором овертайме победу «уткам» принёс точный бросок Кори Перри. Шестой матч серии закончился крупной победой «Ойлерз» со счётом 7:1 и победитель серии выявлялся в седьмой игре, где сильнее оказались хоккеисты из Анахайма.
| 26 апреля 2017 22:30 | Анахайм Дакс | 3 : 5 (0:0, 1:1, 2:4) | Эдмонтон Ойлерз | Хонда-центр Зрителей: 17 174 |

| Отчёт | Отчёт                                         | Отчёт | Отчёт      | Отчёт                                                                    |
| --- | --------------------------------------------- | --- | ---------- | ------------------------------------------------------------------------ |
| |                                               | |            |                                                                          |
| | Джон Гибсон                                   | Вратари | Кэм Тэлбот | Судьи: Брэд Майер Брэд Уотсон Линейные судьи: Пьер Расико Мэтт Макферсон |
| | Голы:                                         | |            | Судьи: Брэд Майер Брэд Уотсон Линейные судьи: Пьер Расико Мэтт Макферсон |
| Райан Гецлаф (бол.) — 20:37 (К. Фаулер, Р. Кеслер) Патрик Ивз — 49:22 (Р. Гецлаф, Б. Монтур) Якоб Сильверберг — 50:47 (Э. Коглиано, Р. Кеслер) | 1 : 0 1 : 1 : 2 1 : 3 2 : 3 3 : 3 3 : 4 3 : 5 | 26:22 — Марк Летестю (бол.) (Р. Нюджент-Хопкинс, Л. Драйзайтль) 46:23 — Марк Летестю (бол.) (Л. Драйзайтль, К. Макдэвид) 48:03 — Адам Ларссон (Л. Драйзайтль, П. Марун) 55:20 — Адам Ларссон (О. Клефбом, П. Марун) 58:55 — Леон Драйзайтль (п.в.) (М. Лучич, А. Ларссон) |            | Судьи: Брэд Майер Брэд Уотсон Линейные судьи: Пьер Расико Мэтт Макферсон |
| |                                               | |            | Судьи: Брэд Майер Брэд Уотсон Линейные судьи: Пьер Расико Мэтт Макферсон |
| |                                               | |            | Судьи: Брэд Майер Брэд Уотсон Линейные судьи: Пьер Расико Мэтт Макферсон |
| |                                               | |            | Судьи: Брэд Майер Брэд Уотсон Линейные судьи: Пьер Расико Мэтт Макферсон |
| 16 мин | Штраф                                         | 12 мин |            | Судьи: Брэд Майер Брэд Уотсон Линейные судьи: Пьер Расико Мэтт Макферсон |
| |                                               | |            |                                                                          |
| | 36                                            | Броски | 32         |                                                                          |

| 28 апреля 2017 22:30 | Анахайм Дакс | 1 : 2 (0:1, 1:1, 0:0) | Эдмонтон Ойлерз | Хонда-центр Зрителей: 17 174 |

| Отчёт                                                  | Отчёт             | Отчёт                                                                              | Отчёт      | Отчёт                                                                       |
| ------------------------------------------------------ | ----------------- | ---------------------------------------------------------------------------------- | ---------- | --------------------------------------------------------------------------- |
|                                                        |                   |                                                                                    |            |                                                                             |
|                                                        | Джон Гибсон       | Вратари                                                                            | Кэм Тэлбот | Судьи: Фрэнсис Шаррон Уэс Макколи Линейные судьи: Джонни Мюррей Стив Бартон |
|                                                        | Голы:             |                                                                                    |            | Судьи: Фрэнсис Шаррон Уэс Макколи Линейные судьи: Джонни Мюррей Стив Бартон |
| Якоб Сильверберг (бол.) — 35:34 (К. Фаулер, Р. Кеслер) | 0 : 1 0 : 2 1 : 2 | 01:05 — Андрей Секера 26:41 — Патрик Марун (бол.) (Дж. Эберле, Р. Нюджент-Хопкинс) |            | Судьи: Фрэнсис Шаррон Уэс Макколи Линейные судьи: Джонни Мюррей Стив Бартон |
|                                                        |                   |                                                                                    |            | Судьи: Фрэнсис Шаррон Уэс Макколи Линейные судьи: Джонни Мюррей Стив Бартон |
|                                                        |                   |                                                                                    |            | Судьи: Фрэнсис Шаррон Уэс Макколи Линейные судьи: Джонни Мюррей Стив Бартон |
|                                                        |                   |                                                                                    |            | Судьи: Фрэнсис Шаррон Уэс Макколи Линейные судьи: Джонни Мюррей Стив Бартон |
| 8 мин                                                  | Штраф             | 8 мин                                                                              |            | Судьи: Фрэнсис Шаррон Уэс Макколи Линейные судьи: Джонни Мюррей Стив Бартон |
|                                                        |                   |                                                                                    |            |                                                                             |
|                                                        | 40                | Броски                                                                             | 23         |                                                                             |

| 30 апреля 2017 19:00 | Эдмонтон Ойлерз | 3 : 6 (1:3, 2:1, 0:2) | Анахайм Дакс | Роджерс Плэйс Зрителей: 18 347 |

| Отчёт | Отчёт                                                 | Отчёт | Отчёт       | Отчёт                                                                        |
| --- | ----------------------------------------------------- | --- | ----------- | ---------------------------------------------------------------------------- |
| |                                                       | |             |                                                                              |
| | Кэм Тэлбот                                            | Вратари | Джон Гибсон | Судьи: Стив Козари Келли Сазерленд Линейные судьи: Мишель Кормье Стив Миллер |
| | Голы:                                                 | |             | Судьи: Стив Козари Келли Сазерленд Линейные судьи: Мишель Кормье Стив Миллер |
| Патрик Марун — 19:20 (К. Расселл, Л. Драйзайтль) Антон Слепышев — 21:28 (Д. Деарне, К. Расселл) Коннор Макдэвид — 28:40 | 0 : 1 0 : 2 0 : 3 1 : 3 2 : 3 3 : 3 3 : 4 3 : 5 3 : 6 | 00:25 — Рикард Ракелль (Р. Гецлаф, Б. Монтур) 05:33 — Якоб Сильверберг (Х. Линдхольм) 11:51 — Райан Гецлаф 29:28 — Крис Вагнер (Дж. Мэнсон, Ш. Теодор) 44:56 — Якоб Сильверберг (Дж. Мэнсон, Ш. Теодор) 50:38 — Райан Кеслер (Я. Сильверберг) |             | Судьи: Стив Козари Келли Сазерленд Линейные судьи: Мишель Кормье Стив Миллер |
| |                                                       | |             | Судьи: Стив Козари Келли Сазерленд Линейные судьи: Мишель Кормье Стив Миллер |
| |                                                       | |             | Судьи: Стив Козари Келли Сазерленд Линейные судьи: Мишель Кормье Стив Миллер |
| |                                                       | |             | Судьи: Стив Козари Келли Сазерленд Линейные судьи: Мишель Кормье Стив Миллер |
| 10 мин | Штраф                                                 | 8 мин |             | Судьи: Стив Козари Келли Сазерленд Линейные судьи: Мишель Кормье Стив Миллер |
| |                                                       | |             |                                                                              |
| | 27                                                    | Броски | 28          |                                                                              |

| 3 мая 2017 22:00 | Эдмонтон Ойлерз | 3 : 4 (ОТ) (2:0, 0:3, 1:0, 0:1) | Анахайм Дакс | Роджерс Плэйс Зрителей: 18 347 |

| Отчёт | Отчёт                                 | Отчёт | Отчёт       | Отчёт                                                                       |
| --- | ------------------------------------- | --- | ----------- | --------------------------------------------------------------------------- |
| |                                       | |             |                                                                             |
| | Кэм Тэлбот                            | Вратари | Джон Гибсон | Судьи: Кевин Поллок Дэн О’Хэллоран Линейные судьи: Скотт Черри Брайан Мёрфи |
| | Голы:                                 | |             | Судьи: Кевин Поллок Дэн О’Хэллоран Линейные судьи: Скотт Черри Брайан Мёрфи |
| Милан Лучич (бол.) — 15:38 (Л. Драйзайтль, М. Летестю) Коннор Макдэвид — 17:43 (Л. Драйзайтль, П. Марун) Дрейк Каджула — 58:18 (Р. Нюджент-Хопкинс, П. Марун) | 1 : 0 2 : 0 2 : 1 2 : 2 : 3 : 3 3 : 4 | 21:37 — Райан Гецлаф (Б. Монтур) 25:33 — Рикард Ракелль (Р. Гецлаф, К. Перри) 34:25 — Райан Гецлаф 60:45 — Якоб Сильверберг (Р. Гецлаф) |             | Судьи: Кевин Поллок Дэн О’Хэллоран Линейные судьи: Скотт Черри Брайан Мёрфи |
| |                                       | |             | Судьи: Кевин Поллок Дэн О’Хэллоран Линейные судьи: Скотт Черри Брайан Мёрфи |
| |                                       | |             | Судьи: Кевин Поллок Дэн О’Хэллоран Линейные судьи: Скотт Черри Брайан Мёрфи |
| |                                       | |             | Судьи: Кевин Поллок Дэн О’Хэллоран Линейные судьи: Скотт Черри Брайан Мёрфи |
| 8 мин | Штраф                                 | 6 мин |             | Судьи: Кевин Поллок Дэн О’Хэллоран Линейные судьи: Скотт Черри Брайан Мёрфи |
| |                                       | |             |                                                                             |
| | 32                                    | Броски | 39          |                                                                             |

| 5 мая 2017 22:30 | Анахайм Дакс | 4 : 3 (2ОТ) (0:0, 0:3, 3:0, 0:0, 1:0) | Эдмонтон Ойлерз | Хонда-центр Зрителей: 17 358 |

| Отчёт | Отчёт                                     | Отчёт | Отчёт      | Отчёт                                                                       |
| --- | ----------------------------------------- | --- | ---------- | --------------------------------------------------------------------------- |
| |                                           | |            |                                                                             |
| | Джон Гибсон                               | Вратари | Кэм Тэлбот | Судьи: Крис Руни Франсуа Сан-Лоран Линейные судьи: Скотт Черри Брайан Мёрфи |
| | Голы:                                     | |            | Судьи: Крис Руни Франсуа Сан-Лоран Линейные судьи: Скотт Черри Брайан Мёрфи |
| Райан Гецлаф — 56:44 (Я. Сильверберг, Р. Кеслер) Кэм Фаулер — 57:19 (Я. Сильверберг, К. Перри) Рикард Ракелль — 59:45 (К. Перри, К. Фаулер) Кори Перри — 86:57 (Р. Гецлаф, Р. Ракелль) | 0 : 1 0 : 2 0 : 3 1 : 3 2 : 3 3 : 3 4 : 3 | 20:15 — Леон Драйзайтль (О. Клефбом, А. Ларссон) 22:55 — Коннор Макдэвид (бол.) (М. Летестю, Р. Нюджент-Хопкинс) 32:28 — Дрейк Каджула (К. Макдэвид, К. Расселл) |            | Судьи: Крис Руни Франсуа Сан-Лоран Линейные судьи: Скотт Черри Брайан Мёрфи |
| |                                           | |            | Судьи: Крис Руни Франсуа Сан-Лоран Линейные судьи: Скотт Черри Брайан Мёрфи |
| |                                           | |            | Судьи: Крис Руни Франсуа Сан-Лоран Линейные судьи: Скотт Черри Брайан Мёрфи |
| |                                           | |            | Судьи: Крис Руни Франсуа Сан-Лоран Линейные судьи: Скотт Черри Брайан Мёрфи |
| 23 мин | Штраф                                     | 25 мин |            | Судьи: Крис Руни Франсуа Сан-Лоран Линейные судьи: Скотт Черри Брайан Мёрфи |
| |                                           | |            |                                                                             |
| | 64                                        | Броски | 38         |                                                                             |

| 7 мая 2017 19:00 | Эдмонтон Ойлерз | 7 : 1 (5:0, 2:1, 0:0) | Анахайм Дакс | Роджерс Плэйс Зрителей: 18 347 |

| Отчёт | Отчёт                                           | Отчёт                                        | Отчёт                                                   | Отчёт                                                                |
| --- | ----------------------------------------------- | -------------------------------------------- | ------------------------------------------------------- | -------------------------------------------------------------------- |
| |                                                 |                                              |                                                         |                                                                      |
| | Кэм Тэлбот                                      | Вратари                                      | 00:00-08:25 — Джон Гибсон 08:25-60:00 — Джонатан Бернье | Судьи: Жан Эбер Дэн О’Рурк Линейные судьи: Дерек Амелл Брайан Панкич |
| | Голы:                                           |                                              |                                                         | Судьи: Жан Эбер Дэн О’Рурк Линейные судьи: Дерек Амелл Брайан Панкич |
| Леон Драйзайтль — 02:45 (А. Ларссон) Леон Драйзайтль — 07:22 (М. Лучич, Д. Нерс) Зак Кассиан — 08:25 (М. Летестю, Г. Рейнхарт) Марк Летестю — 11:39 (К. Расселл, Д. Деарне) Марк Летестю (бол.) — 18:49 (М. Беннинг, Л. Драйзайтль) Антон Слепышев — 20:45 (П. Марун, Л. Драйзайтль) Леон Драйзайтль (бол.) — 35:27 (М. Лучич, М. Летестю) | 1 : 0 2 : 0 3 : 0 4 : 0 5 : 0 6 : 0 6 : 1 7 : 1 | 28:56 — Рикард Ракелль (К. Перри, К. Фаулер) |                                                         | Судьи: Жан Эбер Дэн О’Рурк Линейные судьи: Дерек Амелл Брайан Панкич |
| |                                                 |                                              |                                                         | Судьи: Жан Эбер Дэн О’Рурк Линейные судьи: Дерек Амелл Брайан Панкич |
| |                                                 |                                              |                                                         | Судьи: Жан Эбер Дэн О’Рурк Линейные судьи: Дерек Амелл Брайан Панкич |
| |                                                 |                                              |                                                         | Судьи: Жан Эбер Дэн О’Рурк Линейные судьи: Дерек Амелл Брайан Панкич |
| 33 мин | Штраф                                           | 51 мин                                       |                                                         | Судьи: Жан Эбер Дэн О’Рурк Линейные судьи: Дерек Амелл Брайан Панкич |
| |                                                 |                                              |                                                         |                                                                      |
| | 35                                              | Броски                                       | 35                                                      |                                                                      |

| 10 мая 2017 22:00 | Анахайм Дакс | 2 : 1 (0:1, 1:0, 1:0) | Эдмонтон Ойлерз | Хонда-центр Зрителей: 17 407 |

| Отчёт                                                                                  | Отчёт           | Отчёт                 | Отчёт      | Отчёт                                                                         |
| -------------------------------------------------------------------------------------- | --------------- | --------------------- | ---------- | ----------------------------------------------------------------------------- |
|                                                                                        |                 |                       |            |                                                                               |
|                                                                                        | Джон Гибсон     | Вратари               | Кэм Тэлбот | Судьи: Уэс Макколи Келли Сазерленд Линейные судьи: Мэтт Макферсон Пьер Расико |
|                                                                                        | Голы:           |                       |            | Судьи: Уэс Макколи Келли Сазерленд Линейные судьи: Мэтт Макферсон Пьер Расико |
| Эндрю Коглиано — 28:55 (Р. Кеслер, Б. Монтур) Ник Ритчи — 43:21 (С. Ватанен, К. Перри) | 0 : 1 : 1 2 : 1 | 03:31 — Дрейк Каджула |            | Судьи: Уэс Макколи Келли Сазерленд Линейные судьи: Мэтт Макферсон Пьер Расико |
|                                                                                        |                 |                       |            | Судьи: Уэс Макколи Келли Сазерленд Линейные судьи: Мэтт Макферсон Пьер Расико |
|                                                                                        |                 |                       |            | Судьи: Уэс Макколи Келли Сазерленд Линейные судьи: Мэтт Макферсон Пьер Расико |
|                                                                                        |                 |                       |            | Судьи: Уэс Макколи Келли Сазерленд Линейные судьи: Мэтт Макферсон Пьер Расико |
| 2 мин                                                                                  | Штраф           | 2 мин                 |            | Судьи: Уэс Макколи Келли Сазерленд Линейные судьи: Мэтт Макферсон Пьер Расико |
|                                                                                        |                 |                       |            |                                                                               |
|                                                                                        | 30              | Броски                | 24         |                                                                               |

## Финалы конференций
Начало матчей указано по Североамериканскому восточному времени (UTC-4).

### Финал Восточной конференции

#### «Питтсбург Пингвинз» (С2) — «Оттава Сенаторз» (А2)
Пятая встреча между «Питтсбург Пингвинз» и «Оттавой Сенаторз» в плей-офф. Из предыдущих четырёх, в трёх победу одержали «Пингвинз». Последняя встреча состоялась в полуфинале Восточной конференции 2013 и завершилась победой «Питтсбурга» со счётом 4—1. Из трёх проведённых между собой матчей регулярного чемпионата 2016/17, в двух сильнее оказались «Сенаторз».
«Питтсбург» победил в серии счётом 4—3. В первом матче победа в дополнительное время досталась «Оттаве». Во втором матче победу одержали хоккеисты «Питтсбурга», благодаря единственному голу Фила Кессела. В следующем матче уже в середине первого периода «Сенаторз» вели со счётом 4:0, после чего тренеры «Пингвинз» заменили голкипера Марка-Андре Флёри на Мэтта Мюррея, который и провёл оставшиеся матчи в серии в качестве основного вратаря. Сам матч закончился победой «Оттавы» со счётом 5:1. Далее последовали две подряд победы «Питтсбурга», включая разгром со счётом 7:0 в матче № 5. Победив в шестом матче со счётом 2:1, «Сенаторз» сравняли счёт в серии. Матч № 7 завершился во втором овертайме, где победу «Пингвинз» принёс точный бросок Криса Кунитца. Победа в серии позволила «Питтсбург Пингвинз» выйти в финал Кубка Стэнли второй год подряд.
| 13 мая 2017 19:00 | Питтсбург Пингвинз | 1 : 2 (ОТ) (0:1, 0:0, 1:0, 0:1) | Оттава Сенаторз | PPG Paints-арена Зрителей: 18 614 |

| Отчёт                                         | Отчёт            | Отчёт                                                                           | Отчёт          | Отчёт                                                                  |
| --------------------------------------------- | ---------------- | ------------------------------------------------------------------------------- | -------------- | ---------------------------------------------------------------------- |
|                                               |                  |                                                                                 |                |                                                                        |
|                                               | Марк-Андре Флёри | Вратари                                                                         | Крэйг Андерсон | Судьи: Уэс Макколи Брэд Майер Линейные судьи: Скотт Черри Брайан Мёрфи |
|                                               | Голы:            |                                                                                 |                | Судьи: Уэс Макколи Брэд Майер Линейные судьи: Скотт Черри Брайан Мёрфи |
| Евгений Малкин — 54:25 (К. Кунитц, Р. Хэйнси) | 0 : 1 : 1 1 : 2  | 14:32 — Жан-Габриэль Пажо (Б. Райан) 64:59 — Бобби Райан (Ж.-Г. Пажо, М. Стоун) |                | Судьи: Уэс Макколи Брэд Майер Линейные судьи: Скотт Черри Брайан Мёрфи |
|                                               |                  |                                                                                 |                | Судьи: Уэс Макколи Брэд Майер Линейные судьи: Скотт Черри Брайан Мёрфи |
|                                               |                  |                                                                                 |                | Судьи: Уэс Макколи Брэд Майер Линейные судьи: Скотт Черри Брайан Мёрфи |
|                                               |                  |                                                                                 |                | Судьи: Уэс Макколи Брэд Майер Линейные судьи: Скотт Черри Брайан Мёрфи |
| 4 мин                                         | Штраф            | 10 мин                                                                          |                | Судьи: Уэс Макколи Брэд Майер Линейные судьи: Скотт Черри Брайан Мёрфи |
|                                               |                  |                                                                                 |                |                                                                        |
|                                               | 28               | Броски                                                                          | 35             |                                                                        |

| 15 мая 2017 20:00 | Питтсбург Пингвинз | 1 : 0 (0:0, 0:0, 1:0) | Оттава Сенаторз | PPG Paints-арена Зрителей: 18 610 |

| Отчёт                                     | Отчёт            | Отчёт   | Отчёт          | Отчёт                                                                       |
| ----------------------------------------- | ---------------- | ------- | -------------- | --------------------------------------------------------------------------- |
|                                           |                  |         |                |                                                                             |
|                                           | Марк-Андре Флёри | Вратари | Крэйг Андерсон | Судьи: Крис Руни Келли Сазерленд Линейные судьи: Мэтт Макферсон Пьер Расико |
|                                           | Голы:            |         |                | Судьи: Крис Руни Келли Сазерленд Линейные судьи: Мэтт Макферсон Пьер Расико |
| Фил Кессел — 53:05 (Е. Малкин, О. Мяяття) | 1 : 0            |         |                | Судьи: Крис Руни Келли Сазерленд Линейные судьи: Мэтт Макферсон Пьер Расико |
|                                           |                  |         |                | Судьи: Крис Руни Келли Сазерленд Линейные судьи: Мэтт Макферсон Пьер Расико |
|                                           |                  |         |                | Судьи: Крис Руни Келли Сазерленд Линейные судьи: Мэтт Макферсон Пьер Расико |
|                                           |                  |         |                | Судьи: Крис Руни Келли Сазерленд Линейные судьи: Мэтт Макферсон Пьер Расико |
| 20 мин                                    | Штраф            | 20 мин  |                | Судьи: Крис Руни Келли Сазерленд Линейные судьи: Мэтт Макферсон Пьер Расико |
|                                           |                  |         |                |                                                                             |
|                                           | 29               | Броски  | 23             |                                                                             |

| 17 мая 2017 20:00 | Оттава Сенаторз | 5 : 1 (4:0, 1:0, 0:1) | Питтсбург Пингвинз | Канадиен Тайер-центр Зрителей: 18 615 |

| Отчёт | Отчёт                               | Отчёт                                              | Отчёт                                                    | Отчёт                                                                |
| --- | ----------------------------------- | -------------------------------------------------- | -------------------------------------------------------- | -------------------------------------------------------------------- |
| |                                     |                                                    |                                                          |                                                                      |
| | Крэйг Андерсон                      | Вратари                                            | 00:00-12:52 — Марк-Андре Флёри 12:52-60:00 — Мэтт Мюррей | Судьи: Жан Эбер Дэн О’Рурк Линейные судьи: Дерек Амелл Джонни Мюррей |
| | Голы:                               |                                                    |                                                          | Судьи: Жан Эбер Дэн О’Рурк Линейные судьи: Дерек Амелл Джонни Мюррей |
| Майк Хоффман — 00:48 (К. Террис, А. Барроуз) Марк Мето — 10:34 (Б. Райан, Д. Брассар) Дерик Брассар — 12:28 (К. Макартур, Б. Райан) Зак Смит — 12:52 (М. Мето, Э. Карлссон) Кайл Террис — 38:18 (М. Хоффман, Ф. Классон) | 1 : 0 2 : 0 3 : 0 4 : 0 5 : 0 5 : 1 | 46:07 — Сидни Кросби (бол.) (Ф. Кессел, М. Штрайт) |                                                          | Судьи: Жан Эбер Дэн О’Рурк Линейные судьи: Дерек Амелл Джонни Мюррей |
| |                                     |                                                    |                                                          | Судьи: Жан Эбер Дэн О’Рурк Линейные судьи: Дерек Амелл Джонни Мюррей |
| |                                     |                                                    |                                                          | Судьи: Жан Эбер Дэн О’Рурк Линейные судьи: Дерек Амелл Джонни Мюррей |
| |                                     |                                                    |                                                          | Судьи: Жан Эбер Дэн О’Рурк Линейные судьи: Дерек Амелл Джонни Мюррей |
| 12 мин | Штраф                               | 22 мин                                             |                                                          | Судьи: Жан Эбер Дэн О’Рурк Линейные судьи: Дерек Амелл Джонни Мюррей |
| |                                     |                                                    |                                                          |                                                                      |
| | 29                                  | Броски                                             | 26                                                       |                                                                      |

| 19 мая 2017 20:00 | Оттава Сенаторз | 2 : 3 (0:1, 1:2, 1:0) | Питтсбург Пингвинз | Канадиен Тайер-центр Зрителей: 19 145 |

| Отчёт                                                                          | Отчёт                         | Отчёт | Отчёт       | Отчёт                                                                      |
| ------------------------------------------------------------------------------ | ----------------------------- | --- | ----------- | -------------------------------------------------------------------------- |
|                                                                                |                               | |             |                                                                            |
|                                                                                | Крэйг Андерсон                | Вратари | Мэтт Мюррей | Судьи: Кевин Поллок Дэн О’Хэллоран Линейные судьи: Брэд Ковачик Шейн Хейер |
|                                                                                | Голы:                         | |             | Судьи: Кевин Поллок Дэн О’Хэллоран Линейные судьи: Брэд Ковачик Шейн Хейер |
| Кларк Макартур — 38:22 (Б. Райан) Том Пайатт — 54:59 (М. Хофманн, Э. Карлссон) | 0 : 1 0 : 2 0 : 3 1 : 3 2 : 3 | 19:14 — Олли Мяяття (С. Кросби, Дж. Генцел) 27:41 — Сидни Кросби (бол.) (Дж. Генцел, Ф. Кессел) 31:30 — Брайан Дюмулин (И. Коул, С. Уилсон) |             | Судьи: Кевин Поллок Дэн О’Хэллоран Линейные судьи: Брэд Ковачик Шейн Хейер |
|                                                                                |                               | |             | Судьи: Кевин Поллок Дэн О’Хэллоран Линейные судьи: Брэд Ковачик Шейн Хейер |
|                                                                                |                               | |             | Судьи: Кевин Поллок Дэн О’Хэллоран Линейные судьи: Брэд Ковачик Шейн Хейер |
|                                                                                |                               | |             | Судьи: Кевин Поллок Дэн О’Хэллоран Линейные судьи: Брэд Ковачик Шейн Хейер |
| 4 мин                                                                          | Штраф                         | 8 мин |             | Судьи: Кевин Поллок Дэн О’Хэллоран Линейные судьи: Брэд Ковачик Шейн Хейер |
|                                                                                |                               | |             |                                                                            |
|                                                                                | 26                            | Броски | 35          |                                                                            |

| 21 мая 2017 15:00 | Питтсбург Пингвинз | 7 : 0 (4:0, 1:0, 2:0) | Оттава Сенаторз | PPG Paints-арена Зрителей: 18 635 |

| Отчёт | Отчёт                                     | Отчёт   | Отчёт                                                                          | Отчёт                                                                  |
| --- | ----------------------------------------- | ------- | ------------------------------------------------------------------------------ | ---------------------------------------------------------------------- |
| |                                           |         |                                                                                |                                                                        |
| | Мэтт Мюррей                               | Вратари | 00:00-16:04 — Крэйг Андерсон 17:32-20:00 16:04-17:32 — Майк Кондон 20:00-60:00 | Судьи: Уэс Макколи Брэд Майер Линейные судьи: Скотт Черри Брайан Мёрфи |
| | Голы:                                     |         |                                                                                | Судьи: Уэс Макколи Брэд Майер Линейные судьи: Скотт Черри Брайан Мёрфи |
| Олли Мяяття — 08:14 (Б. Раст) Сидни Кросби (бол.) — 12:03 (Т. Дэйли, Е. Малкин) Брайан Раст — 16:04 (Н. Бонино, К. Рауни) Скотт Уилсон — 18:17 (К. Рауни, Н. Бонино) Мэтт Каллен — 21:54 (М. Штрайт, К. Рауни) Фил Кессел (бол.) — 40:50 (С. Кросби, Е. Малкин) Тревор Дэйли (бол.) — 48:49 (Ф. Кессел, Е. Малкин) | 1 : 0 2 : 0 3 : 0 4 : 0 5 : 0 6 : 0 7 : 0 |         |                                                                                | Судьи: Уэс Макколи Брэд Майер Линейные судьи: Скотт Черри Брайан Мёрфи |
| |                                           |         |                                                                                | Судьи: Уэс Макколи Брэд Майер Линейные судьи: Скотт Черри Брайан Мёрфи |
| |                                           |         |                                                                                | Судьи: Уэс Макколи Брэд Майер Линейные судьи: Скотт Черри Брайан Мёрфи |
| |                                           |         |                                                                                | Судьи: Уэс Макколи Брэд Майер Линейные судьи: Скотт Черри Брайан Мёрфи |
| 10 мин | Штраф                                     | 8 мин   |                                                                                | Судьи: Уэс Макколи Брэд Майер Линейные судьи: Скотт Черри Брайан Мёрфи |
| |                                           |         |                                                                                |                                                                        |
| | 36                                        | Броски  | 25                                                                             |                                                                        |

| 23 мая 2017 20:00 | Оттава Сенаторз | 2 : 1 (0:0, 1:1, 1:0) | Питтсбург Пингвинз | Канадиен Тайер-центр Зрителей: 18 111 |

| Отчёт                                                                                              | Отчёт           | Отчёт                                       | Отчёт       | Отчёт                                                                       |
| -------------------------------------------------------------------------------------------------- | --------------- | ------------------------------------------- | ----------- | --------------------------------------------------------------------------- |
| |                 |                                             |             |                                                                             |
| | Крэйг Андерсон  | Вратари                                     | Мэтт Мюррей | Судьи: Крис Руни Келли Сазерленд Линейные судьи: Пьер Расико Мэтт Макферсон |
| | Голы:           |                                             |             | Судьи: Крис Руни Келли Сазерленд Линейные судьи: Пьер Расико Мэтт Макферсон |
| Бобби Райан (бол.) — 33:15 (К. Террис, Э. Карлссон) Майк Хоффман — 41:34 (Ф. Классон, К. Макартур) | 0 : 1 : 1 2 : 1 | 24:41 — Евгений Малкин (И. Коул, С. Уилсон) |             | Судьи: Крис Руни Келли Сазерленд Линейные судьи: Пьер Расико Мэтт Макферсон |
| |                 |                                             |             | Судьи: Крис Руни Келли Сазерленд Линейные судьи: Пьер Расико Мэтт Макферсон |
| |                 |                                             |             | Судьи: Крис Руни Келли Сазерленд Линейные судьи: Пьер Расико Мэтт Макферсон |
| |                 |                                             |             | Судьи: Крис Руни Келли Сазерленд Линейные судьи: Пьер Расико Мэтт Макферсон |
| 10 мин                                                                                             | Штраф           | 10 мин                                      |             | Судьи: Крис Руни Келли Сазерленд Линейные судьи: Пьер Расико Мэтт Макферсон |
| |                 |                                             |             |                                                                             |
| | 30              | Броски                                      | 46          |                                                                             |

| 25 мая 2017 20:00 | Питтсбург Пингвинз | 3 : 2 (2ОТ) (0:0, 1:1, 1:1, 0:0, 1:0) | Оттава Сенаторз | PPG Paints-арена Зрителей: 18 604 |

| Отчёт | Отчёт                         | Отчёт                                                                                       | Отчёт          | Отчёт                                                                       |
| --- | ----------------------------- | ------------------------------------------------------------------------------------------- | -------------- | --------------------------------------------------------------------------- |
| |                               |                                                                                             |                |                                                                             |
| | Мэтт Мюррей                   | Вратари                                                                                     | Крэйг Андерсон | Судьи: Уэс Макколи Дэн О’Хэллоран Линейные судьи: Брэд Ковачик Брайан Мёрфи |
| | Голы:                         |                                                                                             |                | Судьи: Уэс Макколи Дэн О’Хэллоран Линейные судьи: Брэд Ковачик Брайан Мёрфи |
| Крис Кунитц — 29:55 (К. Шири, М. Каллен) Джастин Шульц (бол.) — 51:44 (Ф. Кессел, К. Кунитц) Крис Кунитц — 85:09 (С. Кросби, Дж. Шульц) | 1 : 0 1 : 1 2 : 1 2 : 2 3 : 2 | 30:15 — Марк Стоун (Э. Карлссон, Ж.-Г. Пажо) 54:41 — Райан Дзингел (Э. Карлссон, К. Террис) |                | Судьи: Уэс Макколи Дэн О’Хэллоран Линейные судьи: Брэд Ковачик Брайан Мёрфи |
| |                               |                                                                                             |                | Судьи: Уэс Макколи Дэн О’Хэллоран Линейные судьи: Брэд Ковачик Брайан Мёрфи |
| |                               |                                                                                             |                | Судьи: Уэс Макколи Дэн О’Хэллоран Линейные судьи: Брэд Ковачик Брайан Мёрфи |
| |                               |                                                                                             |                | Судьи: Уэс Макколи Дэн О’Хэллоран Линейные судьи: Брэд Ковачик Брайан Мёрфи |
| 4 мин | Штраф                         | 2 мин                                                                                       |                | Судьи: Уэс Макколи Дэн О’Хэллоран Линейные судьи: Брэд Ковачик Брайан Мёрфи |
| |                               |                                                                                             |                |                                                                             |
| | 42                            | Броски                                                                                      | 29             |                                                                             |

### Финал Западной конференции

#### «Анахайм Дакс» (Т1) — «Нэшвилл Предаторз» (УК)
Третья встреча «Анахайма» и «Нэшвилла» в плей-офф. Обе серии до этого были за «хищниками». Последний раз команды встречались в плей-офф в первом раунде 2016 года, в котором сильнее оказался «Нэшвилл» в семи матчах. В регулярном чемпионате 2016/17 «Дакс» выиграли у «Предаторз» два матча из трёх.
«Нэшвилл» победил в серии в шести матчах. В первом матче, в дополнительное время, победу праздновали хоккеисты «Нэшвилла» со счётом 3:2. Далее команды поочерёдно одерживают по две победы и счёт в серии становится 3—2 в пользу «Предаторз». В матче № 4 «Нэшвилл» из-за травм потерял капитана Майка Фишера и форварда Райана Джохансена, «Анахайм» в свою очередь лишился нападающего Рикарда Ракелля, а в следующем матче голкипера Джона Гибсона. Благодаря победе в шестом матче серии со счётом 6:3, «Предаторз» впервые в своей истории вышли в финал Кубка Стэнли.
| 12 мая 2017 21:00 | Анахайм Дакс | 2 : 3 (ОТ) (1:1, 0:1, 1:0, 0:1) | Нэшвилл Предаторз | Хонда-центр Зрителей: 17 174 |

| Отчёт                                                          | Отчёт                     | Отчёт | Отчёт       | Отчёт                                                                |
| -------------------------------------------------------------- | ------------------------- | --- | ----------- | -------------------------------------------------------------------- |
|                                                                |                           | |             |                                                                      |
|                                                                | Джон Гибсон               | Вратари | Пекка Ринне | Судьи: Жан Эбер Дэн О’Рурк Линейные судьи: Дерек Амелл Джонни Мюррей |
|                                                                | Голы:                     | |             | Судьи: Жан Эбер Дэн О’Рурк Линейные судьи: Дерек Амелл Джонни Мюррей |
| Якоб Сильверберг — 05:15 Хампус Линдхольм — 47:21 (Н. Томпсон) | 1 : 0 1 : 1 : 2 : 2 2 : 3 | 12:34 — Филип Форсберг (М. Ирвин, Р. Джохансен) 22:42 — Остин Уотсон (Р. Джохансен, М. Экхольм) 69:24 — Джеймс Нил (Пи-Кей Суббан, М. Экхольм) |             | Судьи: Жан Эбер Дэн О’Рурк Линейные судьи: Дерек Амелл Джонни Мюррей |
|                                                                |                           | |             | Судьи: Жан Эбер Дэн О’Рурк Линейные судьи: Дерек Амелл Джонни Мюррей |
|                                                                |                           | |             | Судьи: Жан Эбер Дэн О’Рурк Линейные судьи: Дерек Амелл Джонни Мюррей |
|                                                                |                           | |             | Судьи: Жан Эбер Дэн О’Рурк Линейные судьи: Дерек Амелл Джонни Мюррей |
| 10 мин                                                         | Штраф                     | 8 мин |             | Судьи: Жан Эбер Дэн О’Рурк Линейные судьи: Дерек Амелл Джонни Мюррей |
|                                                                |                           | |             |                                                                      |
|                                                                | 29                        | Броски | 46          |                                                                      |

| 14 мая 2017 19:30 | Анахайм Дакс | 5 : 3 (1:2, 3:1, 1:0) | Нэшвилл Предаторз | Хонда-центр Зрителей: 17 174 |

| Отчёт | Отчёт                                         | Отчёт | Отчёт       | Отчёт                                                                      |
| --- | --------------------------------------------- | --- | ----------- | -------------------------------------------------------------------------- |
| |                                               | |             |                                                                            |
| | Джон Гибсон                                   | Вратари | Пекка Ринне | Судьи: Дэн О’Хэллоран Кевин Поллок Линейные судьи: Брэд Ковачик Шейн Хейер |
| | Голы:                                         | |             | Судьи: Дэн О’Хэллоран Кевин Поллок Линейные судьи: Брэд Ковачик Шейн Хейер |
| Сами Ватанен (бол.) — 19:00 (Р. Гецлаф, Р. Кеслер) Якоб Сильверберг — 20:39 (Р. Ракелль, К. Фаулер) Ондржей Каше — 30:41 (Ш. Теодор, Дж. Мэнсон) Ник Ритчи — 37:07 (Р. Гецлаф, Б. Монтур) Антуан Верметт (п.в.) — 59:16 (Р. Гецлаф, К. Фаулер) | 0 : 1 0 : 2 1 : 2 2 : 2 2 : 3 : 3 4 : 3 5 : 3 | 04:18 — Райан Джохансен (В. Арвидссон, Р. Йоси) 08:32 — Джеймс Нил (Р. Джохансен, М. Экхольм) 27:59 — Филип Форсберг (В. Арвидссон) |             | Судьи: Дэн О’Хэллоран Кевин Поллок Линейные судьи: Брэд Ковачик Шейн Хейер |
| |                                               | |             | Судьи: Дэн О’Хэллоран Кевин Поллок Линейные судьи: Брэд Ковачик Шейн Хейер |
| |                                               | |             | Судьи: Дэн О’Хэллоран Кевин Поллок Линейные судьи: Брэд Ковачик Шейн Хейер |
| |                                               | |             | Судьи: Дэн О’Хэллоран Кевин Поллок Линейные судьи: Брэд Ковачик Шейн Хейер |
| 6 мин | Штраф                                         | 4 мин |             | Судьи: Дэн О’Хэллоран Кевин Поллок Линейные судьи: Брэд Ковачик Шейн Хейер |
| |                                               | |             |                                                                            |
| | 27                                            | Броски | 33          |                                                                            |

| 16 мая 2017 20:00 | Нэшвилл Предаторз | 2 : 1 (0:0, 0:1, 2:0) | Анахайм Дакс | Бриджстоун-арена Зрителей: 17 338 |

| Отчёт                                                                                  | Отчёт           | Отчёт                                              | Отчёт       | Отчёт                                                                  |
| -------------------------------------------------------------------------------------- | --------------- | -------------------------------------------------- | ----------- | ---------------------------------------------------------------------- |
|                                                                                        |                 |                                                    |             |                                                                        |
|                                                                                        | Пекка Ринне     | Вратари                                            | Джон Гибсон | Судьи: Брэд Майер Уэс Макколи Линейные судьи: Скотт Черри Брайан Мёрфи |
|                                                                                        | Голы:           |                                                    |             | Судьи: Брэд Майер Уэс Макколи Линейные судьи: Скотт Черри Брайан Мёрфи |
| Филип Форсберг — 43:54 (Р. Эллис) Роман Йоси (бол.) — 57:17 (В. Арвидссон, М. Экхольм) | 0 : 1 : 1 2 : 1 | 35:35 — Кори Перри (бол.) (Р. Ракелль, С. Ватанен) |             | Судьи: Брэд Майер Уэс Макколи Линейные судьи: Скотт Черри Брайан Мёрфи |
|                                                                                        |                 |                                                    |             | Судьи: Брэд Майер Уэс Макколи Линейные судьи: Скотт Черри Брайан Мёрфи |
|                                                                                        |                 |                                                    |             | Судьи: Брэд Майер Уэс Макколи Линейные судьи: Скотт Черри Брайан Мёрфи |
|                                                                                        |                 |                                                    |             | Судьи: Брэд Майер Уэс Макколи Линейные судьи: Скотт Черри Брайан Мёрфи |
| 19 мин                                                                                 | Штраф           | 13 мин                                             |             | Судьи: Брэд Майер Уэс Макколи Линейные судьи: Скотт Черри Брайан Мёрфи |
|                                                                                        |                 |                                                    |             |                                                                        |
|                                                                                        | 40              | Броски                                             | 20          |                                                                        |

| 18 мая 2017 20:00 | Нэшвилл Предаторз | 2 : 3 (ОТ) (0:1, 0:1, 2:0, 0:1) | Анахайм Дакс | Бриджстоун-арена Зрителей: 17 423 |

| Отчёт                                                                                          | Отчёт                         | Отчёт | Отчёт       | Отчёт                                                                       |
| ---------------------------------------------------------------------------------------------- | ----------------------------- | --- | ----------- | --------------------------------------------------------------------------- |
|                                                                                                |                               | |             |                                                                             |
|                                                                                                | Пекка Ринне                   | Вратари | Джон Гибсон | Судьи: Крис Руни Келли Сазерленд Линейные судьи: Пьер Расико Мэтт Макферсон |
|                                                                                                | Голы:                         | |             | Судьи: Крис Руни Келли Сазерленд Линейные судьи: Пьер Расико Мэтт Макферсон |
| Пи-Кей Суббан — 53:33 (К. Уилсон, В. Арвидссон) Филип Форсберг — 59:25 (В. Арвидссон, Дж. Нил) | 0 : 1 0 : 2 1 : 2 2 : 2 2 : 3 | 11:30 — Рикард Ракелль (К. Фаулер) 40:22 — Ник Ритчи (Н. Томпсон, С. Ватанен) 70:25 — Нэйт Томпсон (К. Перри) |             | Судьи: Крис Руни Келли Сазерленд Линейные судьи: Пьер Расико Мэтт Макферсон |
|                                                                                                |                               | |             | Судьи: Крис Руни Келли Сазерленд Линейные судьи: Пьер Расико Мэтт Макферсон |
|                                                                                                |                               | |             | Судьи: Крис Руни Келли Сазерленд Линейные судьи: Пьер Расико Мэтт Макферсон |
|                                                                                                |                               | |             | Судьи: Крис Руни Келли Сазерленд Линейные судьи: Пьер Расико Мэтт Макферсон |
| 4 мин                                                                                          | Штраф                         | 10 мин |             | Судьи: Крис Руни Келли Сазерленд Линейные судьи: Пьер Расико Мэтт Макферсон |
|                                                                                                |                               | |             |                                                                             |
|                                                                                                | 34                            | Броски | 37          |                                                                             |

| 20 мая 2017 19:15 | Анахайм Дакс | 1 : 3 (0:0, 1:1, 0:2) | Нэшвилл Предаторз | Хонда-центр Зрителей: 17 307 |

| Отчёт                                           | Отчёт                                                   | Отчёт | Отчёт       | Отчёт                                                                |
| ----------------------------------------------- | ------------------------------------------------------- | --- | ----------- | -------------------------------------------------------------------- |
|                                                 |                                                         | |             |                                                                      |
|                                                 | Джон Гибсон — 00:00-20:00 Джонатан Бернье — 20:00-60:00 | Вратари | Пекка Ринне | Судьи: Жан Эбер Дэн О’Рурк Линейные судьи: Дерек Амелл Джонни Мюррей |
|                                                 | Голы:                                                   | |             | Судьи: Жан Эбер Дэн О’Рурк Линейные судьи: Дерек Амелл Джонни Мюррей |
| Крис Вагнер — 32:46 (Б. Монтур, Я. Сильверберг) | 1 : 0 1 : 1 : 2 1 : 3                                   | 39:19 — Колин Уилсон (бол.) (К. Сиссонс, Пи-Кей Суббан) 51:01 — Понтус Оберг (Ф. Форсберг, М. Экхольм) 59:12 — Остин Уотсон (п.в.) |             | Судьи: Жан Эбер Дэн О’Рурк Линейные судьи: Дерек Амелл Джонни Мюррей |
|                                                 |                                                         | |             | Судьи: Жан Эбер Дэн О’Рурк Линейные судьи: Дерек Амелл Джонни Мюррей |
|                                                 |                                                         | |             | Судьи: Жан Эбер Дэн О’Рурк Линейные судьи: Дерек Амелл Джонни Мюррей |
|                                                 |                                                         | |             | Судьи: Жан Эбер Дэн О’Рурк Линейные судьи: Дерек Амелл Джонни Мюррей |
| 22 мин                                          | Штраф                                                   | 24 мин |             | Судьи: Жан Эбер Дэн О’Рурк Линейные судьи: Дерек Амелл Джонни Мюррей |
|                                                 |                                                         | |             |                                                                      |
|                                                 | 33                                                      | Броски | 29          |                                                                      |

| 22 мая 2017 20:00 | Нэшвилл Предаторз | 6 : 3 (2:0, 0:1, 4:2) | Анахайм Дакс | Бриджстоун-арена Зрителей: 17 352 |

| Отчёт | Отчёт                                                 | Отчёт | Отчёт           | Отчёт                                                                      |
| --- | ----------------------------------------------------- | --- | --------------- | -------------------------------------------------------------------------- |
| |                                                       | |                 |                                                                            |
| | Пекка Ринне                                           | Вратари | Джонатан Бернье | Судьи: Кевин Поллок Дэн О’Хэллоран Линейные судьи: Брэд Ковачик Шейн Хейер |
| | Голы:                                                 | |                 | Судьи: Кевин Поллок Дэн О’Хэллоран Линейные судьи: Брэд Ковачик Шейн Хейер |
| Остин Уотсон — 01:21 (Я. Вебер, М. Ирвин) Колтон Сиссонс — 08:47 (П. Оберг) Колтон Сиссонс — 43:00 (П. Оберг, Ф. Форсберг) Колтон Сиссонс — 54:00 (К. Йернкрук) Филип Форсберг (п.в.) — 57:38 (В. Фиддлер) Остин Уотсон (п.в.) — 58:26 (Р. Эллис) | 1 : 0 2 : 0 2 : 1 3 : 1 3 : 2 3 : 3 4 : 3 5 : 3 6 : 3 | 24:45 — Ондржей Каше (Р. Гецлаф, С. Ватанен) 45:00 — Крис Вагнер (Н. Кердилес, А. Верметт) 48:52 — Кэм Фаулер (С. Ватанен) |                 | Судьи: Кевин Поллок Дэн О’Хэллоран Линейные судьи: Брэд Ковачик Шейн Хейер |
| |                                                       | |                 | Судьи: Кевин Поллок Дэн О’Хэллоран Линейные судьи: Брэд Ковачик Шейн Хейер |
| |                                                       | |                 | Судьи: Кевин Поллок Дэн О’Хэллоран Линейные судьи: Брэд Ковачик Шейн Хейер |
| |                                                       | |                 | Судьи: Кевин Поллок Дэн О’Хэллоран Линейные судьи: Брэд Ковачик Шейн Хейер |
| 8 мин | Штраф                                                 | 29 мин |                 | Судьи: Кевин Поллок Дэн О’Хэллоран Линейные судьи: Брэд Ковачик Шейн Хейер |
| |                                                       | |                 |                                                                            |
| | 18                                                    | Броски | 41              |                                                                            |

## Финал Кубка Стэнли
Начало матчей указано по Североамериканскому восточному времени (UTC-4).

### «Питтсбург Пингвинз» (С2) — «Нэшвилл Предаторз» (УК)
Первая встреча этих двух команд в плей-офф. «Нэшвилл» никогда ранее не участвовал в финалах Кубка Стэнли, а для «Питтсбурга» этот финал станет шестым в истории клуба. В регулярном чемпионате 2016/17 «Пингвинз» и «Предаторз» провели между собой два матча, в которых каждая из команд одержала по одной победе.
| 29 мая 2017 20:00 | Питтсбург Пингвинз | 5 : 3 (3:0, 0:1, 2:2) | Нэшвилл Предаторз | PPG Paints-арена Зрителей: 18 618 |

| Отчёт | Отчёт                                           | Отчёт | Отчёт       | Отчёт                                                                  |
| --- | ----------------------------------------------- | --- | ----------- | ---------------------------------------------------------------------- |
| |                                                 | |             |                                                                        |
| | Мэтт Мюррей                                     | Вратари | Пекка Ринне | Судьи: Уэс Макколи Брэд Майер Линейные судьи: Скотт Черри Брайан Мёрфи |
| | Голы:                                           | |             | Судьи: Уэс Макколи Брэд Майер Линейные судьи: Скотт Черри Брайан Мёрфи |
| Евгений Малкин (бол.) — 15:32 (Т. Дэйли, С. Кросби) Конор Шири — 16:37 (К. Кунитц, С. Кросби) Ник Бонино — 19:43 (Б. Дюмулин) Джейк Генцел — 56:43 (М. Каллен, Дж. Шультц) Ник Бонино (п.в.) — 58:58 (К. Кунитц) | 1 : 0 2 : 0 3 : 0 3 : 1 3 : 2 3 : 3 4 : 3 5 : 3 | 28:21 — Райан Эллис (бол.) (Пи-Кей Суббан, М. Фишер) 50:06 — Колтон Сиссонс (бол.) (Р. Йоси, К. Йернкрук) 53:29 — Фредерик Гудро (О. Уотсон, М. Фишер) |             | Судьи: Уэс Макколи Брэд Майер Линейные судьи: Скотт Черри Брайан Мёрфи |
| |                                                 | |             | Судьи: Уэс Макколи Брэд Майер Линейные судьи: Скотт Черри Брайан Мёрфи |
| |                                                 | |             | Судьи: Уэс Макколи Брэд Майер Линейные судьи: Скотт Черри Брайан Мёрфи |
| |                                                 | |             | Судьи: Уэс Макколи Брэд Майер Линейные судьи: Скотт Черри Брайан Мёрфи |
| 6 мин | Штраф                                           | 6 мин |             | Судьи: Уэс Макколи Брэд Майер Линейные судьи: Скотт Черри Брайан Мёрфи |
| |                                                 | |             |                                                                        |
| | 12                                              | Броски | 26          |                                                                        |

| 31 мая 2017 20:00 | Питтсбург Пингвинз | 4 : 1 (1:1, 0:0, 3:0) | Нэшвилл Предаторз | PPG Paints-арена Зрителей: 18 643 |

| Отчёт | Отчёт                       | Отчёт                                         | Отчёт                                              | Отчёт                                                                      |
| --- | --------------------------- | --------------------------------------------- | -------------------------------------------------- | -------------------------------------------------------------------------- |
| |                             |                                               |                                                    |                                                                            |
| | Мэтт Мюррей                 | Вратари                                       | 00:00-43:28 — Пекка Ринне 43:28-60:00 — Юусе Сарос | Судьи: Кевин Поллок Дэн О’Хэллоран Линейные судьи: Шейн Хейер Брэд Ковачик |
| | Голы:                       |                                               |                                                    | Судьи: Кевин Поллок Дэн О’Хэллоран Линейные судьи: Шейн Хейер Брэд Ковачик |
| Джейк Генцел — 16:36 (К. Шири, К. Кунитц) Джейк Генцел — 40:10 (Б. Раст, Р. Хэйнси) Скотт Уилсон — 43:13 (Ф. Кессел, М. Каллен) Евгений Малкин — 43:28 (К. Кунитц, И. Коул) | 0 : 1 : 1 2 : 1 3 : 1 4 : 1 | 12:57 — Понтус Оберг (В. Арвидссон, М. Фишер) |                                                    | Судьи: Кевин Поллок Дэн О’Хэллоран Линейные судьи: Шейн Хейер Брэд Ковачик |
| |                             |                                               |                                                    | Судьи: Кевин Поллок Дэн О’Хэллоран Линейные судьи: Шейн Хейер Брэд Ковачик |
| |                             |                                               |                                                    | Судьи: Кевин Поллок Дэн О’Хэллоран Линейные судьи: Шейн Хейер Брэд Ковачик |
| |                             |                                               |                                                    | Судьи: Кевин Поллок Дэн О’Хэллоран Линейные судьи: Шейн Хейер Брэд Ковачик |
| 15 мин | Штраф                       | 19 мин                                        |                                                    | Судьи: Кевин Поллок Дэн О’Хэллоран Линейные судьи: Шейн Хейер Брэд Ковачик |
| |                             |                                               |                                                    |                                                                            |
| | 27                          | Броски                                        | 38                                                 |                                                                            |

| 3 июня 2017 20:00 | Нэшвилл Предаторз | 5 : 1 (0:1, 3:0, 2:0) | Питтсбург Пингвинз | Бриджстоун-арена Зрителей: 17 283 |

| Отчёт | Отчёт                             | Отчёт                                     | Отчёт       | Отчёт                                                                  |
| --- | --------------------------------- | ----------------------------------------- | ----------- | ---------------------------------------------------------------------- |
| |                                   |                                           |             |                                                                        |
| | Пекка Ринне                       | Вратари                                   | Мэтт Мюррей | Судьи: Уэс Макколи Брэд Майер Линейные судьи: Скотт Черри Брайан Мёрфи |
| | Голы:                             |                                           |             | Судьи: Уэс Макколи Брэд Майер Линейные судьи: Скотт Черри Брайан Мёрфи |
| Роман Йоси (бол.) — 25:51 (К. Йернкрук, М. Экхольм) Фредерик Гудро — 26:33 (О. Уотсон, Р. Йоси) Джеймс Нил — 39:37 (В. Арвидссон, Р. Йоси) Крэйг Смит — 44:54 Маттиас Экхольм (бол.) — 53:10 (К. Йернкрук, К. Сиссонс) | 0 : 1 : 1 2 : 1 3 : 1 4 : 1 5 : 1 | 02:46 — Джейк Генцел (И. Коул, С. Кросби) |             | Судьи: Уэс Макколи Брэд Майер Линейные судьи: Скотт Черри Брайан Мёрфи |
| |                                   |                                           |             | Судьи: Уэс Макколи Брэд Майер Линейные судьи: Скотт Черри Брайан Мёрфи |
| |                                   |                                           |             | Судьи: Уэс Макколи Брэд Майер Линейные судьи: Скотт Черри Брайан Мёрфи |
| |                                   |                                           |             | Судьи: Уэс Макколи Брэд Майер Линейные судьи: Скотт Черри Брайан Мёрфи |
| 34 мин | Штраф                             | 44 мин                                    |             | Судьи: Уэс Макколи Брэд Майер Линейные судьи: Скотт Черри Брайан Мёрфи |
| |                                   |                                           |             |                                                                        |
| | 33                                | Броски                                    | 28          |                                                                        |

| 5 июня 2017 20:00 | Нэшвилл Предаторз | 4 : 1 (1:1, 2:0, 1:0) | Питтсбург Пингвинз | Бриджстоун-арена Зрителей: 17 260 |

| Отчёт | Отчёт                         | Отчёт                             | Отчёт       | Отчёт                                                                     |
| --- | ----------------------------- | --------------------------------- | ----------- | ------------------------------------------------------------------------- |
| |                               |                                   |             |                                                                           |
| | Пекка Ринне                   | Вратари                           | Мэтт Мюррей | Судьи: Дэн О’Хэллоран Кевин Полок Линейные судьи: Брэд Ковачик Шейн Хейер |
| | Голы:                         |                                   |             | Судьи: Дэн О’Хэллоран Кевин Полок Линейные судьи: Брэд Ковачик Шейн Хейер |
| Калле Йернкрук — 14:51 (К. Смит, О. Уотсон) Фредерик Гудро — 23:45 (Р. Эллис, Г. Золнерчик) Виктор Арвидссон — 33:08 (М. Фишер, Дж. Нил) Филип Форсберг (п.в.) — 56:37 (М. Экхольм, Пи-Кей Суббан) | 1 : 0 1 : 1 2 : 1 3 : 1 4 : 1 | 15:57 — Сидни Кросби (Б. Дюмулин) |             | Судьи: Дэн О’Хэллоран Кевин Полок Линейные судьи: Брэд Ковачик Шейн Хейер |
| |                               |                                   |             | Судьи: Дэн О’Хэллоран Кевин Полок Линейные судьи: Брэд Ковачик Шейн Хейер |
| |                               |                                   |             | Судьи: Дэн О’Хэллоран Кевин Полок Линейные судьи: Брэд Ковачик Шейн Хейер |
| |                               |                                   |             | Судьи: Дэн О’Хэллоран Кевин Полок Линейные судьи: Брэд Ковачик Шейн Хейер |
| 8 мин | Штраф                         | 6 мин                             |             | Судьи: Дэн О’Хэллоран Кевин Полок Линейные судьи: Брэд Ковачик Шейн Хейер |
| |                               |                                   |             |                                                                           |
| | 26                            | Броски                            | 24          |                                                                           |

| 8 июня 2017 20:00 | Питтсбург Пингвинз | 6 : 0 (3:0, 3:0, 0:0) | Нэшвилл Предаторз | PPG Paints-арена Зрителей: 18 605 |

| Отчёт | Отчёт                               | Отчёт   | Отчёт                                              | Отчёт                                                                  |
| --- | ----------------------------------- | ------- | -------------------------------------------------- | ---------------------------------------------------------------------- |
| |                                     |         |                                                    |                                                                        |
| | Мэтт Мюррей                         | Вратари | 00:00-20:00 — Пекка Ринне 20:00-60:00 — Юусе Сарос | Судьи: Уэс Макколи Брэд Майер Линейные судьи: Брайан Мёрфи Скотт Черри |
| | Голы:                               |         |                                                    | Судьи: Уэс Макколи Брэд Майер Линейные судьи: Брайан Мёрфи Скотт Черри |
| Джастин Шульц (бол.) — 01:31 (С. Кросби, П. Хёрнквист) Брайан Раст — 06:43 (К. Кунитц, Т. Дэйли) Евгений Малкин — 19:49 (Ф. Кессел, Р. Хэйнси) Конор Шири — 21:19 (С. Кросби, Дж. Генцел) Фил Кессел — 28:02 (О. Мяяття, С. Кросби) Рон Хэйнси — 36:40 (Е. Малкин, Ф. Кессел) | 1 : 0 2 : 0 3 : 0 4 : 0 5 : 0 6 : 0 |         |                                                    | Судьи: Уэс Макколи Брэд Майер Линейные судьи: Брайан Мёрфи Скотт Черри |
| |                                     |         |                                                    | Судьи: Уэс Макколи Брэд Майер Линейные судьи: Брайан Мёрфи Скотт Черри |
| |                                     |         |                                                    | Судьи: Уэс Макколи Брэд Майер Линейные судьи: Брайан Мёрфи Скотт Черри |
| |                                     |         |                                                    | Судьи: Уэс Макколи Брэд Майер Линейные судьи: Брайан Мёрфи Скотт Черри |
| 42 мин | Штраф                               | 58 мин  |                                                    | Судьи: Уэс Макколи Брэд Майер Линейные судьи: Брайан Мёрфи Скотт Черри |
| |                                     |         |                                                    |                                                                        |
| | 24                                  | Броски  | 24                                                 |                                                                        |

| 11 июня 2017 20:00 | Нэшвилл Предаторз | 0 : 2 (0:0, 0:0, 0:2) | Питтсбург Пингвинз | Бриджстоун-арена Зрителей: 17 271 |

| Отчёт | Отчёт       | Отчёт                                                                                    | Отчёт       | Отчёт                                                                      |
| ----- | ----------- | ---------------------------------------------------------------------------------------- | ----------- | -------------------------------------------------------------------------- |
|       |             |                                                                                          |             |                                                                            |
|       | Пекка Ринне | Вратари                                                                                  | Мэтт Мюррей | Судьи: Дэн О’Хэллоран Кевин Поллок Линейные судьи: Шейн Хейер Брэд Ковачик |
|       | Голы:       |                                                                                          |             | Судьи: Дэн О’Хэллоран Кевин Поллок Линейные судьи: Шейн Хейер Брэд Ковачик |
|       | 0 : 1 0 : 2 | 58:25 — Патрик Хёрнквист (Дж. Шульц, К. Кунитц) 59:46 — Карл Хагелин (п.в.) (Б. Дюмулин) |             | Судьи: Дэн О’Хэллоран Кевин Поллок Линейные судьи: Шейн Хейер Брэд Ковачик |
|       |             |                                                                                          |             | Судьи: Дэн О’Хэллоран Кевин Поллок Линейные судьи: Шейн Хейер Брэд Ковачик |
|       |             |                                                                                          |             | Судьи: Дэн О’Хэллоран Кевин Поллок Линейные судьи: Шейн Хейер Брэд Ковачик |
|       |             |                                                                                          |             | Судьи: Дэн О’Хэллоран Кевин Поллок Линейные судьи: Шейн Хейер Брэд Ковачик |
| 0 мин | Штраф       | 8 мин                                                                                    |             | Судьи: Дэн О’Хэллоран Кевин Поллок Линейные судьи: Шейн Хейер Брэд Ковачик |
|       |             |                                                                                          |             |                                                                            |
|       | 27          | Броски                                                                                   | 29          |                                                                            |

## Статистика игроков

### Полевые игроки
| Игрок          | Команда            | И  | Г  | П  | Очки | +/- |
| -------------- | ------------------ | -- | -- | -- | ---- | --- |
| Евгений Малкин | Питтсбург Пингвинз | 25 | 10 | 18 | 28   | +9  |
| Сидни Кросби   | Питтсбург Пингвинз | 24 | 8  | 19 | 27   | +4  |
| Фил Кессел     | Питтсбург Пингвинз | 25 | 8  | 15 | 23   | +12 |
| Джейк Генцел   | Питтсбург Пингвинз | 25 | 13 | 8  | 21   | +1  |
| Райан Гецлаф   | Анахайм Дакс       | 17 | 8  | 11 | 19   | +7  |

### Вратари
| Игрок            | Команда            | И  | П  | КН   | %ОБ  | СМ |
| ---------------- | ------------------ | -- | -- | ---- | ---- | -- |
| Мэтт Мюррей      | Питтсбург Пингвинз | 11 | 7  | 1.70 | 93,7 | 3  |
| Джейк Аллен      | Сент-Луис Блюз     | 11 | 6  | 1.96 | 93,5 | 0  |
| Пекка Ринне      | Нэшвилл Предаторз  | 22 | 14 | 1.96 | 93   | 2  |
| Хенрик Лундквист | Нью-Йорк Рейнджерс | 12 | 6  | 2.25 | 92,7 | 1  |
| Крэйг Андерсон   | Оттава Сенаторз    | 19 | 11 | 2.34 | 92,2 | 1  |